# Paris

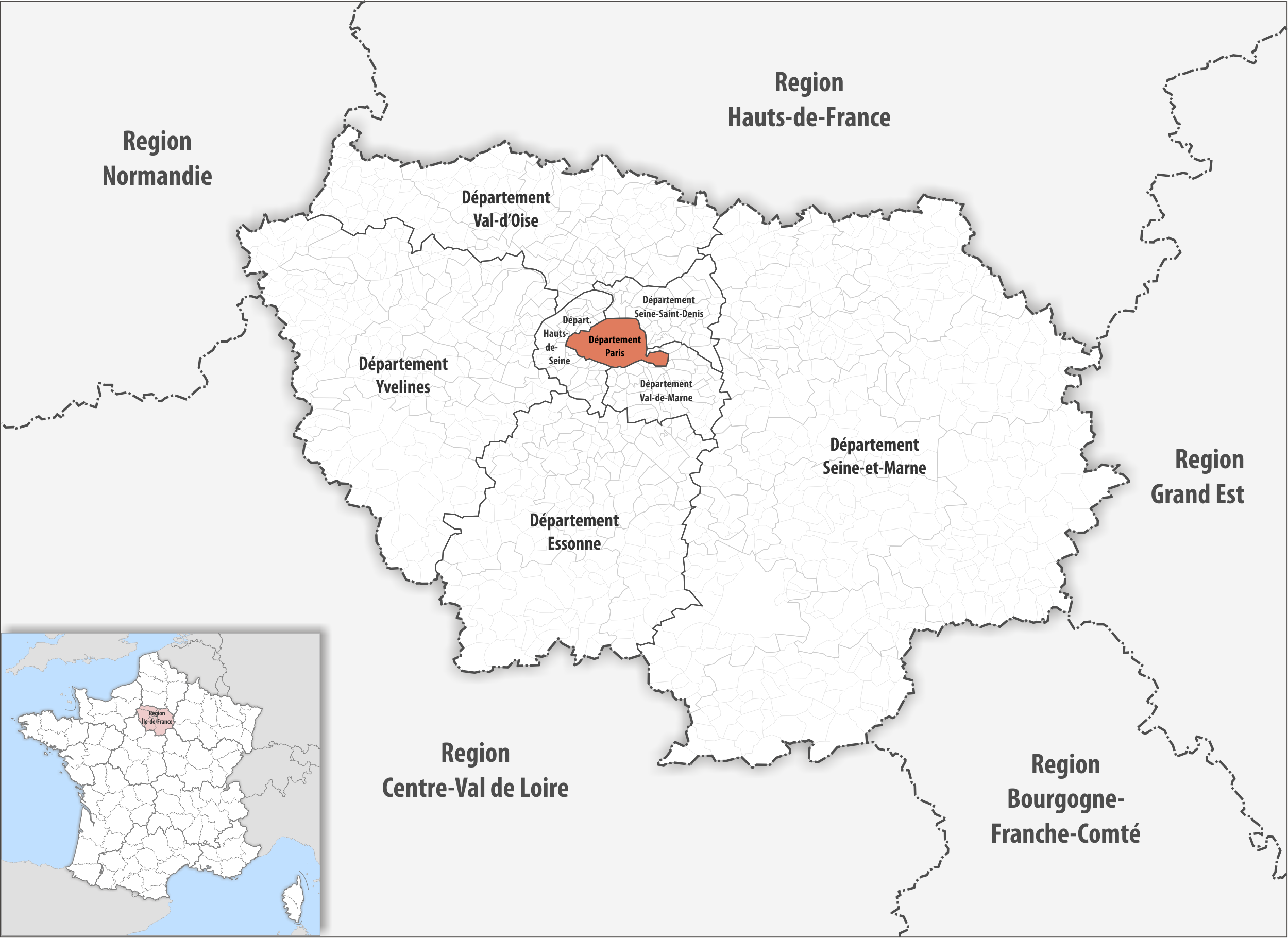
Lage des Départements in der Region Île-de-France

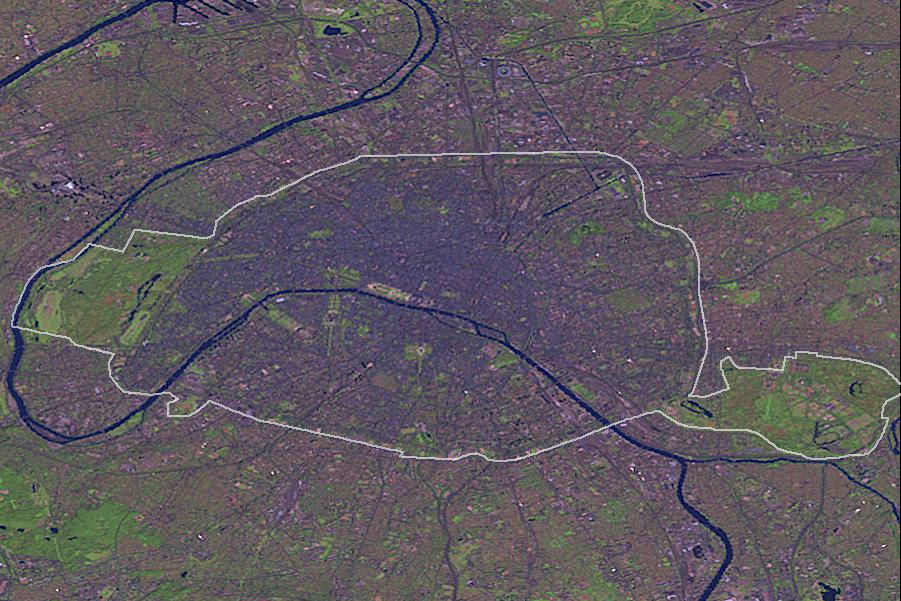
Satellitenfoto mit Stadtgrenzen

Paris (deutsch: [paˈʁiːs] ⓘ; französisch: [paʁi] ⓘ) ist die Hauptstadt der Französischen Republik, Hauptort der Region Île-de-France und Globalstadt. Mit rund 2,11 Millionen Einwohnern ist Paris die viertgrößte Stadt der Europäischen Union (EU). Der Großraum ist mit über 12,5 Millionen Menschen die größte Metropolregion der EU.
Mit einer vergleichsweise kleinen Stadtfläche von 105,40 Quadratkilometern ist Paris mit 20.054 Einwohnern pro Quadratkilometer die am dichtesten besiedelte Großstadt Europas. Das zusammenhängend bebaute städtische Siedlungsgebiet (Unité urbaine de Paris) ist 2845 Quadratkilometer groß und geht somit weit über die politische Grenze der Stadt Paris hinaus. 2015 zählte die Unité urbaine de Paris 10.706.072 Einwohner, was einer Bevölkerungsdichte von 3763 Einwohnern je Quadratkilometer entspricht und womit Paris zu den Megastädten zählt.
Paris ist das politische, wirtschaftliche sowie kulturelle Zentrum des zentralistisch organisierten Frankreichs und mit vier Flughäfen und sechs Kopfbahnhöfen dessen größter Verkehrsknotenpunkt. Teile des Seineufers zählen heute zum UNESCO-Welterbe. Die Stadt ist Sitz der UNESCO und darüber hinaus der OECD und der ICC.
Sehenswürdigkeiten wie der Eiffelturm, die Kathedrale Notre-Dame oder der Louvre machen die Stadt zu einem beliebten Touristenziel. Mit rund 16 Millionen ausländischen Touristen pro Jahr ist die Stadt hinter London und Bangkok eine der meistbesuchten Städte weltweit.
Das heutige Paris entwickelte sich seit dem 3. Jahrhundert v. Chr. aus der keltischen Siedlung „Lutetia“ auf der Île de la Cité. Später errichteten die Römer an der Seine eine Stadt, die im 6. Jahrhundert zunächst eine Hauptresidenz des Fränkischen Reiches wurde. Eine Blütezeit der Kunst und Kultur erlebte Paris im 16. Jahrhundert unter Franz I. Durch den Absolutismus, insbesondere unter Ludwig XIV. im 17. Jahrhundert, wurde die Stadt um zahlreiche barocke Gebäude und Prachtstraßen bereichert und so zu einem beispielhaften Muster für barocken Städtebau. Obwohl die Königsresidenz 1682 nach Versailles verlegt wurde, blieb Paris aufgrund seiner politischen und wirtschaftlichen Bedeutung das Zentrum des Landes.
Mit der Französischen Revolution kam ab 1789 eine welthistorische Bedeutung zu. Die Industrialisierung führte im 19. Jahrhundert zu einem enormen Bevölkerungszuwachs, sodass 1846 erstmals die Grenze von einer Million Einwohnern überschritten wurde. In den folgenden Jahrzehnten bekam die Stadt durch die sogenannte Belle Époque und sechs Weltausstellungen weltweite Beachtung.

## Geografie

### Lage

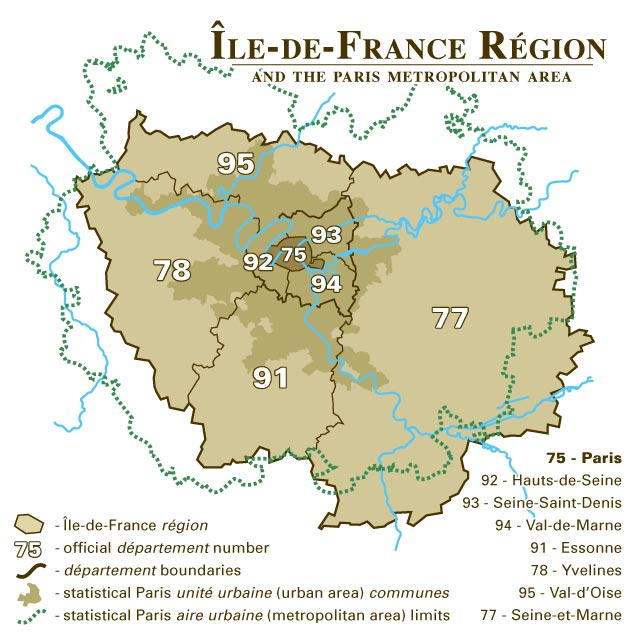
Region Île-de-France mit dem 75. Département, der Stadt Paris. Die Vororte (banlieues) von Paris befinden sich in den Départements 92 (Hauts-de-Seine), 93 (Seine-Saint-Denis) und 94 (Val-de-Marne).

Das Stadtgebiet hat eine Fläche von 105,40 Quadratkilometern. Das entspricht ungefähr der Fläche von Koblenz oder von Gelsenkirchen und weniger als 12 Prozent der Fläche Berlins. Hierbei handelt es sich aber nur um die Fläche der Kernstadt. Die Metropolregion erstreckt sich über eine Bodenfläche von 14.518 Quadratkilometern. Das entspricht etwa der Fläche Schleswig-Holsteins. Die Stadt liegt im Zentrum des Pariser Beckens, in einer Höhenlage von 28 bis 130 Metern (durchschnittlich 65 m). Die Seine verlässt, je nach Wasserstand, in 25 m das Stadtgebiet. Paris ist umgeben von den beiden großen Stadtwäldern Bois de Boulogne und Bois de Vincennes, die der Bevölkerung als Naherholungsgebiete dienen.

### Klima
Paris befindet sich in der gemäßigten Klimazone. Die Jahresmitteltemperatur beträgt 10,8 Grad Celsius und die durchschnittliche Jahresniederschlagsmenge 649,6 Millimeter. Der wärmste Monat ist der Juli mit 18,4 Grad Celsius im Mittel, der kälteste der Januar mit durchschnittlich 3,5 Grad Celsius. Der meiste Niederschlag fällt im Mai mit 65,0 Millimetern im Mittel, der wenigste im August mit durchschnittlich 43,0 Millimetern.
Seit 1873 finden in Paris regelmäßige meteorologische Messungen statt. Die tiefste bisher festgestellte Temperatur betrug −23,9 Grad Celsius und stammt vom 10. Dezember 1879. Der Wärmerekord liegt bei 42,6 Grad Celsius und wurde am 25. Juli 2019 im Parc Montsouris gemessen. Der bis dahin höchste Lufttemperaturwert betrug 40,4 Grad Celsius und war am 28. Juli 1947 ebenfalls im Parc Montsouris gemessen worden.
|                        | Jan  | Feb  | Mär  | Apr  | Mai  | Jun  | Jul  | Aug  | Sep  | Okt  | Nov  | Dez  |   |       |
| Mittl. Temperatur (°C) | 4,7  | 5,5  | 8,4  | 10,7 | 14,7 | 17,5 | 19,9 | 20,0 | 16,6 | 12,5 | 7,8  | 5,7  | ⌀ | 12    |
| Mittl. Tagesmax. (°C)  | 6,9  | 8,2  | 11,8 | 14,7 | 19,0 | 21,8 | 24,4 | 24,6 | 20,8 | 15,8 | 10,4 | 7,8  | ⌀ | 15,6  |
| Mittl. Tagesmin. (°C)  | 2,5  | 2,8  | 5,1  | 6,8  | 10,5 | 13,3 | 15,5 | 15,4 | 12,5 | 9,2  | 5,3  | 3,6  | ⌀ | 8,6   |
|                        |      |      |      |      |      |      |      |      |      |      |      |      |   |       |
| Niederschlag (mm)      | 53,7 | 43,7 | 48,5 | 53,0 | 65,0 | 54,6 | 63,1 | 43,0 | 54,7 | 59,7 | 51,9 | 58,7 | Σ | 649,6 |
|                        |      |      |      |      |      |      |      |      |      |      |      |      |   |       |
| Sonnenstunden (h/d)    | 1,9  | 2,9  | 5,1  | 6,0  | 7,5  | 8,1  | 7,8  | 7,1  | 6,0  | 4,1  | 2,0  | 1,5  | ⌀ | 5     |
|                        |      |      |      |      |      |      |      |      |      |      |      |      |   |       |
| Regentage (d)          | 10,2 | 9,3  | 10,4 | 9,4  | 10,3 | 8,6  | 8,0  | 6,9  | 8,5  | 9,5  | 9,7  | 10,7 | Σ | 111,5 |
|                        |      |      |      |      |      |      |      |      |      |      |      |      |   |       |
| Luftfeuchtigkeit (%)   | 86   | 81   | 76   | 69   | 71   | 73   | 73   | 74   | 79   | 85   | 87   | 88   | ⌀ | 78,5  |

| 2,5 |

| 2,8 |

| 5,1 |

| 6,8 |

| 10,5 |

| 13,3 |

| 15,5 |

| 15,4 |

| 12,5 |

| 9,2 |

| 5,3 |

| 3,6 |

| 2,5 |

| 2,8 |

| 5,1 |

| 6,8 |

| 10,5 |

| 13,3 |

| 15,5 |

| 15,4 |

| 12,5 |

| 9,2 |

| 5,3 |

| 3,6 |

### Geologie
Das Pariser Becken bildet eine große Schichtstufenlandschaft. Schüsselförmig liegen hier die Schichten des Mesozoikums und des Paläogens (früher Alttertiär) ineinander und sind von der Abtragung zu einer weit gespannten Stufenlandschaft ausgearbeitet worden, deren Stufen sich jeweils nach außen richten.
Nur im östlichen Teil herrschen am Abfall dieser Stufen gegen die Saône-Furche tektonische Bruchlinien vor. Sie bewirken die steilen Abfälle des Plateaus von Langres und der Côte d’Or (bis 636 Meter), die berühmte Weinbaugebiete sind, da sie im Regenschatten der Leeseite größere Sonnenscheindauer haben und zudem noch die Vorteile der Südexposition genießen.
Eine gewisse Ungleichförmigkeit besteht insofern, als die Schichtenfolge im nordöstlichen Teil vollkommener ist als im Westen. Die etwas stärkere Heraushebung des Ostflügels hat auch allgemein größere Höhenunterschiede und eine markantere Herausbildung der Stufen mit sich gebracht. Beckeneinwärts ragt als bedeutende Stufe die der Eozänen-Kalke auf, in deren Innerem die Île-de-France, das Ballungsgebiet von Paris, eingebettet liegt.

### Seine

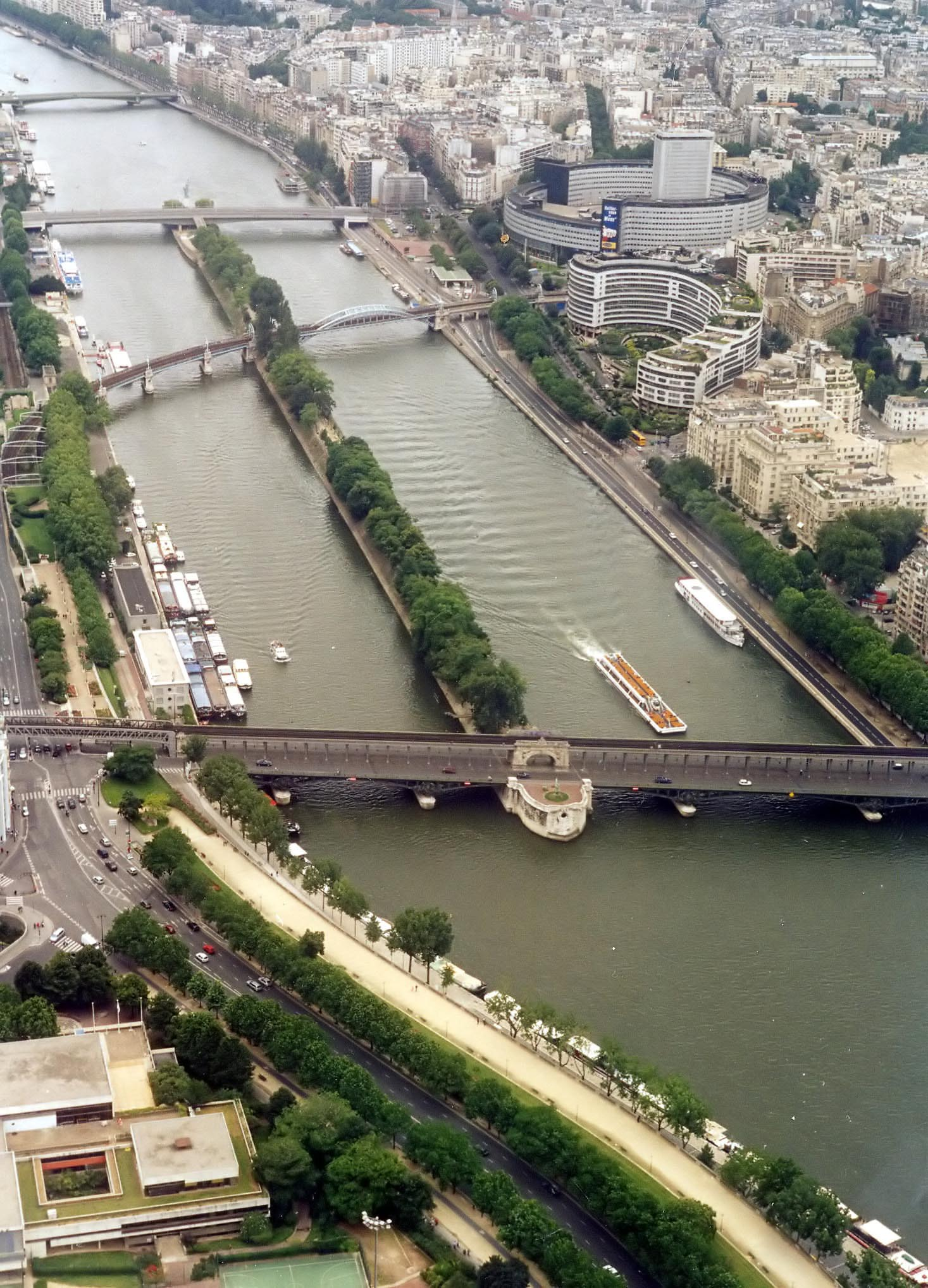
Die Île aux Cygnes mit den Bäumen der Allée des Cygnes

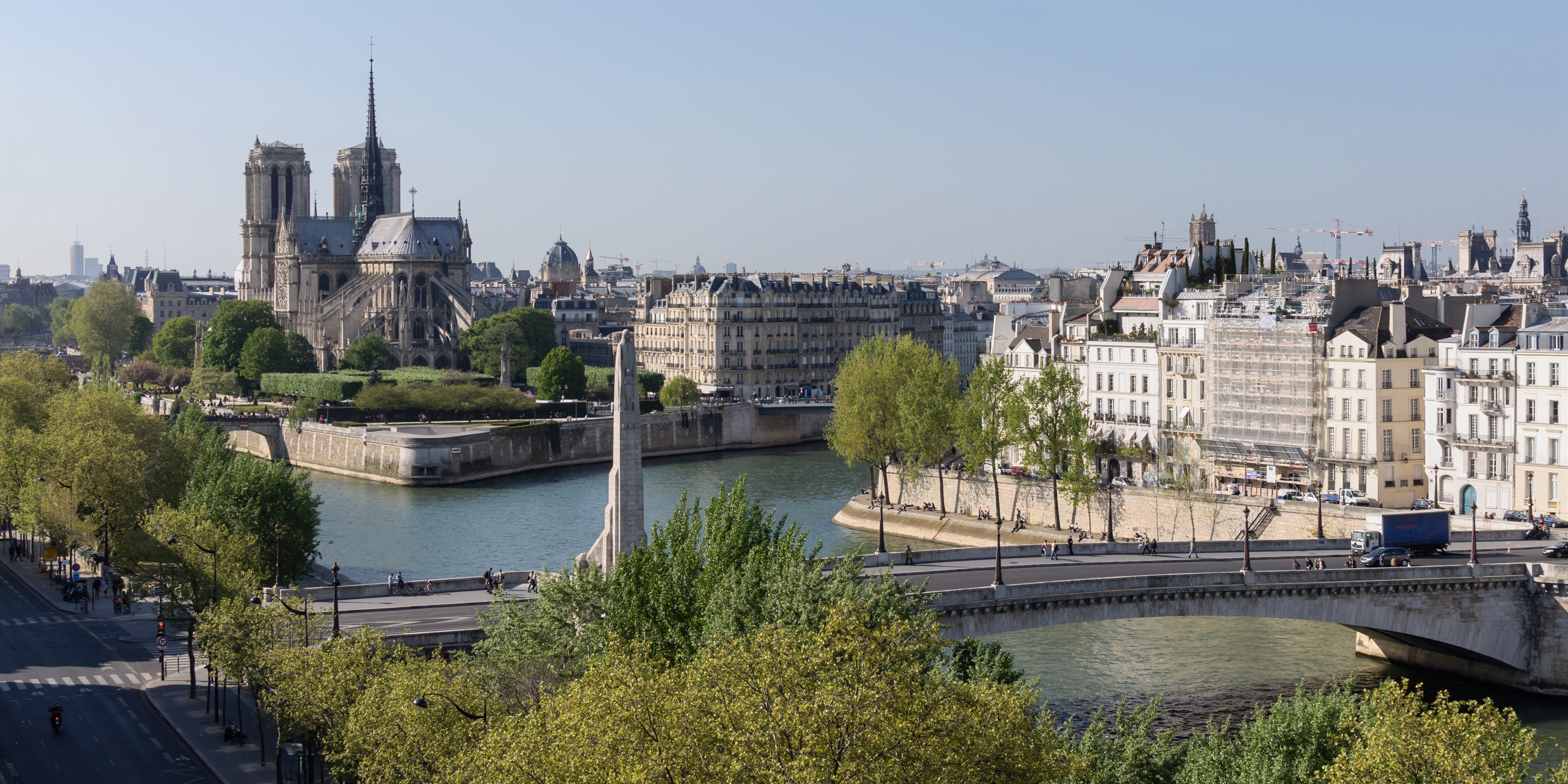
Die Île de la Cité und die Île Saint-Louis

Die Seine verbindet Paris mit Burgund im Landesinneren und mit dem Ärmelkanal an der Nordküste. Der hier leichte Übergang über sie war der wichtigste Faktor für die Entstehung und Entwicklung der Stadt, die auf der größten der seinerzeit zahlreichen Seineinseln ihren Ursprung hat. Sie spaltet die Stadt in zwei ungleiche Uferhälften, das nördliche Ufer, das grob betrachtet dem Handel und Finanzen gewidmete rechte Ufer (Rive Droite) und die südliche Stadthälfte am linken Ufer (Rive Gauche), die mit dem Quartier Latin als Viertel der Intellektuellen angesehen wird und als Wohngegend gefragt ist. Seit 1991 ist das Seineufer von Paris zwischen der Pont de Sully und den Brücken Pont d’Iéna (rechtes) und Pont de Bir-Hakeim (linkes Ufer) mit 365 Hektar Fläche Weltkulturerbe.

### Inseln
Die Île de la Cité im Herzen der Stadt wurde in der Antike besiedelt und ist damit der älteste Teil der Hauptstadt. 1584 ließ Heinrich III. drei der westlichen Inselspitze vorgelagerte kleine und sumpfige Inseln untereinander verbinden und gliederte sie der größeren an. Damit wuchs die Fläche im Laufe der Jahrhunderte von ursprünglich 8 auf insgesamt 17 Hektar an. So konnte ein „königlicher“ Platz, die Place Dauphine, mit einer einheitlichen Saumbebauung entstehen und aus dem Verkauf der Häuser das Geld zum Bau einer Brücke beschafft werden, welche die Verbindung zu den beiden Seineufern herstellt. Die Pont Neuf (deutsch „Neue Brücke“) ist heute die älteste der in Paris erhaltenen Brücken.
Auch die Île Saint-Louis, die kleinere der nebeneinander liegenden Seineinseln, ist eine Zusammenfügung von zwei Inselchen, der Île aux Vaches und der Île Notre Dame. Im Gegensatz zu ihrer großen Schwester, der Cité, blieb sie bis zum Anfang des 17. Jahrhunderts unbebaut. Im Jahre 1614 beauftragte Ludwig XIII. den Bauunternehmer Christophe Marie mit der Erschließung des Geländes. Marie schüttete den Seinearm zu, umfasste die beiden kleinen Inseln mit einer Kaimauer und ließ Brücken zu den Flussufern errichten. Ab etwa 1618 wurde das Gelände zunächst mit Häusern für Handwerker und Kaufleute bebaut, ab 1638 auch mit luxuriösen Stadtpalästen für hohe Würdenträger. Die Bebauung mit geraden Straßen folgte einem festen Grundplan, der noch heute erkennbar ist.
Die frühere Île des Cygnes (Schwaneninsel) wurde 1773 mit dem Champ de Mars, dem Manöverfeld der Militärschule, verbunden. Ihr Name ging auf die Île aux Cygnes über, einen im Jahr 1825 künstlich in der Seine angelegten Damm, auf dem unter anderem eine Kopie der Freiheitsstatue steht. Der Damm entstand als Fundament für eine auffällige Brücke, die Pont de Bir-Hakeim, deren unteres Niveau die Stützen für den darüber gelegenen Viadukt der Metro aufzunehmen hatte.

### Hügel
Die höchste natürliche Erhebung innerhalb der Stadtgrenzen ist der Hügel (Butte) Montmartre mit einer Höhe von 129 Metern. Auf den Hügel fährt die Standseilbahn Funiculaire de Montmartre. Der am Nordhang angelegte Weinberg ist, seit auch im Parc Georges Brassens im Parc de Belleville und im Parc de Bercy Wein wächst, nicht mehr der einzige von Paris.

### Stadtgliederung
Paris wurde im Jahre 1790 Verwaltungssitz des Départements Seine mit der Ordnungsnummer 75 und ist seit der Neugliederung der Départements der Region Île-de-France im Jahre 1968 gleichzeitig Stadt und Département. Abgesehen von der geografischen Gliederung in Rive Droite, Rive Gauche und „Inseln“ ist Paris in Stadtbezirke (Arrondissements, abgekürzt Arrdt. bzw. Arrt) und Viertel (Quartiers) unterteilt. Der Fluss Seine teilt die Stadt in einen nördlichen (Rive Droite, „rechtes Ufer“) und einen südlichen Teil (Rive Gauche, „linkes Ufer“); administrativ ist sie in 20 Stadtbezirke (Arrondissements) unterteilt. Seit dem 11. Juli 2020 sind das 1., 2., 3. und 4. Arrondissement verwaltungsrechtlich in einem einzigen Sektor namens Paris Centre zusammengefasst.
Die 20 nummerierten Stadtbezirke tragen die Postleitzahlen 75001 bis 75020 und durchziehen Paris spiralförmig von innen nach außen. Die Spirale beginnt im historischen Stadtkern, der Gegend um den Louvre, das Palais Royal und das Forum des Halles, und endet nach zweieinhalb im Uhrzeigersinn verlaufenden Umdrehungen im Osten der Stadt, dem Arrondissement des Friedhofs Père-Lachaise. Jedem Arrondissement steht ein Bürgermeister (maire d’arrondissement) vor, der im Bürgermeisteramt seines Bezirkes (mairie d’arrondissement) residiert (außer für die ersten vier Arrondissements, die ab 2020 im Secteur Centre zusammengefasst sind und von einem einzigen Bürgermeister verwaltet werden). Jeder Bezirk untergliedert sich seinerseits in Viertel, französisch Quartiers.
Die französische Schreibweise der Nummerierungen folgt dem Schema mit Ordinalzeichen. So erfolgt die Schreibweise der Ordinalzahl 1 für das 1. Arrondissement mit einem hochgestellten „er“ (1er), der Ordinalzahl 2 und den Folgezahlen mit einem hochgestellten „e“ (2e) für das 2. Arrondissement usw. Auch die Schreibweise mit römischen Zahlen ist gängig (z. B. Ier, VIIe, XVIe).

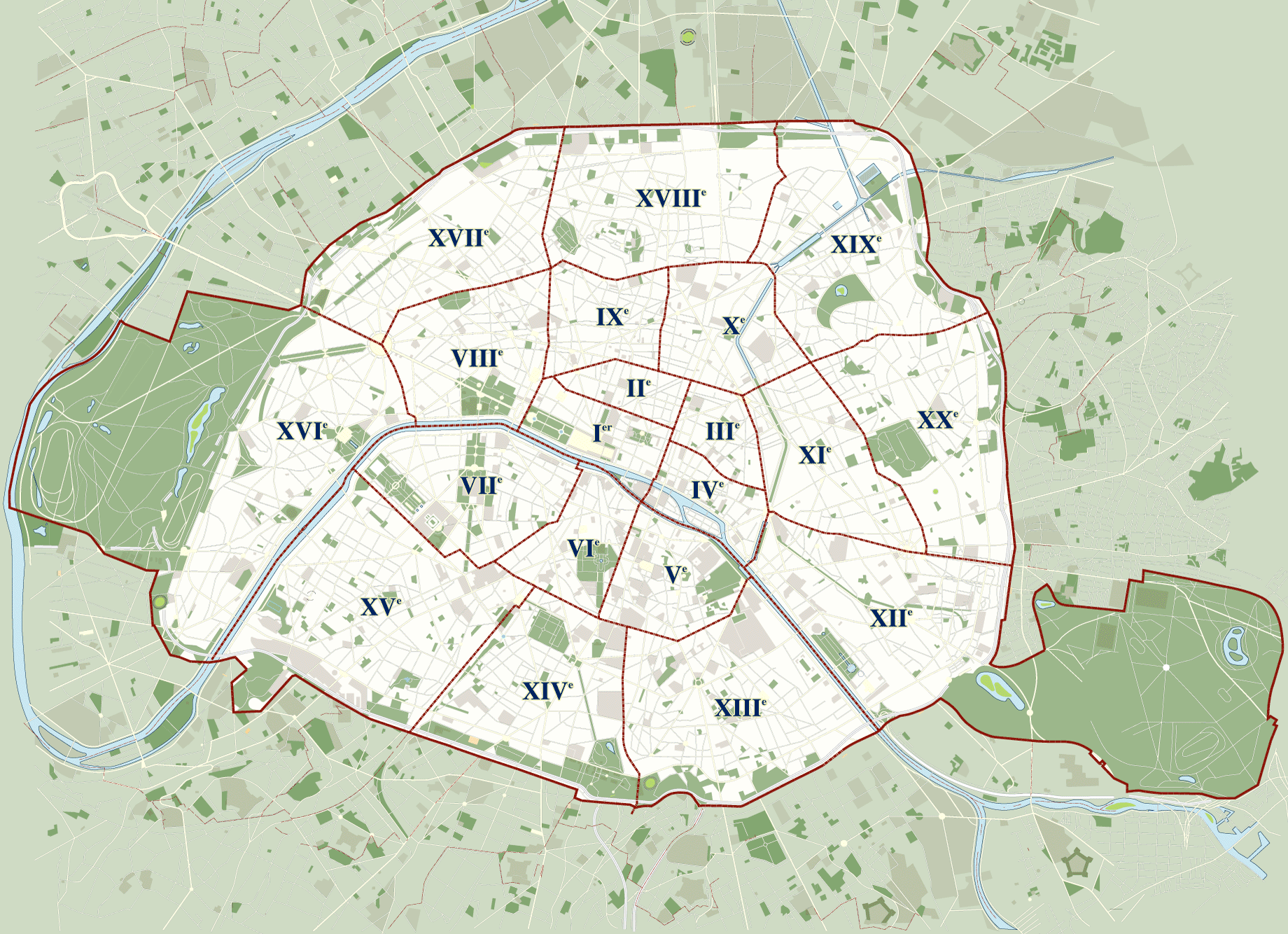
Karte der Arrondissements von Paris

1. Louvre
2. Bourse
3. Temple
4. Hôtel de Ville
5. Panthéon
6. Luxembourg
7. Palais Bourbon
8. Élysée
9. Opéra
10. Entrepôt
11. Popincourt
12. Reuilly
13. Gobelin
14. Observatoire
15. Vaugirard
16. Passy
17. Batignolles-Monceaux
18. Buttes-Montmartre
19. Buttes-Chaumont
20. Ménilmontant

## Geschichte

### Antike

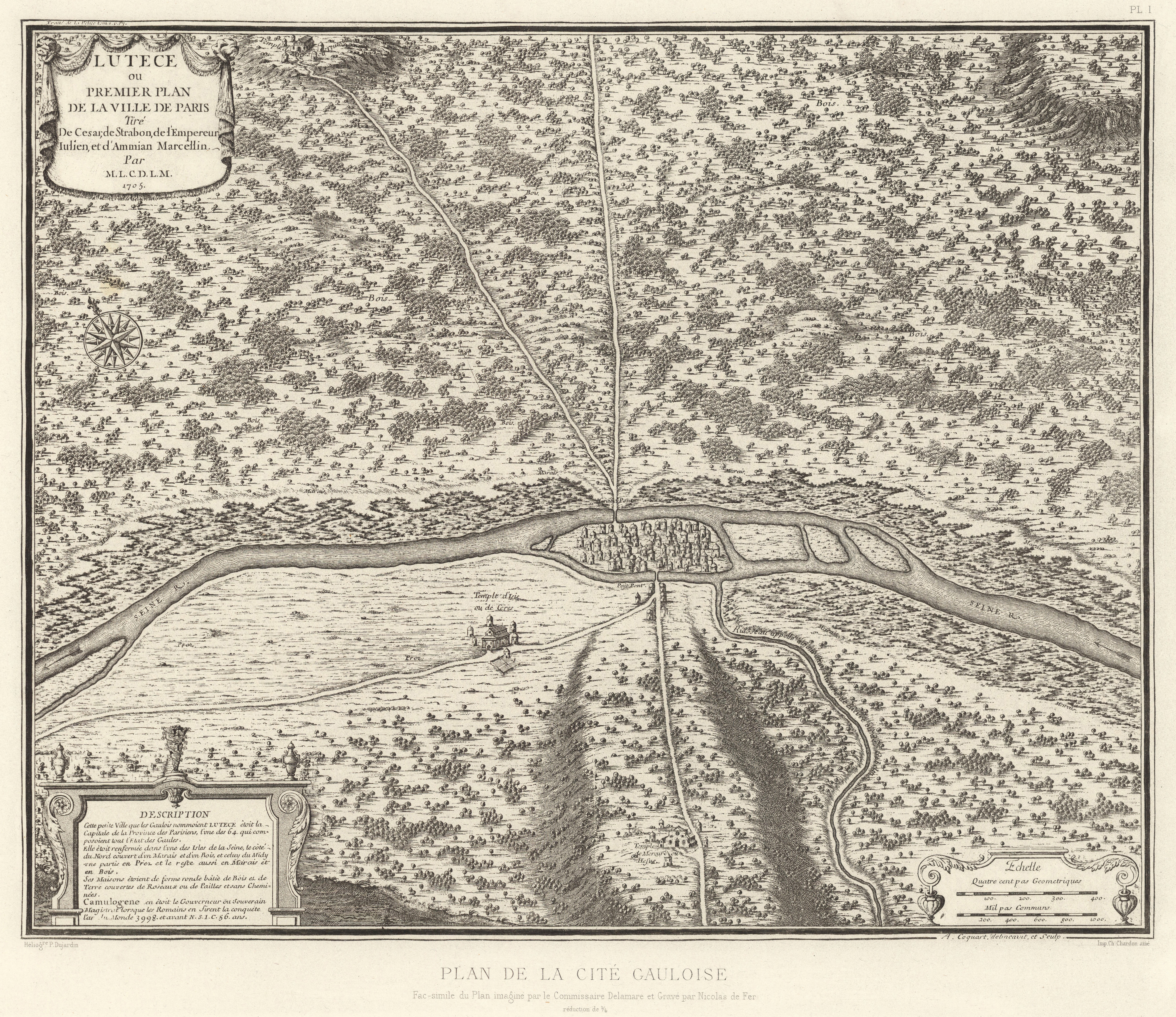
Lutetia

Der antike Name der Stadt war Lutetia (auch: Lutezia). Lutetia entwickelte sich seit Mitte des 3. Jahrhunderts v. Chr. aus der keltischen Siedlung Lutetia des Stammes der Parisii auf der Seine-Insel, die heute île de la Cité heißt. Erstmalige schriftliche Erwähnung fand der Name Lutetia 53 v. Chr. im sechsten Buch von Julius Caesars Darstellung des gallischen Krieges De bello Gallico.
Als die Römer sich im Jahr 52 v. Chr. nach einem ersten gescheiterten Anmarsch zum zweiten Mal der Stadt näherten, zündeten die Parisii ihren Hauptort Lutetia an und zerstörten die Brücken, bevor sie in Stellung gingen. Die siegreichen Römer überließen ihnen die Insel und bauten auf dem linken Ufer der Seine in dominanter Lage auf dem später Montagne Sainte-Geneviève genannten Hügel eine neue römische Stadt auf. Dort entstanden Thermen, ein Forum und ein Amphitheater. Die Stadt wurde im römischen Reich als Civitas Parisiorum oder Parisia bekannt, blieb aber im besetzten Gallien zunächst recht unbedeutend. Im 4. Jahrhundert setzte sich der heutige Name der Stadt durch.
Vom Namen Lutetia leitet sich der Name des 1905 entdeckten chemischen Elements Lutetium ab.

### Mittelalter
Im 5. Jahrhundert wurde die römische Herrschaft durch die Merowinger beendet. Im Jahre 508 wurde Paris Hauptstadt des Merowingerreiches unter Chlodwig I. (466–511). Danach wurde Paris unter einem seiner Söhne zur Hauptstadt eines fränkischen Teilkönigreichs. Während der Karolingerherrschaft überfielen die Normannen wiederholt die Stadt. Die Kapetinger machten Paris zur Hauptstadt Frankreichs. Philipp II. Augustus (1165–1223) ließ die Stadt befestigen. 1190 wurde eine Mauer am rechten Ufer der Seine und im Jahre 1210 ein Wall am linken Ufer errichtet. Zu jener Zeit gab es am rechten Seineufer zahlreiche Händler. Auf Veranlassung Philipp II. entstand am westlichen Stadtrand der Louvre.
1181 wurde die erste überdachte Markthalle eröffnet und 1301 auf der île de la Cité ein Königspalast gebaut. Die Sorbonne im Süden von Paris hat sich aus mehreren kleinen Schulen entwickelt. Karl V. (1338–1380) ließ am linken Seineufer die Mauer zum Schutz der Stadt vor den Engländern erneuern. 1370 wurde auf seine Veranlassung am rechten Ufer, wo heute die grands boulevards verlaufen, ebenfalls eine Mauer errichtet. Während des Hundertjährigen Krieges war Paris von 1420 bis 1436 von englischen Streitkräften besetzt.

### Neuzeit

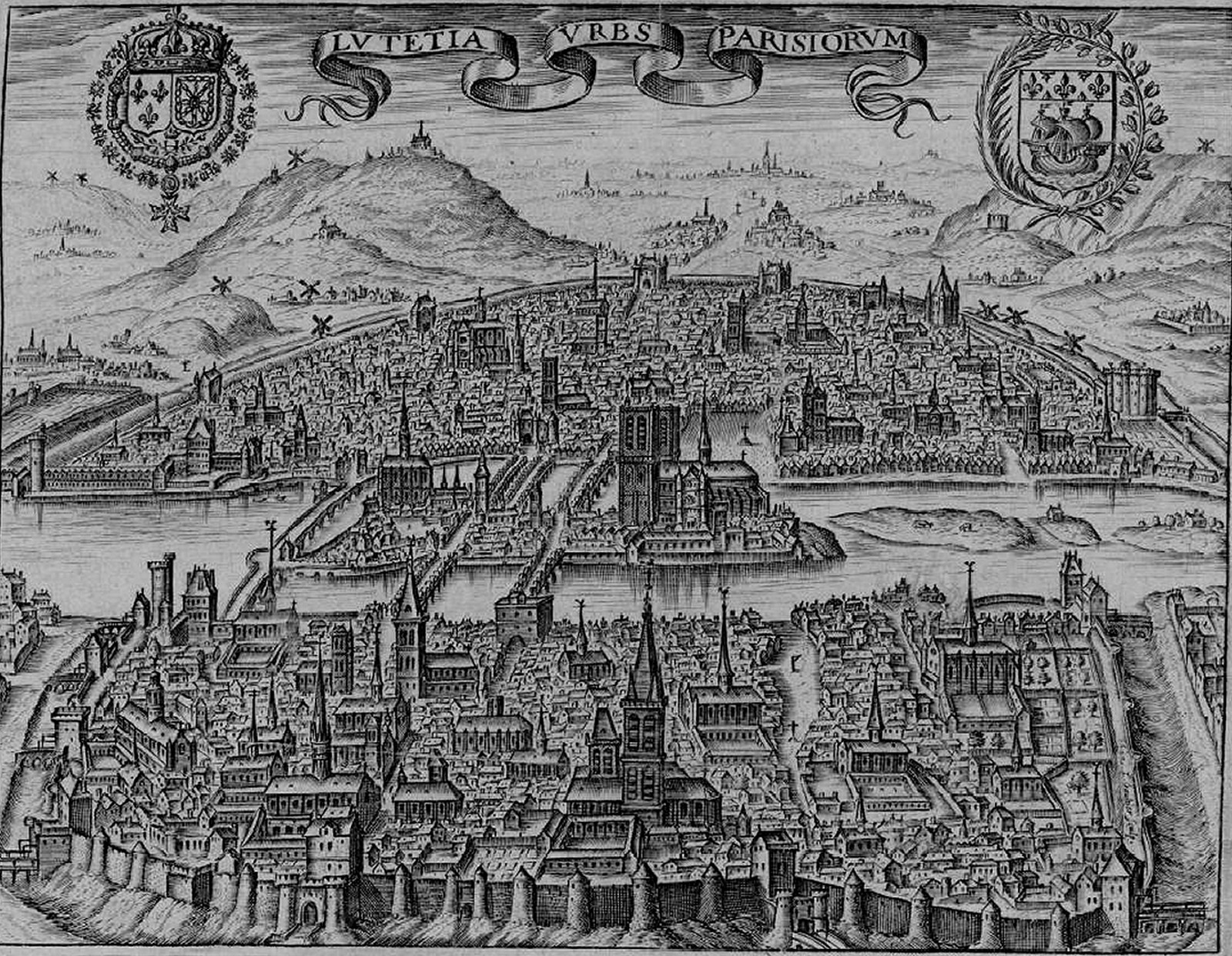
Paris um 1600 (Stich von Claude Chastillon)

Während der Hugenottenkriege zwischen 1562 und 1598 blieb die Stadt in katholischem Besitz. In der Bartholomäusnacht am 24. August 1572 wurden in Paris tausende Hugenotten ermordet. Auf Veranlassung Ludwigs XIV. (1638–1715) sind Straßenbeleuchtungen angebracht, die Wasserversorgung modernisiert und die Krankenhäuser Invalides und Salpêtrière erbaut worden. Er ließ die Pariser Stadtmauern abtragen und an deren Stelle den „Nouveau Cours“ errichten, eine Ringstraße aus der später die Grands Boulevards wurden. Die Residenz des Königs wurde nach Versailles verlegt. Dennoch blieb Paris das politische Zentrum Frankreichs, was auf seine hohe Bevölkerungszahl und seine führende wirtschaftliche Rolle im Land zurückzuführen war.

Der Sturm auf die Bastille am 14. Juli 1789

Als im Jahre 1789 die Französische Revolution ausbrach, war es die Bevölkerung von Paris, die den Weg zur Abschaffung der Monarchie und zur Einführung der ersten französischen Republik ebnete. 1844 wurde unter König Louis-Philippe an der Stelle der heutigen Stadtautobahn Boulevard périphérique eine neue Befestigungsanlage errichtet, die Thierssche Stadtbefestigung. Sie hatte eine Länge von 39 Kilometern und war mit ihren 94 Bastionen und 16 Forts die größte Befestigungsanlage der Welt.

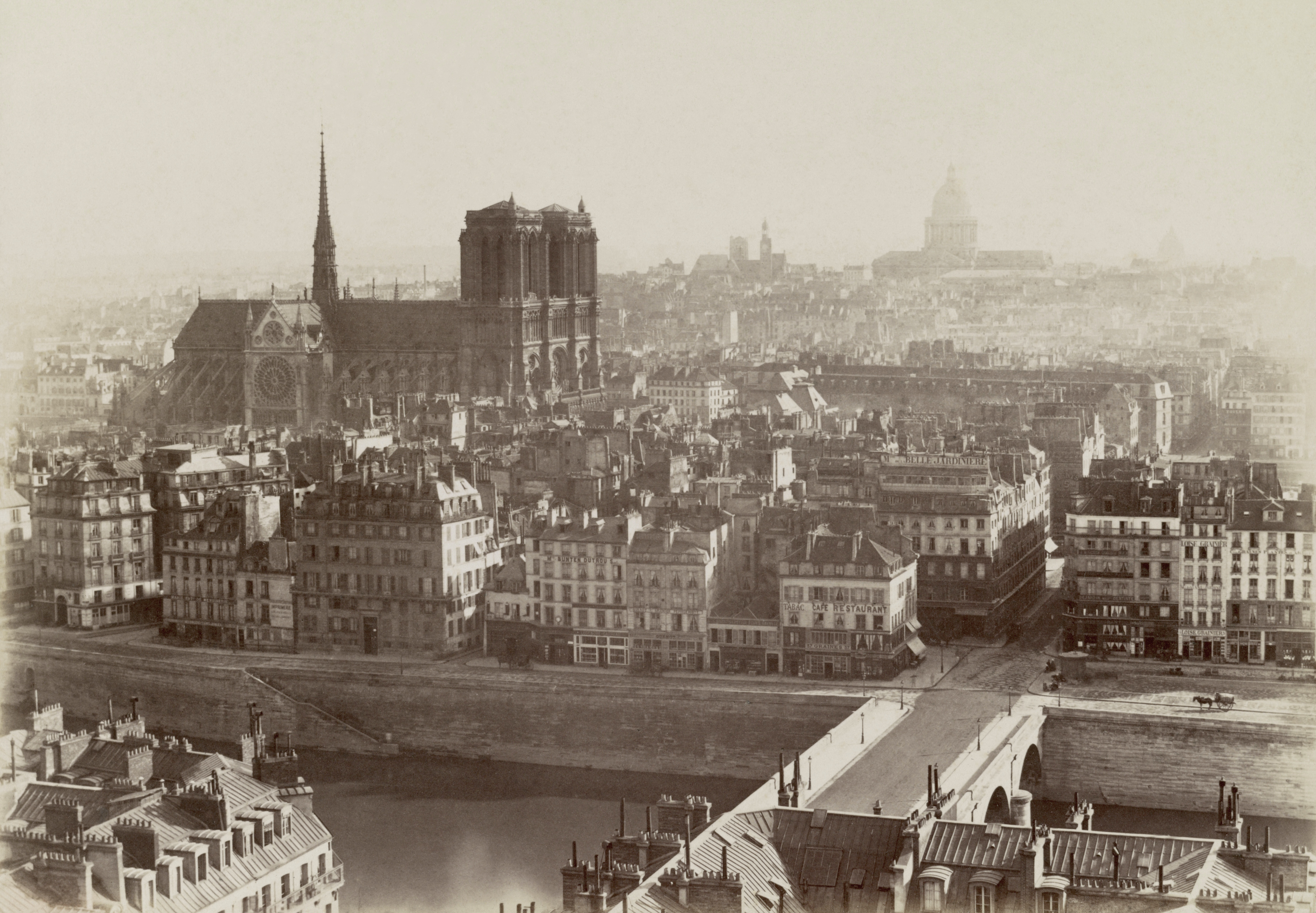
Die Île de la Cité im Jahr 1865 vor der Umgestaltung durch Haussmann, fotografiert vom Turm Saint-Jacques, Blick nach Süden, im Hintergrund der Panthéon

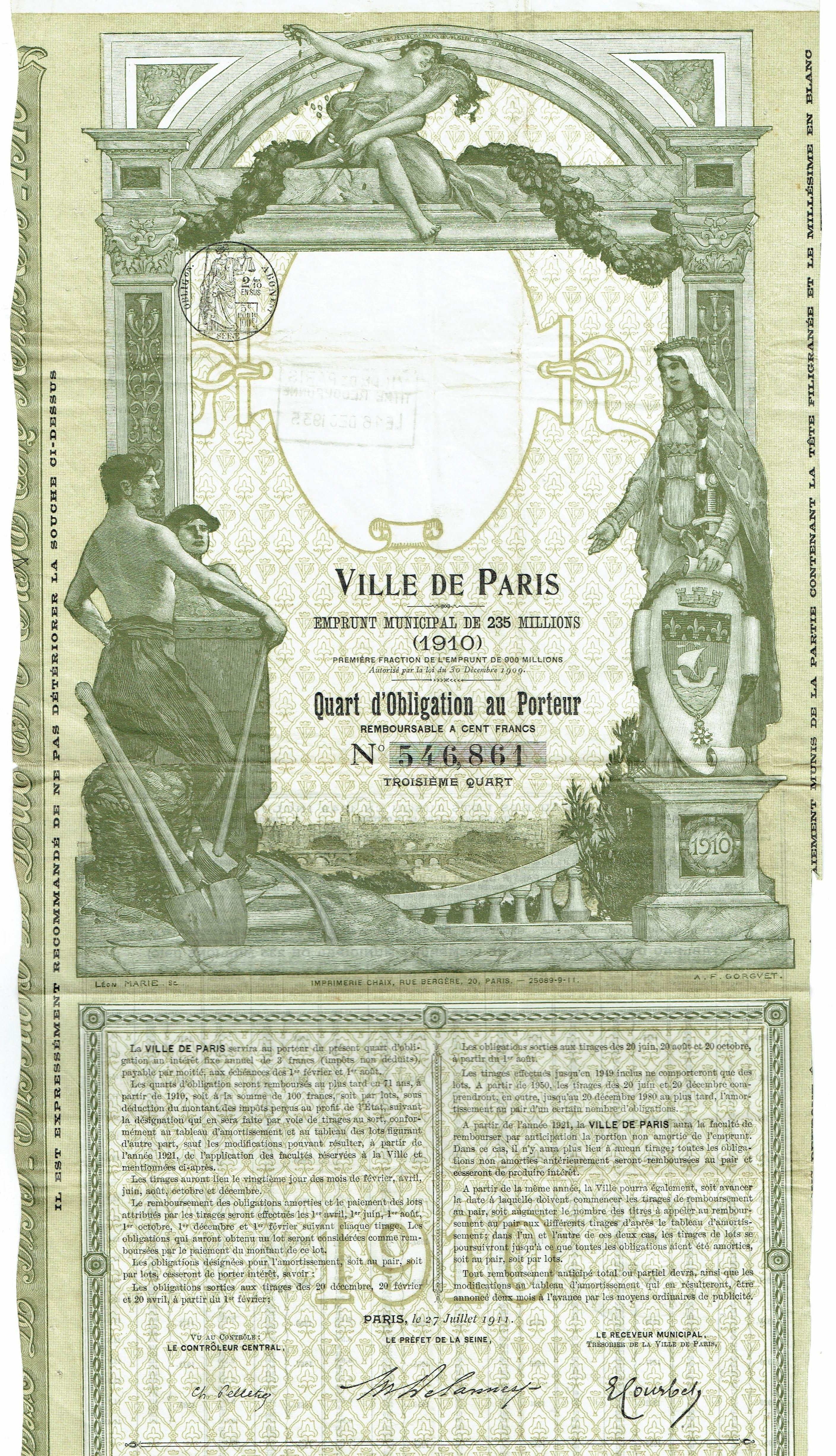
Eine Viertel Obligation der Stadt Paris vom 27. Juli 1911

Paris war in den Jahren 1855, 1867, 1878, 1889, 1900 und 1937 Veranstaltungsort von sechs Weltausstellungen, welche die kulturelle und politische Bedeutung der Stadt unterstrichen. Im Zweiten Kaiserreich unter dem Präfekten von Paris Haussmann kam es zu großen Umgestaltungen der Stadt, die noch bis heute das Stadtbild prägen (weitgehender Abriss alter Viertel und Schaffung großer Straßenzüge (Boulevards)). Der katastrophale Verlauf des Krieges von 1870/71 brachte das Ende des Zweiten Kaiserreichs; nach der Belagerung durch deutsche Truppen kapitulierte die Hauptstadt, worauf sich im Frühjahr 1871 die sogenannte Pariser Kommune bildete. Sie bestand aus Arbeitern, Handwerkern und Kleinbürgern und revoltierte gegen die konservative provisorische Regierung der Republik. Paris erlebte zur Zeit der Dritten Republik vor 1914 eine wirtschaftliche und kulturelle Blütezeit in der Belle Époque. An einem Bahnhof, dem Gare de Lyon, an einer Brücke, der Pont Alexandre III und den U-Bahn-Stationen ist der Baustil dieser Zeit beispielhaft zu erkennen. 1900 war Paris Austragungsort der II. und 1924 der VIII. Olympischen Spiele der Neuzeit. Im Ersten Weltkrieg wurde Paris am 30. August 1914 zum ersten Mal von einem deutschen Flugzeug aus der Luft angegriffen, und am 31. Januar 1918 wurde es von deutschen Zeppelinen und Gotha G-Bombern bombardiert, wobei 63 Menschen ums Leben kamen. Der letzte deutsche Luftangriff des Ersten Weltkrieges auf Paris erfolgte im September 1918. Bei der Siegesfeier am 14. Juli 1919 paradierte auch der japanische Generalstab auf den Champs Élysées.
1921 erreichte Paris mit rund 2,9 Millionen die bis heute höchste Einwohnerzahl seiner Geschichte. Der städtische Wohnungsbau konnte mit der Nachfrage nicht mehr Schritt halten. Ab etwa 1925 begann in Frankreich eine innenpolitisch instabile Phase (siehe Dritte Französische Republik). Es gab schnell wechselnde Regierungen. Dazu trug auch die Weltwirtschaftskrise bei. Sie begann in vielen Ländern im vierten Quartal 1929 und in Frankreich verzögert 1931. Am 6. Februar 1934 kam es in Paris zu einer großen antiparlamentarischen Straßenschlacht, an der die faschistische Bewegung Croix de Feu maßgeblich beteiligt war. Nach dem Rücktritt von Édouard Daladier (1934) bildete Gaston Doumergue eine Regierung der nationalen Einheit (Union nationale) ohne Kommunisten und Sozialisten. Am 26. April und 3. Mai 1936 konnten die Parlamentswahlen von der neu gebildeten Volksfront aus Sozialisten, Kommunisten und Radikalsozialisten mit der Parole «Brot, Frieden, Freiheit» gewonnen werden. Der Sozialist Léon Blum wurde 1936/37 und 1938 Ministerpräsident. Sein Nachfolger wurde zweimal der Radikalsozialist Édouard Daladier.

#### Paris – Stadt des Exils
Namen wie Heinrich Heine und Karl Marx verweisen auf die Bedeutung, die Paris bereits im 19. Jahrhundert als Zufluchtsort politisch Verfolgter aus Deutschland hatte. Die Stadt „galt als Ort revolutionärer Ideen und wurde ein Sammelbecken für politische Aktivisten aus ganz Europa“.
An diese Tradition knüpften viele Menschen in Deutschland nach der Machtübergabe an die Nationalsozialisten an. „Die größte Zahl an Exilantinnen und Exilanten aus dem Deutschen Reich ging nach Frankreich, das auch kulturell und politisch das wichtigste Aufnahmeland wurde.“ Innerhalb Frankreichs wiederum entwickelte sich Paris zum Zentrum des deutschsprachigen Exils.

„Bis 1939 lebten etwa 10.000 deutsche Flüchtlinge in der Hauptstadt und damit etwa 80% aller Exilanten, die nach Frankreich geflohen waren. Die überwiegende Mehrheit der Flüchtlinge waren als Juden Verfolgte.“

Der Blick auf die deutschen Exilanten in Paris ist stark geprägt von den vielen bekannten Künstlerinnen und Künstlern, Wissenschaftlerinnen und Wissenschaftler, Autorinnen und Autoren, die dort lebten und eine deutschsprachige Kulturlandschaft etablieren konnten. Zugleich formierte sich hier aber auch der politische Widerstand gegen das Deutsche Reich. Das darf aber nicht darüber hinwegtäuschen, dass viele Emigranten auch in Paris unter prekären wirtschaftlichen Bedingungen leben mussten. „Sie wurden 1934 und 1935 nach und nach von der Ausübung bestimmter Berufe, wie z. B. Rechtsanwalt und Arzt, ausgeschlossen, und mussten einen offiziellen französischen Arbeitsvertrag vorweisen, um eine Arbeitserlaubnis zu erhalten.“ Am Schicksal des früheren Frankfurter Rechtsanwalts Adolf Moritz Steinschneider, der seit 1935 im Pariser Exil lebte, lässt sich diese wirtschaftliche Ausgrenzung exemplarisch nachvollziehen.
Nach dem Sturz der Volksfrontregierung und der Ernennung Daladiers zum Ministerpräsidenten verschlechterte sich das politische Klima gegenüber den in Frankreich lebenden Ausländern. Deutsche Exilanten und die nach Frankreich flüchtenden Anhänger der Zweiten Spanischen Republik wurden zunehmend zu unerwünschten Ausländern, aus denen nach dem Ausbruch des Zweiten Weltkriegs feindliche Ausländer wurden.

#### Paris im Zweiten Weltkrieg
Frankreich hatte bereits 1935 rechtliche Voraussetzungen dafür geschaffen, im Falle einer tatsächlichen oder vermuteten äußeren Bedrohung Maßnahmen gegen im Lande lebende Ausländer zu ergreifen. Die ersten Opfer dieser Maßnahmen waren die Flüchtlinge aus dem Spanischen Bürgerkrieg, die Anfang des Jahres 1939 in großen Lagern im Süden Frankreichs interniert wurden. Mit dem Ausbruch des Zweiten Weltkriegs wurden dann auch die in Frankreich lebenden Emigranten aus dem nationalsozialistischen Machtbereich zu Opfern landesweiter Internierungen.
Eine Hochburg dieser Verfolgungsmaßnahmen war die Stadt Paris, wo wie andernorts auch „am 5. September 1939 alle männlichen deutschen Staatsangehörigen zwischen 17 und 50 Jahren durch Plakate und die Presse aufgefordert [wurden], sich unverzüglich mit leichtem Gepäck, Besteck und Lebensmitteln für zwei Tage an einem angegebenen Sammelpunkt einzufinden. Am 14. September wird diese Maßnahme auf die 50- bis 65jährigen ausgedehnt.“:S. 48 Als unmittelbare Folge wurden in Paris sofort und in den Folgemonaten große Centres de rassemblement (CRE; Sammelzentren) eingerichtet, unter anderem im:
- Stade Olympique Yves-du-Manoir
- Vélodrome d’Hiver
- Stade Roland Garros

Wegen der Überfüllung dieser Sammelzentren erfolgte die Verlegung der Internierten in Lager in den Départements und schließlich in das Camp des Milles, das zum zentralen Sammellager im Südosten Frankreichs wurde.:S. 50 Die Folgen dieser das Asylrecht außer Kraft setzenden Maßnahmen für die Internierten lassen sich am Beispiel des Schriftstellers Kurt Stern exemplarisch nachvollziehen.
Bei den Razzien nach dem Kriegsausbruch gerieten auch Frauen ins Visier der Behörden, und zwar Frauen, „deren Lebensweise die Behörden aus unterschiedlichen Gründen als zweifelhaft ansahen, […] die bei einer Vorladung selbstbewusst aufgetreten waren oder von denen man nicht wusste, wie sie ihr Geld verdienten“. Das richtete sich zunächst gegen Ausländerinnen, doch nach einem Gesetz vom 18. November 1939 richteten sich die Maßnahmen auch gegen Französinnen, die aus nationaler Sicht politisch verdächtig waren. Der Internierungsort für diese Frauen war in Paris das Gefängnis Petite Roquette, ihr weiterer Bestimmungsort dann ab Oktober 1939 das zum reinen Fraueninternierungslager umfunktionierte Camp de Rieucros.
Während des Westfeldzugs der deutschen Wehrmacht kam es im Juni 1940 zur Schlacht um Frankreich, nachdem die Briten während der Schlacht von Dünkirchen das Festland geräumt hatten (26. Mai bis 4. Juni). Vor den auf Paris anrückenden deutschen Truppen wich die französische Regierung über Tours nach Bordeaux aus. Auch Tausende Einwohner flüchteten aus Paris. Auf General Weygands Antrag hin erklärte die Regierung, um unnötige Kämpfe und Zerstörungen abzuwenden, Paris am 11. Juni zur offenen Stadt.

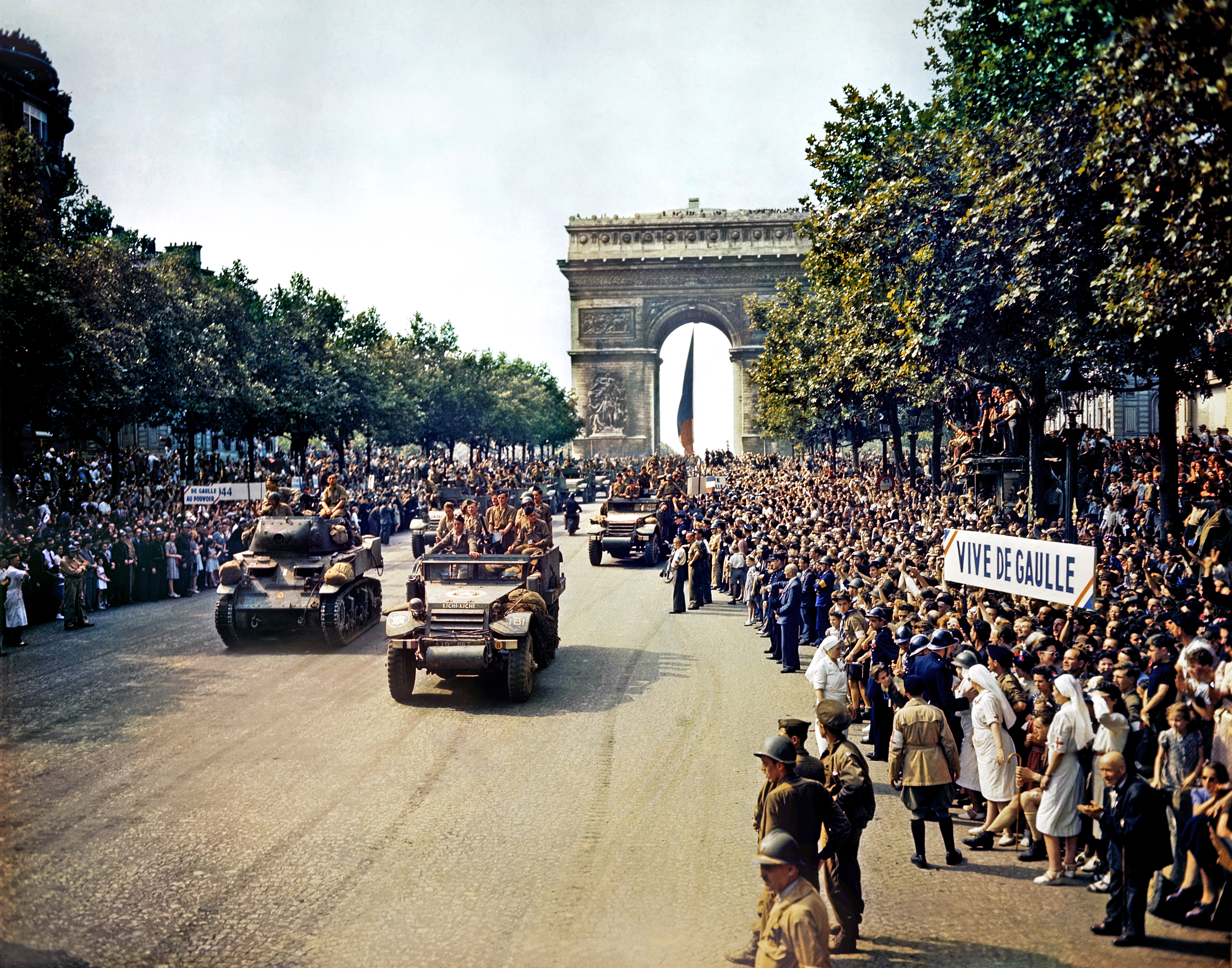
Die 2^{e} division blindée fährt am 26. August 1944 auf den Champs-Élysées und wird von Menschen zur Befreiung von Paris bejubelt

Nachdem dem Armeeoberkommando 18 unter Generaloberst Georg von Küchler durch einen Unterhändler die Räumung der Stadt durch die 7. Französische Armee zugesichert worden war, zogen Wehrmachtsverbände am 14. Juni kampflos in das menschenleer wirkende Paris ein. Mit der Einnahme von Paris waren keine strategischen Ziele verbunden. Am Arc de Triomphe nahmen Küchler und der Oberbefehlshaber der Heeresgruppe B, Generaloberst Fedor von Bock, den Vorbeimarsch der 18. Armee ab.
1943/44 unterhielt die Kriegsmarine ein Marinelazarett in der Stadt. Von größeren Zerstörungen blieb die Stadt verschont. Bis zur Befreiung am 25. August 1944 war Paris von der deutschen Wehrmacht besetzt. Der deutsche Stadtkommandant von Paris, General Dietrich von Choltitz (1894–1966), kapitulierte an diesem Tag und verweigerte damit einen Befehl Hitlers, Paris zu verteidigen oder „nur als Trümmerfeld in die Hand des Feindes fallen“ zu lassen.

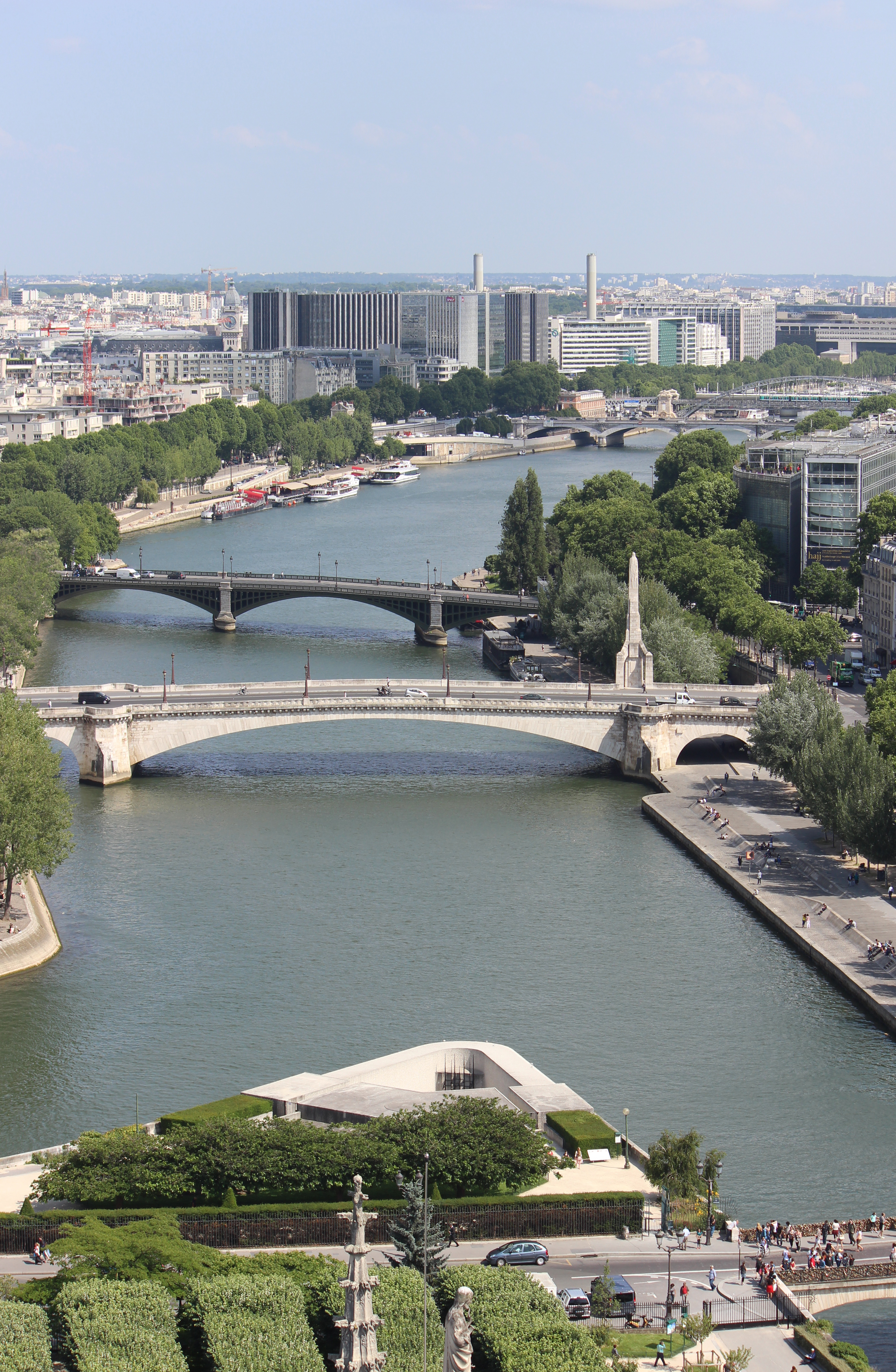
Blick über die Gedenkstätte Mémorial des Martyrs de la Déportation auf die Seine

Unter der deutschen Besatzung wandelte sich ab Oktober 1940 in Zusammenarbeit zwischen dem Vichy-Regime und den Besatzern die bis dahin eher als Centre de Rassemblement des Etrangers (Sammelstelle für Ausländer) beziehungsweise Centre de séjour surveillé (Zentrum für überwachten Aufenthalt) genutzte Caserne des Tourelles in „das einzige […] während der gesamten Besatzungszeit in Paris eingerichtete“ Internierungslager.
Eine weitere Folge der Besatzungszeit war die Verfolgung Zehntausender in Paris lebender Juden und deren Verhaftung. Sie wurden vorwiegend über die drei Sammel- und Durchgangslager Drancy, Pithiviers und Beaune-la-Rolande in die von den Deutschen errichteten Vernichtungslager deportiert. Auftakt hierfür war die Rafle du Billet Vert (Grüne Briefe Razzia, benannt nach der Farbe der Polizeivorladung) am 14. Mai 1941. Am Tag zuvor hatten mehrere tausend ausländische Juden eine vom Polizeikommissar unterzeichnete Vorladung erhalten, mit der sie aufgefordert wurden, am nächsten Tag in einem von fünf vorgegebenen Zentren zur „Prüfung ihrer Situation“ zu erscheinen. Innerhalb weniger Stunden wurden 3.700 Männer, überwiegend polnischer und tschechischer Nationalität oder Staatenlose, festgenommen. Sie wurden zum Bahnhof Austerlitz gebracht und bestiegen dort die Züge zu den Lagern Pithiviers und Beaune-la-Rolande. Dort blieben sie ein Jahr, bevor sie nach Auschwitz deportiert wurden.
Auf die Razzia im Mai 1941 folgten zwei weitere: am 20. August und Ende 1941. Letztere erfolgte als Reaktion auf die von der Résistance verübten Attentate, wodurch aber der Widerstand in der Stadt nicht zum Erliegen kam.
Ab Mai 1942 waren die Pariser Juden verpflichtet, den Gelben Stern zu tragen. Dieser Maßnahme folgte im Juli 1942 die nächste große Repressionswelle. Sie ging, benannt nach der als Sammellager für die Verhafteten auserkorenen Radsporthalle Vélodrome d’Hiver, unter dem Namen Rafle du Vélodrome d’Hiver (Razzia des Wintervelodroms) in die Geschichte ein.
Über 13.000 Juden wurden im Vélodrome zusammengepfercht, bevor ab dem 19. Juli 1942 zunächst die Erwachsenen mit Viehtransportwagen in das Vernichtungslager KZ Auschwitz-Birkenau deportiert wurden. Die Verfolgungen und Deportationen gingen von da an während der gesamten Besatzungszeit weiter.
An die französischen Opfer der Deportationen erinnert in Paris das Mémorial des Martyrs de la Déportation. Diese Gedenkstätte befindet sich „an der östlichen Spitze der Seine-Insel Île de la Cité, hinter den Gärten an der Rückfront von Notre Dame“. (Lage)

#### Paris nach dem Ende des Zweiten Weltkriegs

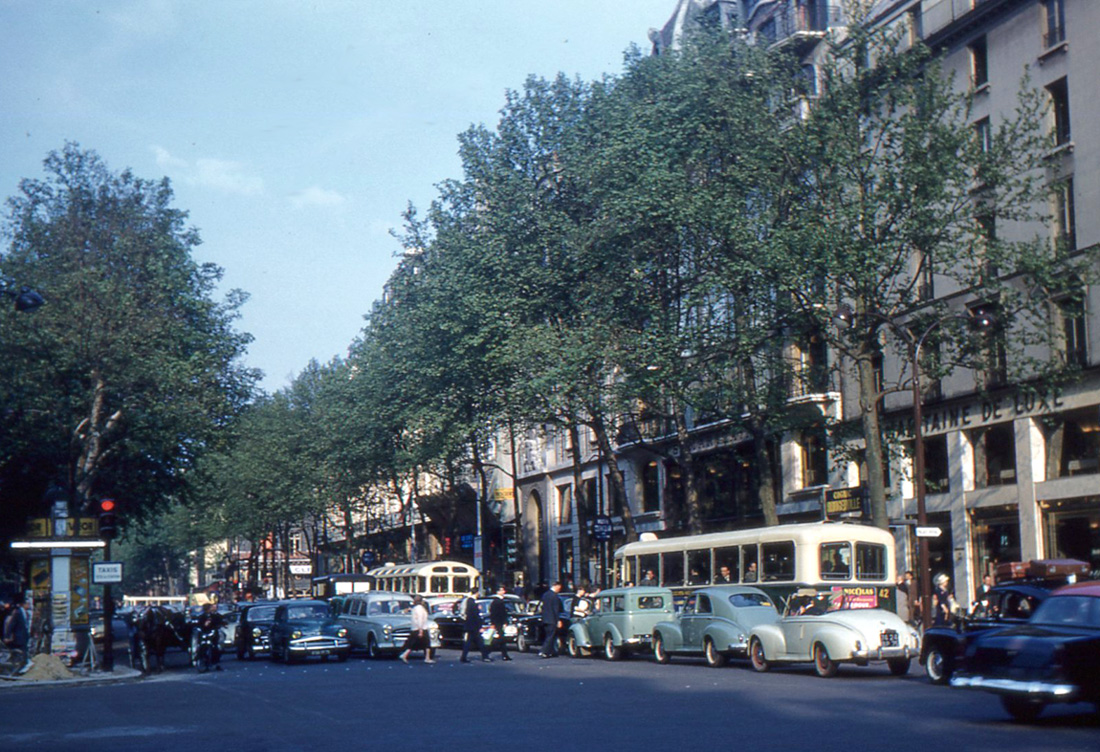
Straßenszene am Boulevard des Capucines (1960)

Gewaltsame Auseinandersetzungen um den Algerienkrieg erschütterten Anfang der 1960er-Jahre auch Paris. Sowohl die rechtsextreme OAS als auch die Unabhängigkeitsbewegung FLN terrorisierten die Stadt mit Bombenanschlägen und Angriffen auf Polizisten und öffentliche Einrichtungen. Am 17. Oktober 1961 wollten rund 30.000 Menschen friedlich für die Unabhängigkeit Algeriens demonstrieren. Im Massaker von Paris schlug die Polizei diese Demonstration gewaltsam nieder; mindestens 150 Demonstranten wurden getötet. Bei der gewaltsamen Auflösung einer Kundgebung des Parti communiste français am 8. Februar 1962 durch die Polizei, kam es in der Métro-Station Charonne erneut zu einem Zwischenfall, bei dem neun Menschen getötet wurden.
Während der Mai-Unruhen 1968 erlebte die Stadt Studentenrevolten und Massenstreiks.
Die Vororte (Banlieues) von Paris waren Ausgangspunkt und Zentrum der Unruhen in Frankreich 2005, während denen es zu zahlreichen gewalttätigen Ausschreitungen von zumeist jugendlichen Einwanderern kam. Bei den islamistischen Terroranschlägen im Januar 2015, unter anderem auch auf die Redaktionsräume der Satirezeitschrift Charlie Hebdo, wurden von den drei Attentätern insgesamt 17 Menschen getötet. Bei einer ebenfalls islamistischen Anschlagserie am 13. November 2015 an sechs Orten in Paris und Saint-Denis mit Geiselnahmen in der Konzerthalle Bataclan, Sprengstoffanschlägen um das Fußballstadion Stade de France, in dem ein Freundschaftsspiel gegen Deutschland vor 80.000 Besuchern stattfand und der Staatspräsident Hollande anwesend war, und mehreren Schießereien starben weit über hundert Menschen.

## Hoheitssymbole

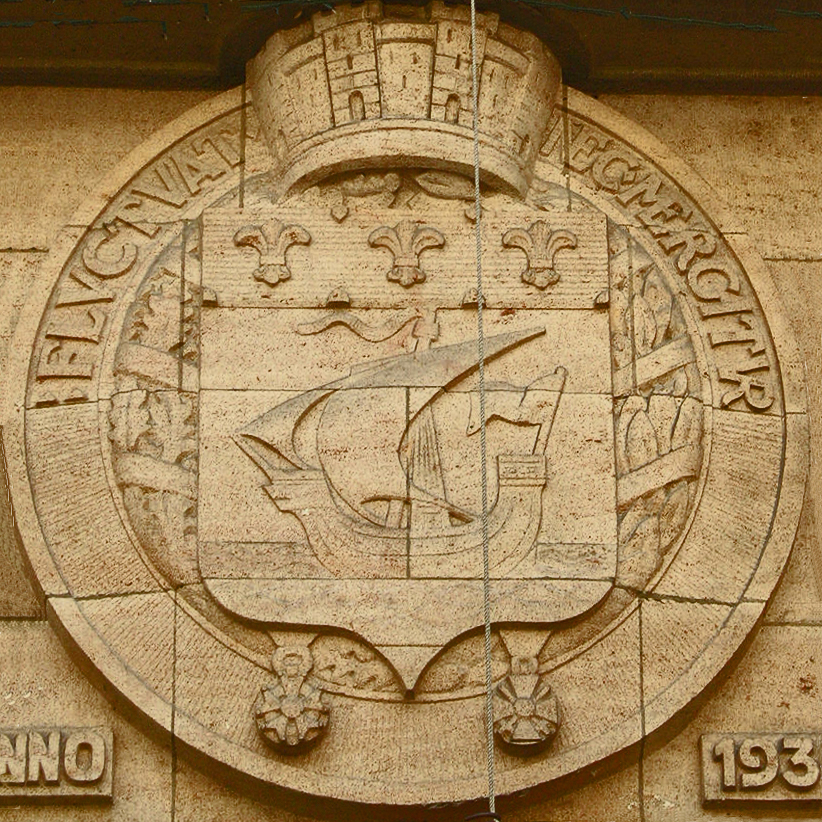
Die Hauptelemente des Großen Wappens unter den königlichen Lilien beziehen sich auf die Seine (hier an der Kaserne der Garde républicaine in der Rue de Babylone im siebten Arrondissement)

Großes Wappen
Kleines Wappen
Flagge
Flagge mit aufgelegtem großen Wappen
Flagge mit aufgelegtem kleinen Wappen
Logo Ville de Paris („Stadt Paris“)
Logo

Die Stadt Paris führt ein großes und ein kleines Wappen sowie eine blau-rote Flagge. Wappen und Wahlspruch sind an vielen Bauwerken angebracht.
| Wappen von Paris | Blasonierung: „Unter einem blauen mit goldenen Lilien besäten Schildhaupt schwimmt auf einem blauen Schildfuß in Rot ein silbernes einmastiges Schiff mit einem geblähten silbernen Segel.“ |
| Wappen von Paris | Wappenbegründung: Ein Siegel zeigte bereits 1210 das einmastige Schiff. Es ist ein Hinweis auf die Stadtgründung auf der Altstadtinsel Île de la Cité. Das Wappen ist seit 1358 bekannt. Das Schildhaupt mit den Fleur-de-Lys war eine Wappenvermehrung zur „Guten Stadt“. Verschiedene Wappenvarianten sind bekannt: Mit Mauerkrone, mit einem Wappenspruch auf einem Goldband unter dem oder um den Schild. Auch eine Wappenform mit drei Schiffen ist bekannt. |

An dem Kranz aus Eichen- und Wacholderlaub hängen die drei der Stadt verliehenen Orden (von rechts nach links in der Draufsicht): Ordre de la Libération (24. März 1945); Croix de Guerre (1914–1918, 28. Juli 1919), Ehrenlegion (9. Oktober 1900)
Die Devise lautet auf Latein „Fluctuat nec mergitur“ (etwa: „Sie verändert sich, geht aber nicht unter“ oder „Sie schwankt, aber sie geht nicht unter“). Der Wahlspruch ist seit mindestens 1581 in Verbindung mit der Stadt nachgewiesen; Georges-Eugène Haussmann machte die Devise als Präfekt des Départements Seine 1853 zum offiziellen Leitspruch der Stadt.
Die beiden Farben werden meist den Farben der französischen Monarchie vor der Revolution zugeordnet. Dabei steht das Rot heraldisch seit den Römern für den Herrscheranspruch und das Blau war den Bourbonen-Lilien unterlegt. Eine andere Erklärung ist, dass Rot die Farbe eines Feldzeichens der Könige von Frankreich war, nämlich des Banners von Dionysius von Paris (französisch Saint Denis), des ersten Bischofs der Stadt und Märtyrers der katholischen Kirche; die Farbe symbolisierte dabei das Blut des Heiligen. Das Blau habe Philippe Auguste (1165–1223) in seine Fahne genommen, weil es als Farbe für die Mutter Gottes (Vierge Marie) steht.

## Gesellschaft

### Demografie

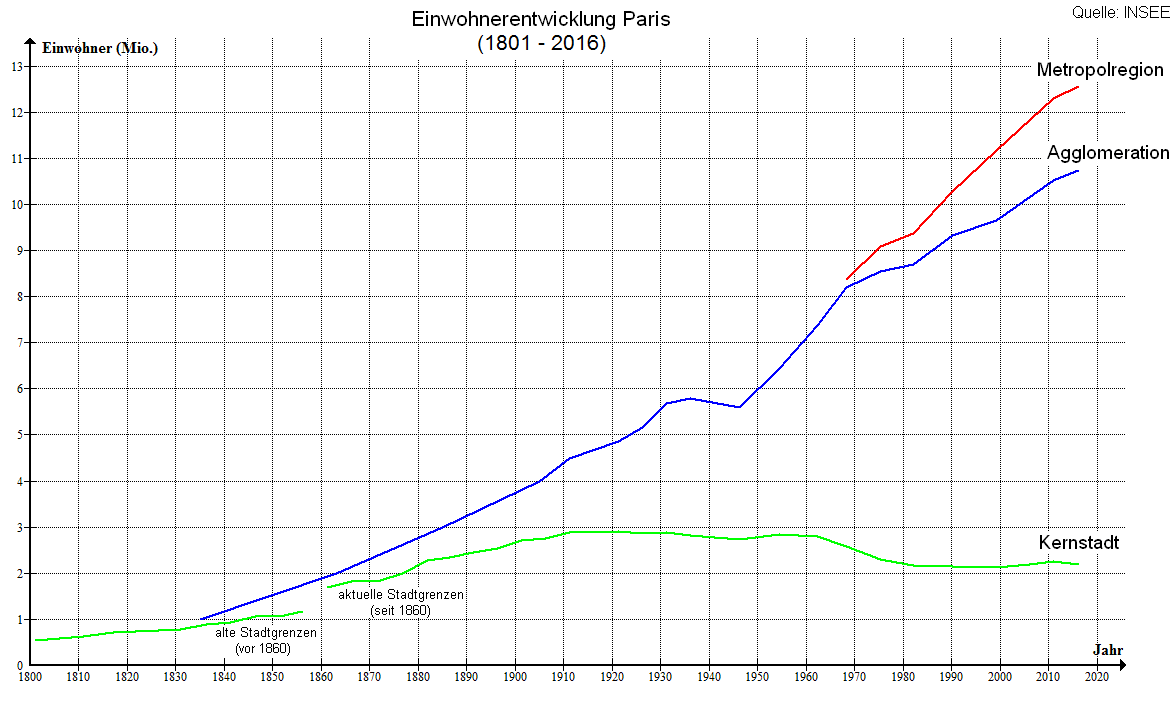
Einwohnerentwicklung von Paris seit der ersten Volkszählung im Jahre 1801

In der Antike und im Mittelalter ging die Bevölkerung durch die zahlreichen Kriege, Epidemien und Hungersnöte immer wieder zurück. So starben noch 1832 bei einer Choleraepidemie rund 20.000 Menschen. Erst die Industrialisierung im 19. Jahrhundert führte zu einem starken Anstieg der Bevölkerung. 1846 lebten in Paris rund eine Million Menschen, bis 1876 verdoppelte sich diese Zahl auf zwei Millionen. 1921 hatte die Einwohnerzahl von Paris mit knapp drei Millionen ihren historischen Höhepunkt erreicht. Gegenwärtig leben etwas über zwei Millionen Menschen in der Hauptstadt. Im Großraum hingegen hat die Einwohnerzahl stark zugenommen. Lebten 1921 noch 4,85 Millionen Menschen in der Metropolregion, so waren es 94 Jahre später, im Jahre 2015 bereits 12,53 Millionen. Damit zählt Paris zu den Megastädten.
Paris ist stark vom sozioökonomischen Strukturwandel (Gentrifizierung) betroffen: Der durchschnittliche Kaufpreis für Wohnungen lag 2011 bei 8010 Euro pro Quadratmeter, dem Vierfachen des damaligen Preises in Berlin. In beliebten Vierteln wie Saint-Germain-des-Prés konnte er damals bereits 15.000 Euro erreichen. So wurde etwa das 15. Arrondissement, das früher ein Wohnort der Arbeiterschicht gewesen war, zu einem Wohngebiet der wohlhabenden Mittelschicht. Die Preise für Altbauwohnungen sind im Sommer 2019 durchschnittlich auf über 10.000 Euro pro Quadratmeter gestiegen.

### Einwanderung

Jährliches durchschnittliches Haushaltseinkommen (Median) im Jahr 2018 in der Stadt Paris und der Petite Couronne (Départements Hauts-de-Seine, Val-de-Marne und Seine-Saint-Denis)
unter 19.500 Euro
19.500 bis 25.000 Euro
25.000 bis 32.500 Euro
über 32.500 Euro

Paris zieht seit Jahrhunderten Menschen aus verschiedenen Ländern und Kulturen an, sei es wegen politischer Verfolgung, aus wirtschaftlichen Gründen oder wegen der kulturellen Anziehungskraft der Stadt. Gegen Ende des 19. Jahrhunderts zogen vor allem Italiener und osteuropäische Juden in die Stadt. Nach dem Ersten Weltkrieg folgten Armenier (nach dem Völkermord 1915), Polen, Russen und Ukrainer („weiße Russen“ nach der Oktoberrevolution 1917). Schon in der Zwischenkriegszeit, v. a. aber nach dem Zweiten Weltkrieg, kamen zahlreiche Gastarbeiter aus Süd- und Osteuropa nach Frankreich und viele von ihnen ließen sich dort nieder, vor allem im Umland von Paris; so führten oft Spanier und Portugiesen den Haushalt der reichen Pariser Familien. Die jüngste und größte Einwanderungswelle stammte aus den ehemaligen französischen Kolonien, etwa von den Antillen, dem Maghreb, Subsahara-Afrika und Indochina. Vor allem die traditionellen Arbeiterviertel im Osten der Stadt waren Anziehungspunkte von Einwanderern, etwa Belleville (19. und 20. Arrondissement), außerdem das 10., das über ein tamilisch-indisch geprägtes Viertel verfügt, das 11. und das 13. Arrondissement, das heute mit der größten Chinatown Europas ostasiatisch geprägt ist. Teile des 18. Arrondissements sind afrikanisch oder arabisch geprägt, vor allem das Quartier de la Goutte-d’Or. Zwischen den überwiegend wohlhabenden und weißen Vierteln im Stadtzentrum und im Westen und den multikulturellen Randgebieten im Osten besteht dabei ein deutlicher Unterschied. Durch die erwähnte Gentrifizierung innerhalb der Stadtgrenzen werden zunehmend ärmere Haushalte und Mieter, oft Einwanderer, aus der Stadt heraus gedrängt. In den Vororten von Paris ist der Anteil der nicht-europäischen Einwanderer weit höher, vor allem in den nördlichen und östlichen, wo Armut, Arbeitslosigkeit und soziale Probleme verbreitet sind; es besteht ein Trend zur Segregation und Ghettobildung (siehe dazu auch den Artikel Banlieue). Da Frankreich die ethnische oder religiöse Zugehörigkeit seiner Bewohner nicht statistisch erfasst, gibt es wenig genaue Daten zur ethnischen Zusammensetzung der Pariser Bevölkerung. In Paris selbst sind 20,4 % der Bevölkerung Einwanderer, also nicht in Frankreich geboren, 14,4 % sind außerhalb Europas geboren. Der Anteil der Jugendlichen unter 18 Jahren mit Migrationshintergrund (mindestens ein Elternteil nicht in Frankreich geboren) beträgt 41 %. Mehr als die Hälfte dieser Jugendlichen haben ihre Wurzeln außerhalb Europas. In der Region Île-de-France liegt dieser Prozentsatz bei 37 %, in einigen Vororten bei über 50 %. Insgesamt sind nach einer Erhebung aus dem Jahr 2006 17 % der Bewohner der Region Île-de-France Einwanderer, 35 % haben einen Migrationshintergrund.

### Religionen
Etwa 65 % der Einwohner sind getauft, rund 60 % bekennen sich zum römisch-katholischen Glauben, die meisten praktizieren den lateinischen Ritus, einige wenige auch den armenischen und ukrainischen Ritus. Der Erzbischof von Paris ist auch für die Katholiken der östlichen Riten zuständig. Insgesamt gibt es in Paris innerhalb der politischen Grenzen der Stadt 94 katholische Gemeinden, des Weiteren 73 protestantische Kirchen der verschiedensten Konfessionen, 15 griechisch- und russisch-orthodoxe Kirchen, sechs rumänisch-orthodoxe Kirchen, sieben Synagogen für die etwa 220.000 Juden und 19 Moscheen für die rund 80.000 Muslime, überwiegend Sunniten. Nur knapp 12 % der Christen und etwa 15 % der Juden sind praktizierende Gläubige.

## Politik

### Stadtregierung

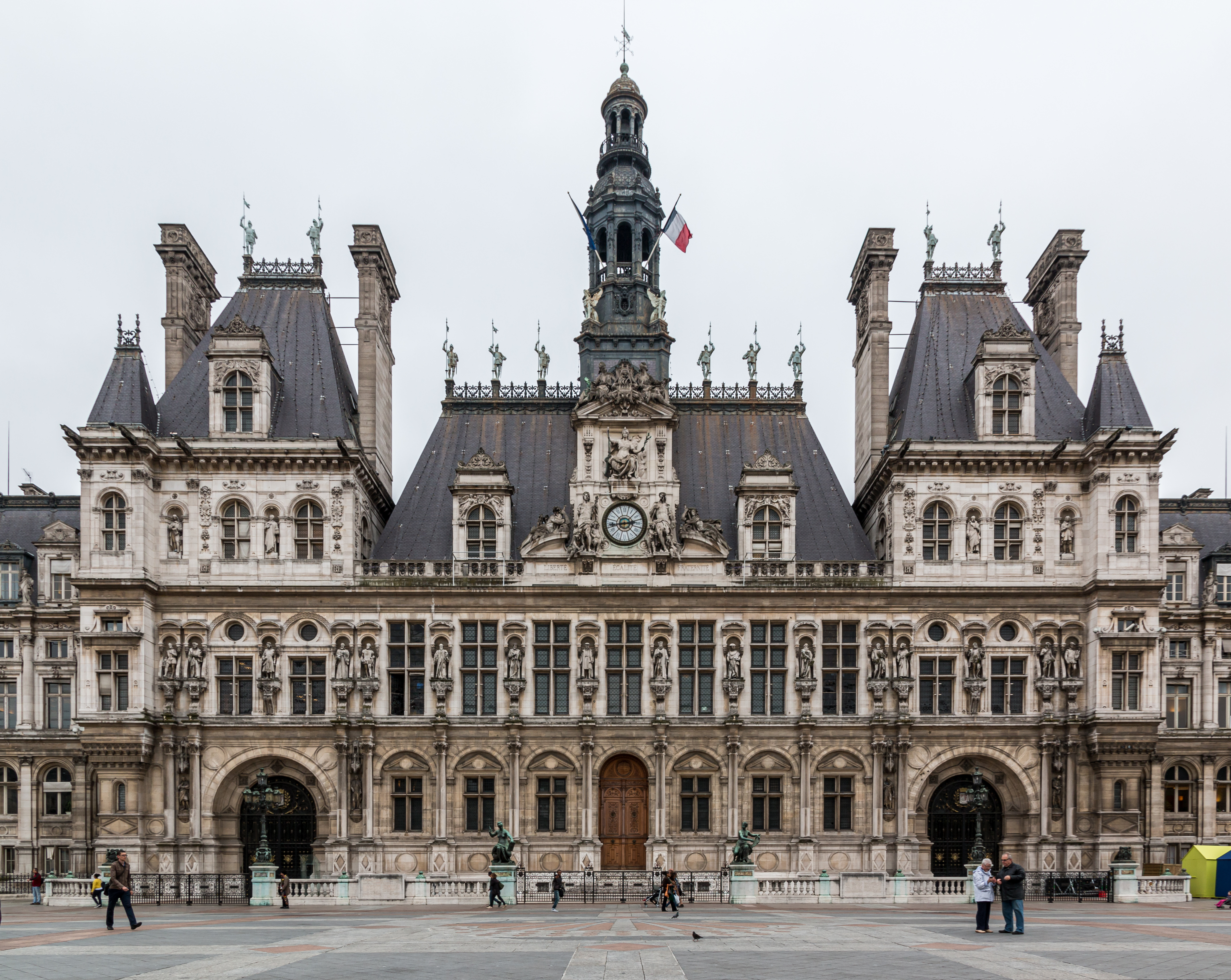
Das Rathaus (Hôtel de Ville)

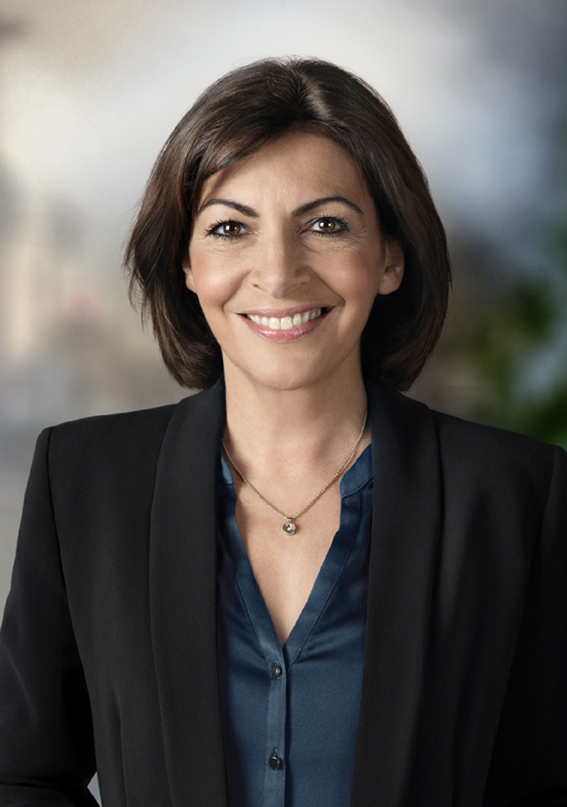
Die seit 2014 amtierende Bürgermeisterin Anne Hidalgo

Am 1. Januar 2019 gingen die Gemeinde und das Département Paris unter dem Namen Ville de Paris in einer Gebietskörperschaft mit Sonderstatus auf. Die Stadtregierung wird seit 1977 durch einen Bürgermeister geführt, der vom Stadtrat gewählt wird und gleichzeitig dessen Präsident ist.
Bürgermeisterin ist seit dem 5. April 2014 Anne Hidalgo, nominiert von der Parti socialiste. Ihr Vorgänger Bertrand Delanoë (PS) war 2001 der erste linke Politiker, der in das Rathaus der Hauptstadt einzog. Zuvor stellte mit Jacques Chirac (1977 bis 1995) und Jean Tiberi (1995 bis 2001) die gaullistische RPR den Bürgermeister.
Der erste Bürgermeister der Hauptstadt Jean-Sylvain Bailly wurde am 15. Juli 1789 von der während der Französischen Revolution gebildeten Pariser Selbstverwaltung eingesetzt. Da die Kommune an der diktatorisch organisierten Schreckensherrschaft (La Terreur) beteiligt war, wurde sie 1794 von zwölf getrennten und dezentralisierten Gemeindeverwaltungen ersetzt. Der Staat übernahm die Kontrolle über die Stadt und schuf das Amt des Präfekten der Seine (Préfet de la Seine). Während der Bürgerlichen Revolution von 1848 und der Pariser Kommune von 1870/1871 stand für wenige Monate ebenfalls ein Bürgermeister der Stadt vor.
Am 20. März 1977 wurde Jacques Chirac der erste frei gewählte Bürgermeister von Paris. Die bis dahin einem von der Regierung ernannten Präfekten unterstehende Hauptstadt hatte damit den gleichen Status wie alle übrigen Gemeinden in Frankreich. Eine Ausnahme bildet die Polizei, die weiterhin dem Polizeipräfekten untersteht. Ein Gesetz von 1982 etablierte dann zusätzlich die Ratsversammlungen der Arrondissements. Diese sind beratende Organe, die über begrenzte Befugnisse verfügen. Der Stadtrat (Conseil de Paris) und der Bürgermeister (Maire de Paris) werden jeweils für sechs Jahre gewählt. Die letzte Wahl fand in einem ersten Gang am 15. März 2020 und in einem zweiten am 28. Juni 2020 statt. Die nächste Wahl findet turnusgemäß im Jahr 2026 statt.

### Stadtrat(Conseil de Paris)

Zusammensetzung der Fraktionen des Pariser Stadtrates (2020–2026)
Mehrheit (94)
PEC (54)
GEP (23)
GCC (11)
G.s (6)
Opposition (66)
CP (55)
GIP (6)
MDE (5)
Sonstige (3)
fraktionslos (3)

Der Pariser Stadtrat (Conseil de Paris) besteht aus 163 Mitgliedern. Die Wahlen zum Stadtrat finden alle sechs Jahre im Rahmen der französischen Kommunalwahlen statt. Gewählt wird dabei getrennt nach Arrondissements, wobei jedes Arrondissement eine festgelegte Zahl an Stadträten wählt.
Seit der Wahl des Pariser Stadtrates 2020 setzt sich dieser aus 163 Mitgliedern zusammen. Davon zählen 94 Sitze zur Regierung und 69 zur Opposition.
Die aus 94 Mitgliedern bestehende Regierung setzt sich wie folgt zusammen: 41 Mitglieder der Parti socialiste (PS), 21 Mitglieder der Europe Écologie-Les Verts (GEP), 13 Mitglieder der Divers gauche (DVG), 11 Mitglieder der Parti communiste français (PCF) und 6 Mitglieder der Génération.s.
Die der Regierung mit 69 Sitzen gegenüberstehende Opposition setzt sich folgendermaßen zusammen: 44 Mitglieder der Républicains (LR), 5 Mitglieder der Centristes (LC), 5 Mitglieder des Mouvement démocrate (MoDem), 3 Mitglieder der Horizons, 2 Mitglieder von Agir, 2 Mitglieder von Renaissance (LREM), 1 Mitglied von Objectif France (OF), 1 Mitglied von Soyons libres, 1 Mitglied von La France insoumise (LFI) sowie 2 Mitglieder der Divers gauche (DVG).
Die nächste Wahl des Pariser Stadtrates findet turnusgemäß 2026 statt.

### Städtepartnerschaften
Paris unterhält eine einzige Städtepartnerschaft weltweit, und zwar mit Rom seit 1956.
- Rom, Italien (1956)

Darüber hinaus unterhält Paris mit folgenden Städten sogenannte Freundschafts- und Kooperationsabkommen:
- Kyōto, Japan (Etablierung 1958)
- Präfektur Tokio, Japan (1982)
- Kairo, Ägypten (1985)
- Amman, Jordanien (1987)
- Berlin, Deutschland (1987)
- Sanaa, Jemen (1987)
- Seoul, Südkorea (1991)
- Beirut, Libanon (1992)
- Moskau, Russland (1992)
- Jakarta, Indonesien (1995)
- Chicago, Vereinigte Staaten (1996)
- San Francisco, Vereinigte Staaten (1996)
- Peking, Volksrepublik China (1997)
- Prag, Tschechien (1997)
- Riad, Saudi-Arabien (1997)
- Sankt Petersburg, Russland (1997)
- Santiago de Chile, Chile (1997)
- Tiflis, Georgien (1997)
- Jerewan, Armenien (1998)
- Lissabon, Portugal (1998)
- Sofia, Bulgarien (1998)
- Sydney, Australien (1998)
- Mexiko-Stadt, Mexiko (1999)
- Warschau, Polen (1999)
- Buenos Aires, Argentinien (1999)
- Athen, Griechenland (2000)
- Madrid, Spanien (2000)
- Washington, D.C., Vereinigte Staaten (2000)
- London, Vereinigtes Königreich (2001)
- Porto Alegre, Brasilien (2001)
- Genf, Schweiz (2002)
- Algier, Algerien (2003)
- Québec, Kanada (2003)
- São Paulo, Brasilien (2004)
- Rabat, Marokko (2004)
- Casablanca, Marokko (2004)
- Tunis, Tunesien (2004)
- Kopenhagen, Dänemark (2005)
- Montreal, Kanada (2006)
- Tel Aviv-Jaffa, Israel (2010)
- Doha, Katar (2010)

## Kultur und Sehenswürdigkeiten
Frankreich erscheint in Tourismus-Statistiken als das meistbesuchte Land der Erde. Die französische Hauptstadt hat eine Vielzahl sehenswerter kirchlicher und weltlicher Bauwerke, Straßen, Plätze und Parks, etwa 160 Museen, rund 200 Kunstgalerien, circa 100 Theater, über 650 Kinos und mehr als 10.000 Restaurants aufzuweisen. Das Angebot an kulturellen Veranstaltungen ist mit zahlreichen Konzerten, Ausstellungen, Musik- und Filmfestivals, Modenschauen sowie der Austragung sportlicher Wettbewerbe reichhaltig. Die Uferpromenade der Seine in Paris wurde 1991 in die UNESCO-Liste des Weltkulturerbes aufgenommen.
Im ersten Halbjahr 2016 sanken die Besucherzahlen wichtiger Museen in Paris aus verschiedenen Gründen im niedrigen zweistelligen Prozentbereich. 2015 waren die 15 meistbesuchten Museen und museale Monumente von mehr als einer Million Menschen besucht worden, der Louvre hatte über 8 Millionen Besucher.

### Theater

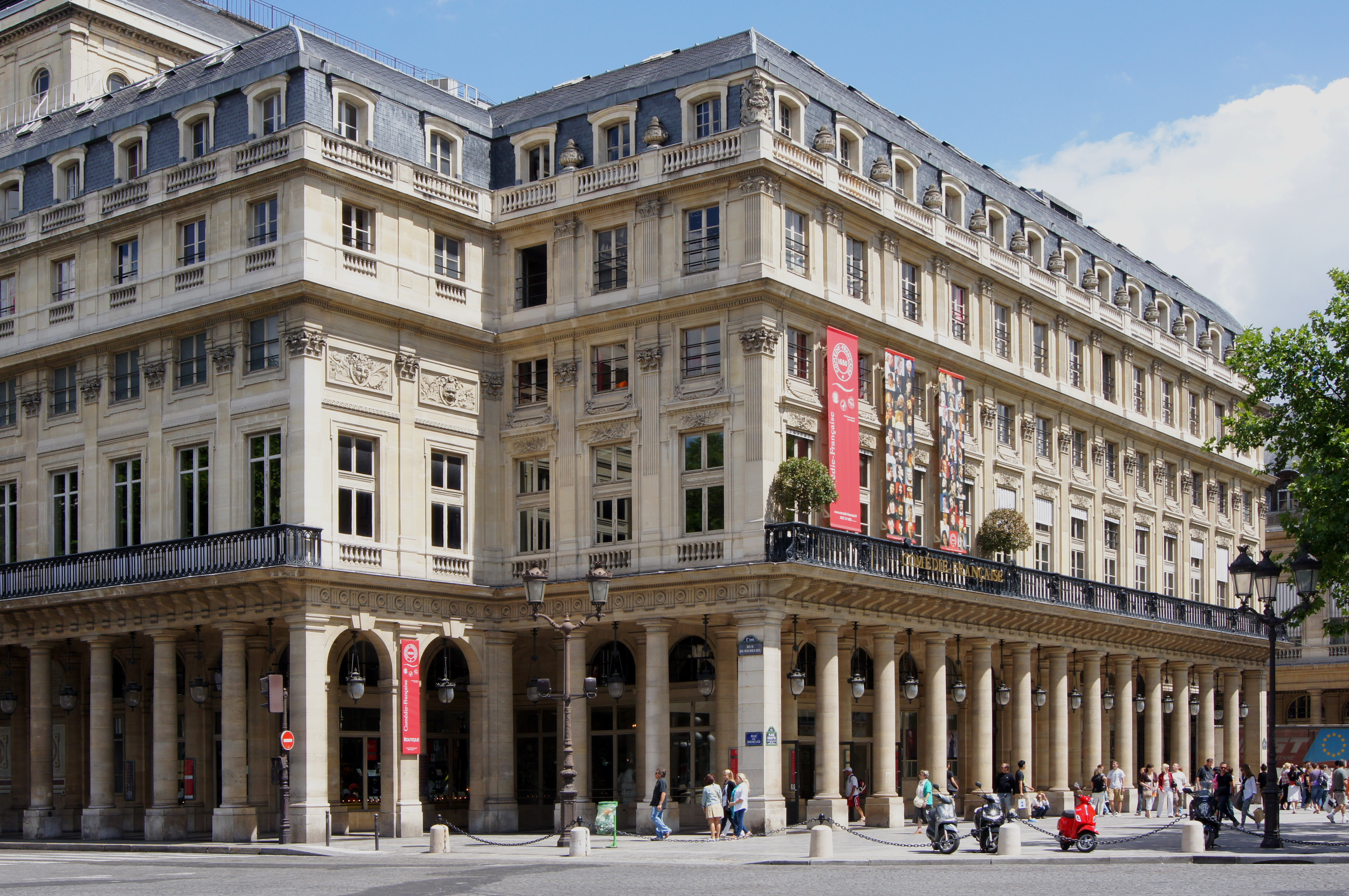
Die Comédie-Française (Salle Richelieu)

Bedingt durch die Tradition des Zentralismus in Frankreich haben die wichtigsten Theater- und Ballettensembles des Landes ihren Sitz in Paris. Das Programm ist mannigfaltig; es ist einem der Veranstaltungskalender, Pariscope oder Officiel des Spectacles, zu entnehmen, die an jedem Zeitungskiosk erhältlich sind. Stark ermäßigte Theaterkarten sind jeden Tag ab 13:00 Uhr für Vorstellungen am Abend desselben Tages an einem der beiden Theaterkioske (Kiosque Théâtre) (vor dem Montparnasse-Bahnhof und neben der Madeleine-Kirche) erhältlich. Die Pariser Oper (heute Opéra national de Paris) und ihre Vorgängerinstitute spielen in der Geschichte der Oper durch stilprägende Uraufführungen eine bedeutende Rolle. Heute betreibt sie zwei Opernhäuser. Die 1875 eröffnete, nach ihrem Architekten Opéra Garnier oder Palais Garnier genannte alte Oper ist mit einer Fläche von 11.237 Quadratmetern das größte Theater der Welt, während die 1989 eingeweihte neue Opéra Bastille sich durch ihre herausragende Bühnentechnik auszeichnet. Seit der Eröffnung der neuen Oper wird das Palais Garnier hauptsächlich, aber nicht ausschließlich für Ballettaufführungen und klassische Opern genutzt. Die Pariser Oper unterhält ein hauseigenes Ballett, das Ballet de l’Opéra de Paris, mit einer angeschlossenen Ballettschule.

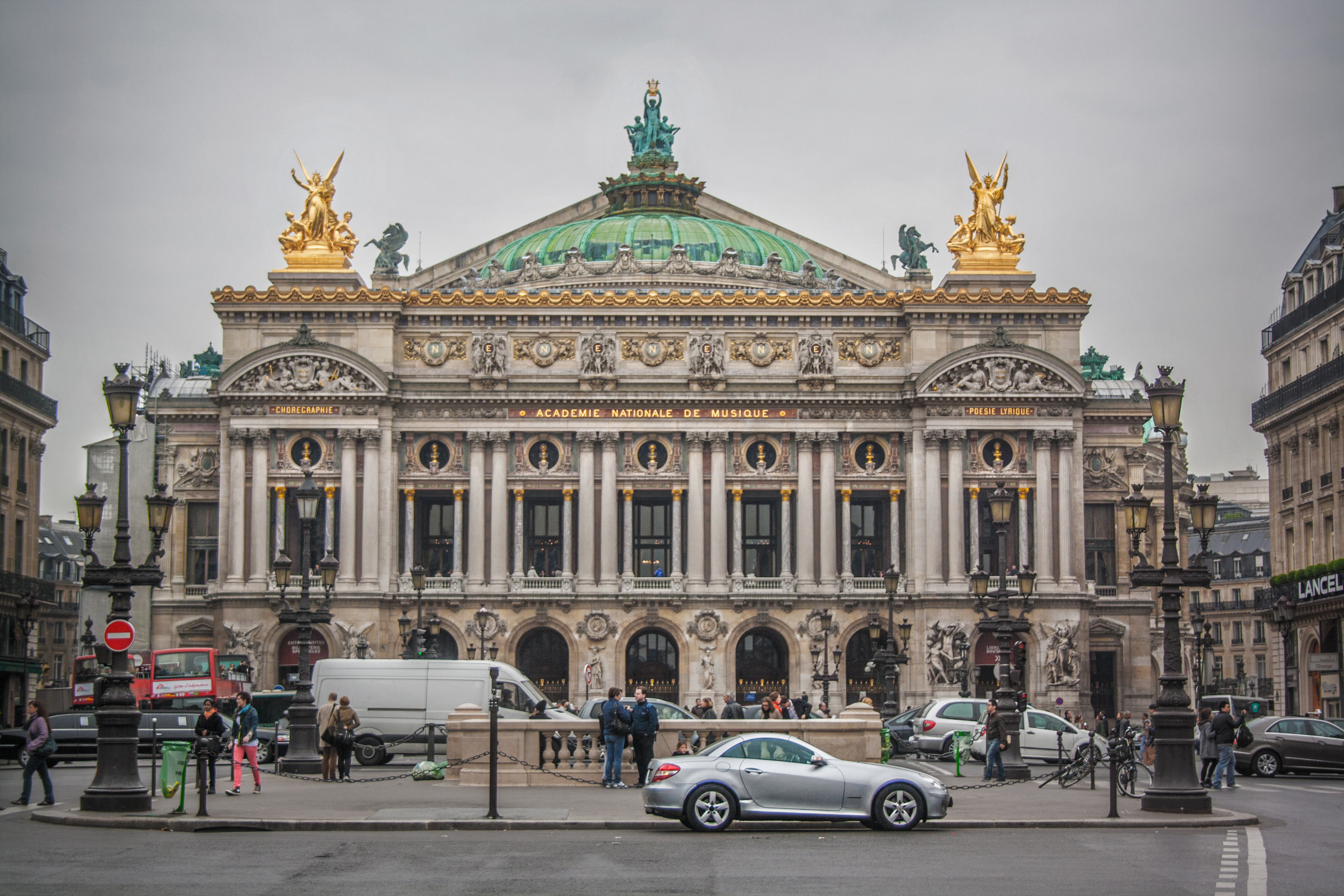
Die Opéra Garnier

Auch die Comédie-Française oder Théâtre français, deren Schauspielensemble sich rühmen darf, 1680 aus der Zusammenlegung von Molières ehemaligem „Illustre Théâtre“ mit anderen Schauspieltruppen hervorgegangen zu sein, hat eine lange Tradition. Berühmte Schauspieler waren unter anderem Sarah Bernhardt und Jean-Louis Barrault. Das heute staatliche Theater spielt ein vorwiegend klassisches Repertoire.
Das Théâtre des Champs-Élysées, von 1911 bis 1913 nach Plänen von Henry van de Velde von Auguste Perret ausgeführt, erregte Anfang des 20. Jahrhunderts durch seine Architektur und skandalumwitterte Aufführungen Aufsehen. Als Musiktheater und Konzerthaus ist es Heimstätte des Orchestre national de France und des Orchestre Lamoureux sowie Stützpunkt der Wiener Philharmoniker in Frankreich.
Aufmerksamkeit gebührt auch den Programmen des Théâtre du Châtelet am Place du Châtelet und dem gegenüberliegenden Théâtre de la Ville (dt. Stadttheater).
Zeitgenössische Komödien, Boulevard- und Vaudeville-Stücke werden in unzähligen kleinen Theatern aufgeführt, wie beispielsweise im Théâtre des Bouffes-Parisiens, das Jacques Offenbach am 5. Juli 1855 gründete. Der Name des Theaters leitet sich ab von „Opéra bouffe“ – „Komische Oper“, wie Offenbach zahlreiche seiner Werke betitelte.
Freunden des Revuetheaters sind die Shows des Moulin rouge, des Lido und des Paradis Latin zu empfehlen. Das Moulin rouge, am 6. Oktober 1889 von Joseph Oller eröffnet, der bereits die Music Hall L’Olympia besaß, leitet seinen Namen ab von der markanten Nachbildung einer roten Mühle auf seinem Dach. Berühmt wurde es durch seine Cancan- und Chahut-Cancan-Tänzerinnen. Nicht ganz so aufwändig, aber unverhohlen erotischer sind die Darbietungen in den Folies Bergère.
Rockkonzerte finden im Zénith im Parc de la Villette und im Palais Omnisports de Paris-Bercy statt. Das Zénith wurde 1983 auf Initiative des damaligen Kulturministers Jack Lang nach Plänen der Architekten Philippe Chaix und Jean-Paul Morel erbaut und am 12. Januar 1984 mit einem Konzert des französischen Sängers Renaud eingeweiht.
Die Arènes de Lutèce (Arenen von Lutetia) gelten als ältestes noch erhaltenes Bauwerk der Hauptstadt. Das römische Amphitheater befindet sich in der Rue Monge, im 5. Arrondissement. Die Arena stammt aus dem 1. Jahrhundert n. Chr. und wurde bis zum Ende des 3. Jahrhunderts genutzt. Circa 17.000 Personen konnten den Theatervorstellungen, aber auch Kämpfen auf Leben und Tod, beiwohnen. Mit dem Aufkommen des Christentums verloren die römischen Zirkusse allgemein an Bedeutung und als im 3. und 4. Jahrhundert die germanischen Stämme in das römische Gallien einfielen, wurden die Arènes de Lutèce stillgelegt und ihre Steine für den Bau von Stadtmauern und anderen Befestigungsanlagen verwendet.

### Museen

Musée du Louvre mit Pyramide im Mittelpunkt

Das 1793 in der früheren Residenz der französischen Könige eröffnete Musée du Louvre enthält eine der weltweit bedeutendsten Sammlungen mit über 380.000 Werken, von denen etwa 35.000 ausgestellt werden. Die Exponate decken einen Zeitraum, der von der Antike bis zum Ende des 19. Jahrhunderts reicht. Das Gebäude liegt im Zentrum von Paris zwischen dem rechten Seineufer und der Rue de Rivoli. Sein Innenhof liegt in einer Linie mit der Avenue des Champs-Élysées und bildet damit den Ursprung der sogenannten Axe historique, der historischen Achse.

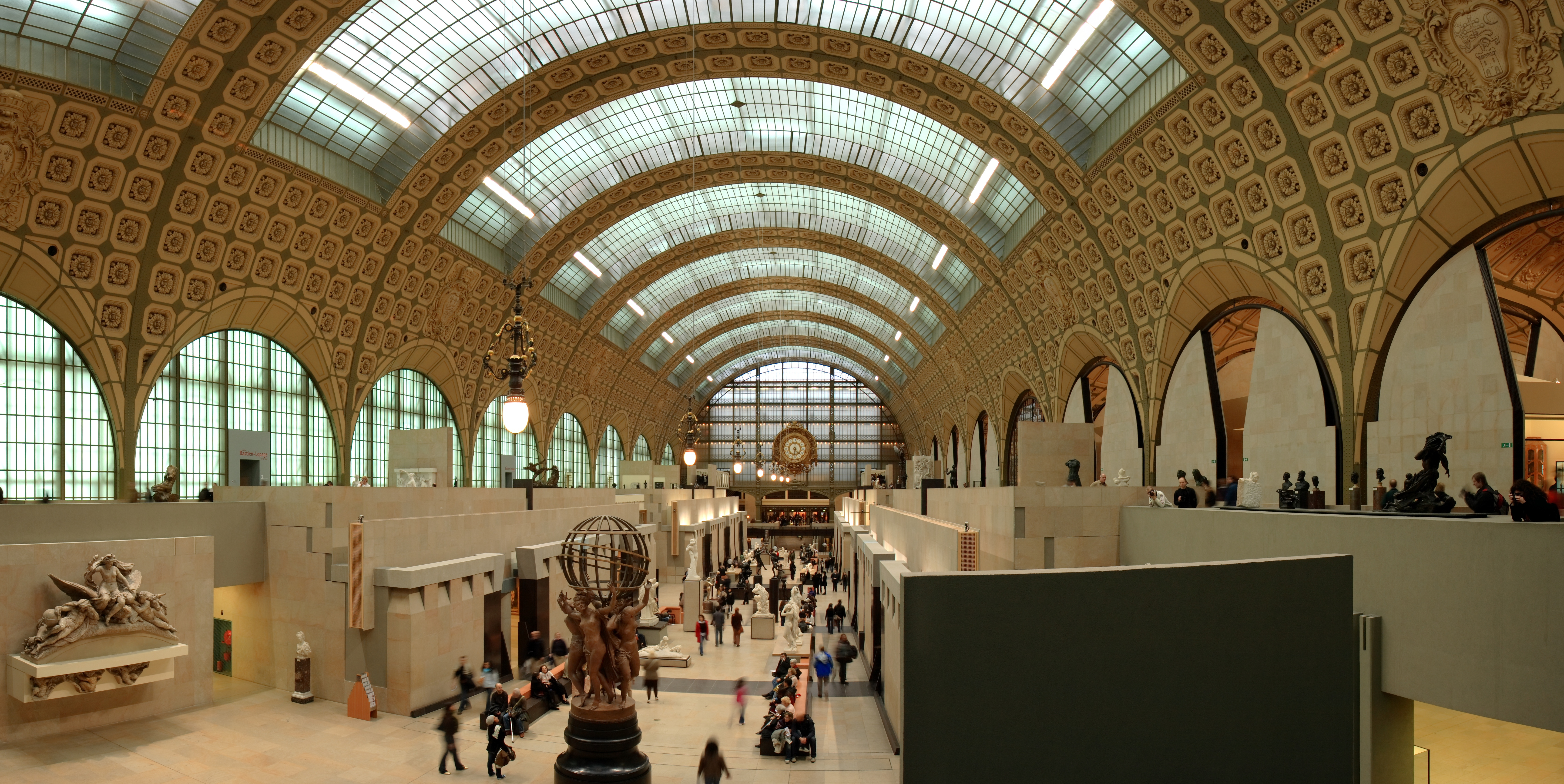
Das Musée d’Orsay, Innenansicht

Das Musée d’Orsay entstand in dem ehemaligen gleichnamigen Bahnhof, dem Gare d’Orsay, am südlichen Ufer der Seine gegenüber dem Tuileriengarten. Das Bahnhofsgebäude wurde 1900 von Victor Laloux für die Verbindung Paris–Orléans gebaut, 1939 wegen Kapazitätsproblemen geschlossen und 1978 als historisches Bauwerk eingestuft. Unter Leitung der Architektin Gae Aulenti wurde es von 1980 bis 1986 unter behutsamer Wahrung der alten Bausubstanz zum heutigen Museum umgebaut. Weltweit einzigartig ist die Sammlung französischer Impressionisten. Daneben werden Gemälde, Skulpturen, Fotos und Möbel von herausragender Qualität aus der Zeit von 1848 bis 1914 gezeigt. Vertreten sind fast alle Stilrichtungen dieses Zeitraums sowie Werke vieler Einzelkünstler.
Das 1977 nach Plänen der Architekten Renzo Piano, Richard Rogers und Gianfranco Franchini eröffnete Kunst- und Kulturzentrum Centre Georges-Pompidou (Centre National d’Art et de Culture Georges Pompidou) sorgte durch seine Architektur aus Stahl und Glas für Aufsehen: alle Versorgungsleitungen sind an der Fassade angebracht. Es wurde als interaktives Informationszentrum gestaltet, das freien Zugang zu Wissen garantieren soll. Es beherbergt die Bibliothèque publique d’information (Bpi) und das Musée National d’Art Moderne mit einer hervorragenden Sammlung von Kunstwerken des 20. Jahrhunderts, vor allem Werken des Surrealismus, Fauvismus, Kubismus und des Abstrakten Expressionismus. Das Musikforschungsinstitut IRCAM (Institut de Recherche et Coordination Acoustique/Musique) ist ihm organisatorisch angeschlossen.
Das Musée Picasso besitzt etwa 250 Werke aus allen Schaffensperioden Picassos, insbesondere Gemälde und Skulpturen sowie Gemälde aus der persönlichen Sammlung des Künstlers, unter anderem von Georges Braque, Paul Cézanne, Henri Matisse, Joan Miró und Amedeo Modigliani. Das Museum befindet sich im ehemaligen Hôtel Salé, einem in den Jahren 1656 bis 1659 im Maraisviertel erbauten Hôtel particulier, dessen Bezeichnung sich von seinem damaligen Bauherrn, dem für die Eintreibung von Salzsteuer zuständigen königlichen Staatsbeamten Pierre Aubert, Spitzname Salé („Gesalzener“), ableitet.
Das Musée national du Moyen Âge (vor 1980: Musée de Cluny) in dem spätgotischen ehemaligen Abtspalast Hôtel de Cluny (1485–1490) zeigt eine bedeutende Sammlung mittelalterlicher Kunstgegenstände. Es gestattet den Zutritt zu den benachbarten früheren Thermen aus gallo-römischer Zeit. Im September 2000 wurde neben dem Hôtel de Cluny der mittelalterliche Garten (Jardin médiéval) mit einer Fläche von zirka 5.000 Quadratmetern angelegt.

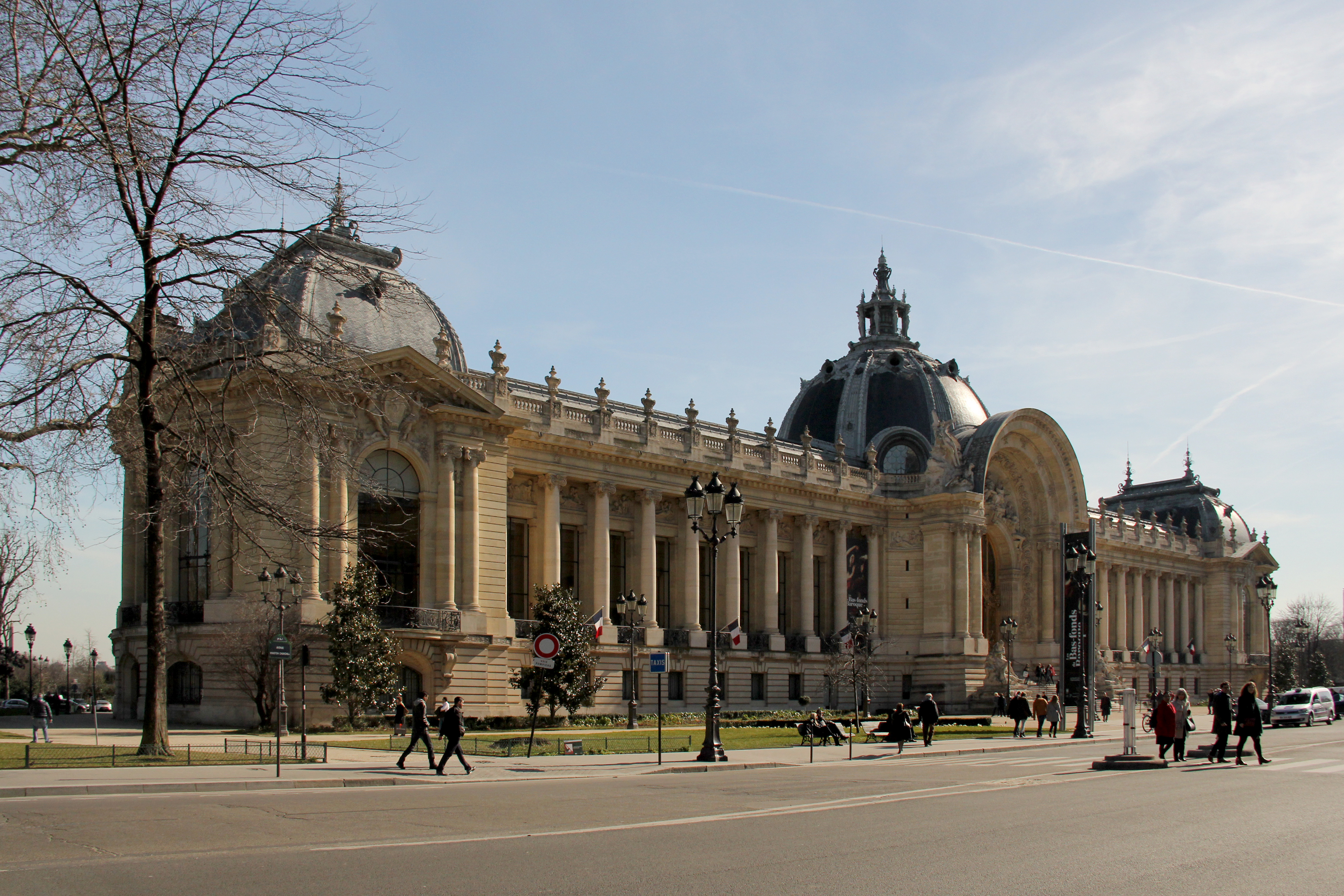
Das Petit Palais

Das Grand Palais entstand nach Plänen der Preisträger des Prix de Rome, den Architekten Henri Deglane (1851–1932) und Albert Louvet (1860–1936), als Ausstellungshalle zur Pariser Weltausstellung von 1900. Es besitzt eine 240 Meter lange und 20 Meter hohe Fassade mit ionischen Säulen. Im Gebäude finden bedeutende Kunst- und Gemäldeausstellungen statt. Im Westflügel ist der Palais de la découverte (Palast der Entdeckung) untergebracht, ein naturwissenschaftliches Museum, das zu praktischen Erkundungen einlädt und ein Planetarium betreibt.
Dem Grand Palais gegenüber steht der zur gleichen Zeit und zu gleichem Zweck von dem Architekten Charles Girault (1880 Prix de Rome) im neobarocken Stil der Belle Époque errichtete Petit Palais. Der mit einem prunkvoll vergoldeten schmiedeeisernen Eingangstor und reichen Deckenmalereien ausgestattete halbrunde Bau, dessen Fassaden fast nur aus Fenstern bestehen, beherbergt seit 1902 das städtische Museum der schönen Künste Musée d’art moderne de la Ville de Paris.
Nahe dem Eiffelturm befindet sich seit 2006 das Musée du quai Branly für Völkerkunde. Mehrere naturkundliche Museen sind im Muséum national d’histoire naturelle zusammengefasst und befinden sich an verschiedenen Standorten, etwa im Bereich des Jardin des Plantes. Am 27. Oktober 2014 eröffnete die Stiftung Louis Vuitton ein Privatmuseum, das die Kunstsammlung von Bernard Arnault beherbergt. 2021 eröffnete in der Bourse de commerce die Collection Pinault, ein Privatmuseum, das die Kunstsammlung von François Pinault beherbergt.

### Bauwerke

#### Brücken

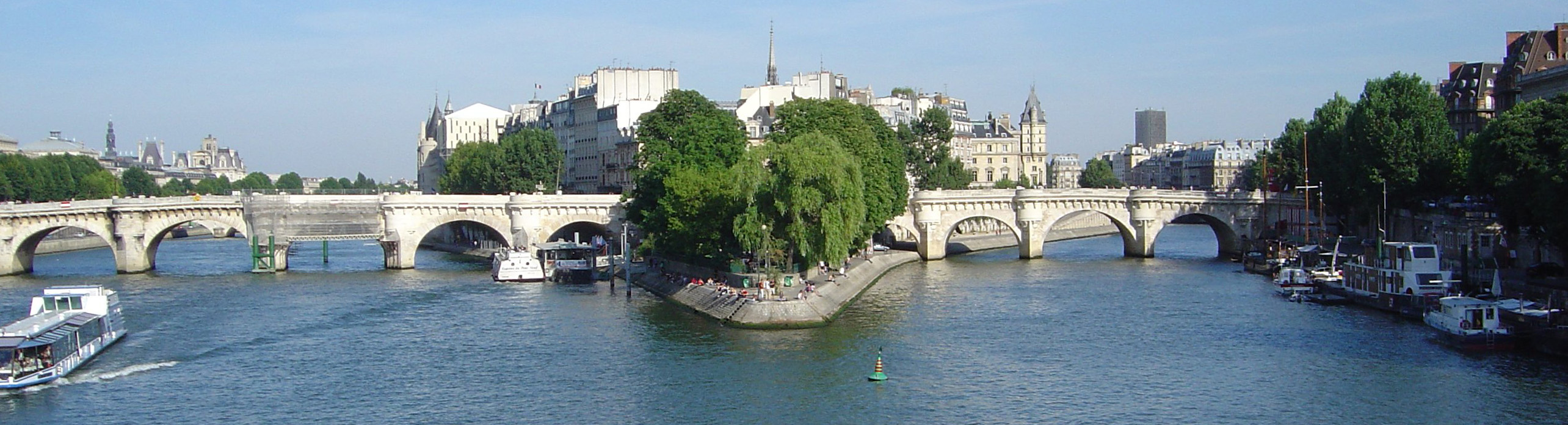
Pont Neuf an der Westspitze der Île de la Cité

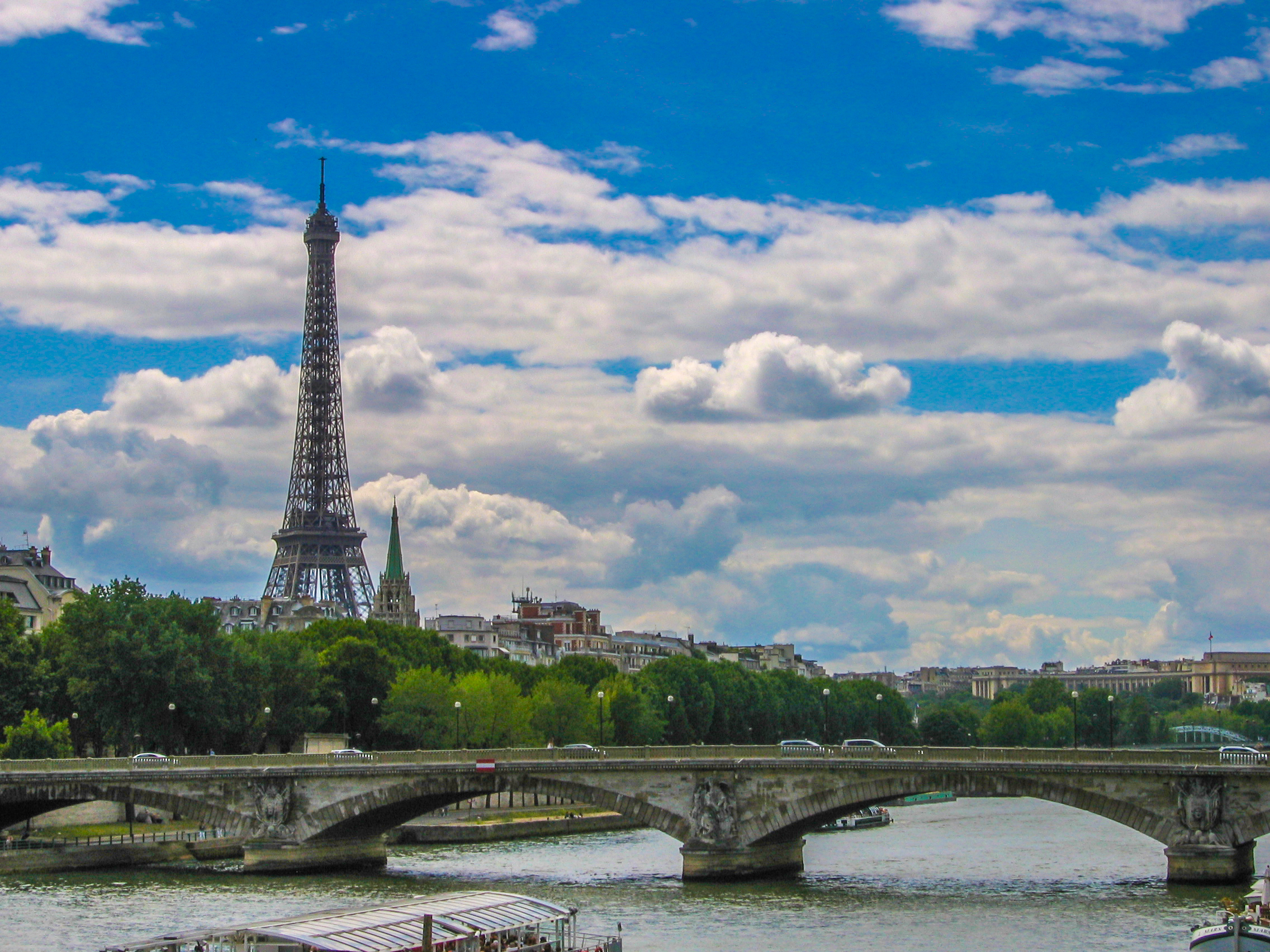
Blick auf die Seine, Pont des Invalides

Die Seine fließt im Großraum Paris ab der Einmündung der Marne bei Vincennes im Pariser Becken in einem weiten Linksbogen von Südosten durch das Zentrum, um dann in einer engen Rechtskurve bei Boulogne-Billancourt sich wieder bis St. Denis nach Norden zu biegen und dabei noch einmal die City von Norden zu umfassen. Danach biegt sie in einem Bogen um Colombes/Villeneuve-la-Garenne erneut nach Nordwesten ab, um sich dann weiter Richtung Ärmelkanal zu schlängeln. Etwa 40 Brücken (ponts) und einige Stege überspannen die Seine und verbinden die zentralen Arrondissements miteinander. Die Insel Île de la Cité ist über insgesamt 9 Brücken sowohl mit der benachbarten Île Saint-Louis verbunden (Pont Saint-Louis) als auch mit den beiden Ufern (rechtes Ufer, in Fließrichtung: Pont d’Arcole, Pont Notre-Dame, Pont au Change; linkes Ufer: Pont de l’Archevêché, Pont au Double, Petit Pont, Pont Saint-Michel). Der Pont Neuf führt über die Westspitze der Insel und verbindet die Insel mit beiden Ufern. Er ist die älteste der heutigen Pariser Seinebrücken. Die jüngste ist die Passerelle Simone-de-Beauvoir, die seit 2006 ohne Strebepfeiler 194 Meter Spannweite überbrückt. Viele Brücken entstanden im 19. Jahrhundert und sind Eisenkonstruktionen. Abends werden die Brücken nach einem bestimmten, die Baustrukturen betonenden Konzept angeleuchtet. Zusammen mit den Uferbefestigungen bilden die Brücken ein städtebaulich prägendes Merkmal der Stadt. Außer den Seinebrücken gibt es noch ca. 300 andere Brückenbauwerke in der Stadt: über Kanäle und Straßen, über Gleise und in Parks.

#### Plätze und Straßen

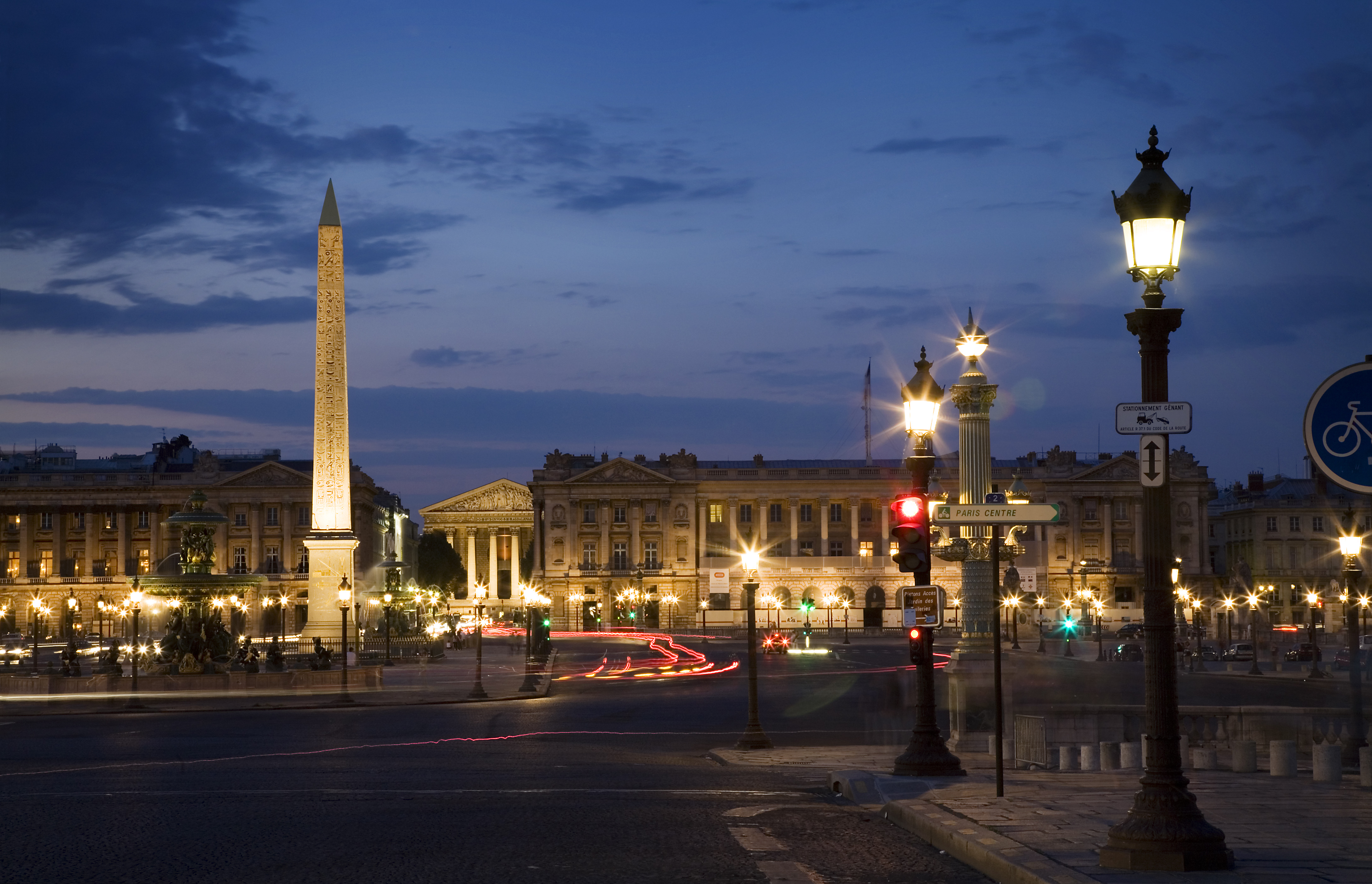
Der Obelisk von Luxor auf der Place de la Concorde

Erste urbanistisch relevante Maßnahmen ergriff in Paris Anfang des 17. Jahrhunderts Heinrich IV. mit der Anlage der ersten zwei von insgesamt fünf sogenannten „königlichen Plätzen“.
Die quadratische Place des Vosges (1605–1611), früher Place Royale im Le Marais (4. Arrdt.) bietet ein einzigartig geschlossenes Ensemble von Bauten aus Back- und Quaderstein im Stil des frühen 17. Jahrhunderts. Die Mitte des Platzes ziert das Reiterstandbild von Ludwig XIII.

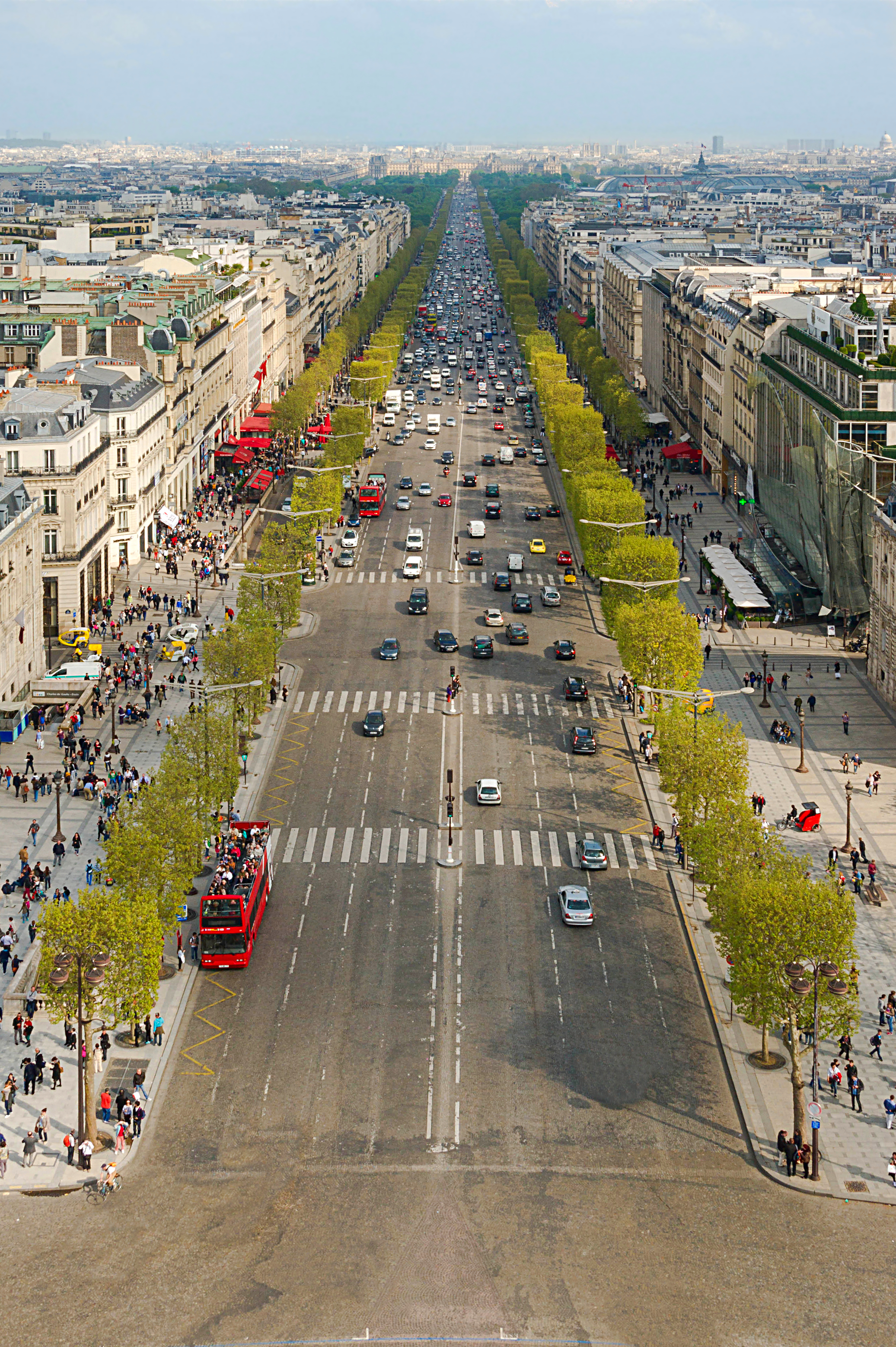
Blick über die Avenue des Champs-Élysées

Zur gleichen Zeit entstand in demselben Stil die dreieckige Place Dauphine (1607–1612) an der westlichen Spitze der Île de la Cité (1. Arrdt.), nach Plänen von Louis Métezeau und Jacques II. Androuet du Cerceau. Die Achse des später zu einem Drittel zerstörten Platzes lässt durch eine Öffnung im Westen den Blick auf die Brücke Pont Neuf und auf das Reiterstandbild von Heinrich IV. frei.
Die Place des Victoires (1675), mit rundem Grundriss, wurde auf Initiative des Höflings François d’Aubusson de La Feuillade nach Plänen von Jules Hardouin-Mansart zu Ehren des Sonnenkönigs Ludwigs XIV. entworfen, um seinem Standbild von Martin Desjardins einen würdigen Rahmen zu geben. Letzteres wurde in der Revolution zerschlagen und erst 1822 durch das heutige Reiterstandbild von Bosio ersetzt. Hier so wie auf den folgenden „Königlichen Plätzen“ ersetzt der schöne hellgelbe Quaderstein, der sich hervorragend für den Steinschnitt eignet, den bisher üblichen Backstein.
Auch die überaus harmonische und in ihrem ursprünglichen Zustand erhaltene Place Vendôme (1690–1720) wurde zu Ehren Ludwigs XIV. angelegt. Die Pläne lieferte abermals Jules Hardouin-Mansart. Das früher hier befindliche Reiterstandbild fiel, wie nahezu alle Abbilder der Mitglieder des französischen Königshauses, der Revolution zum Opfer, was Napoléon I. Gelegenheit gab, hier 1806 in Erinnerung an die Schlacht bei Austerlitz eine 44 Meter hohe Triumphsäule errichten zu lassen.

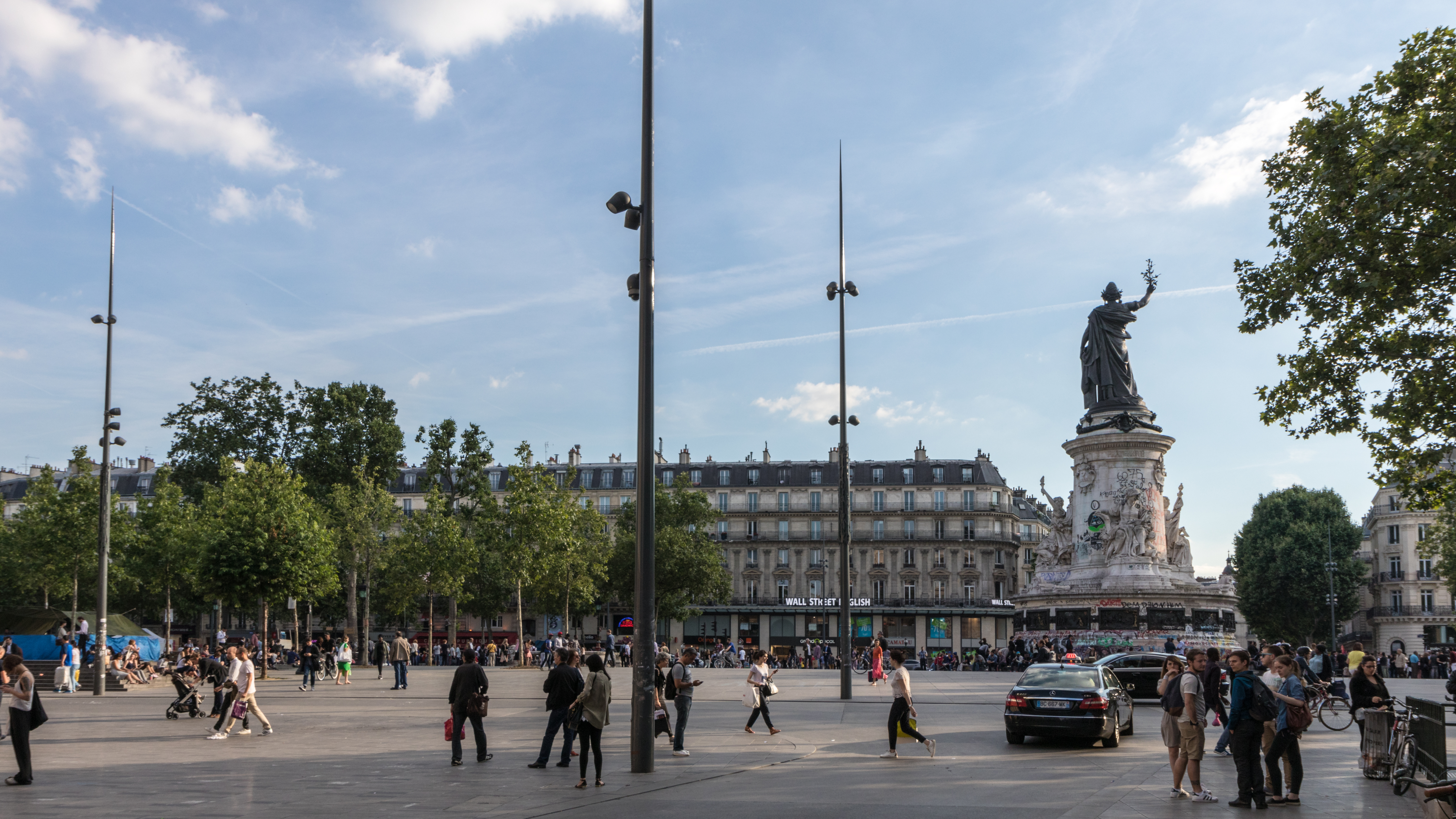
Die Place de la République

Die ab 1755 angelegte Place Louis XV (heutige Place de la Concorde) sollte der größte und letzte der „Königsplätze“ von Paris werden. Der Platz blieb unvollendet. Während der Revolution in Place de la Révolution umbenannt, empfing er – an Stelle der zerstörten Reiterstatue Ludwigs XV. – die Guillotine, unter der im Jahre 1793 Ludwig XVI. und die Königin Marie-Antoinette enthauptet wurden. Seit 1836 wird der Platz von dem 23 Meter hohen Obelisken von Luxor dominiert. Daneben befinden sich zwei aufwändig gestaltete Brunnen von Jakob Ignaz Hittorff.
An der Place de la Concorde beginnt die Prunk-, Pracht- und Paradestraße Avenue des Champs-Élysées, eine der großen und berühmten „Weltstraßen“. Die 1,5 Kilometer lange und 71 Meter breite Avenue bildet das Kernstück und Rückgrat der einzigartigen vom Osten zum Westen weisenden Axe historique, einer Sichtachse, die im Innenhof des Louvre beginnt, über den Tuileriengarten, die Place de la Concorde und den Triumphbogen bis zur Grande Arche und darüber hinaus reicht. Hier befinden wir uns schon jenseits der westlichen Ausfallstraße, in dem vier Kilometer außerhalb von Paris gelegenen Geschäftsviertel La Défense. Als unter Ludwig XIV. von dem Hofgärtner André Le Nôtre die ersten Bäume (Ulmen) der Champs-Élysées gepflanzt wurden (1670), führte sie noch durch freie Felder. Die beliebte Promenade der Pariser war damals die Straßenkette der aneinandergereihten Boulevards, die selten mit ihren verschiedenen Namen, sondern schlicht Les Grands Boulevards genannt werden.

#### Weltliche Bauwerke

##### Antike

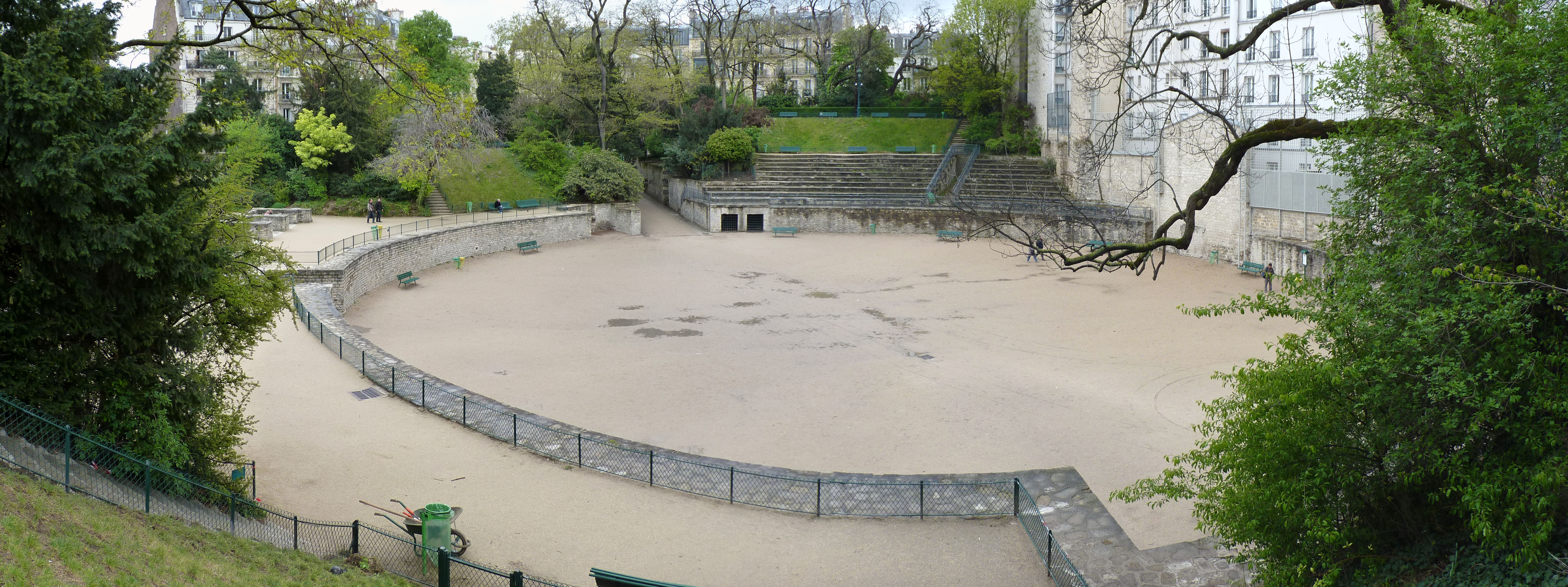
Die Arena von Lutetia

Die ältesten Bauwerke der Stadt stehen im Quartier Latin an den Hängen des Montagne Sainte-Geneviève, auf dem sich ab 52 v. Chr. die Römer in dominanter Lage ansiedelten.
Die stark restaurierten Überreste der im 1. Jahrhundert n. Chr. erbauten Arena von Lutetia und die Ruinen der sogenannten Thermen von Cluny (in das Musée national du Moyen Âge) aus der Zeit um 200 n. Chr. sind die einzigen sichtbaren Spuren aus der gallo-römischen Epoche.

##### Mittelalter

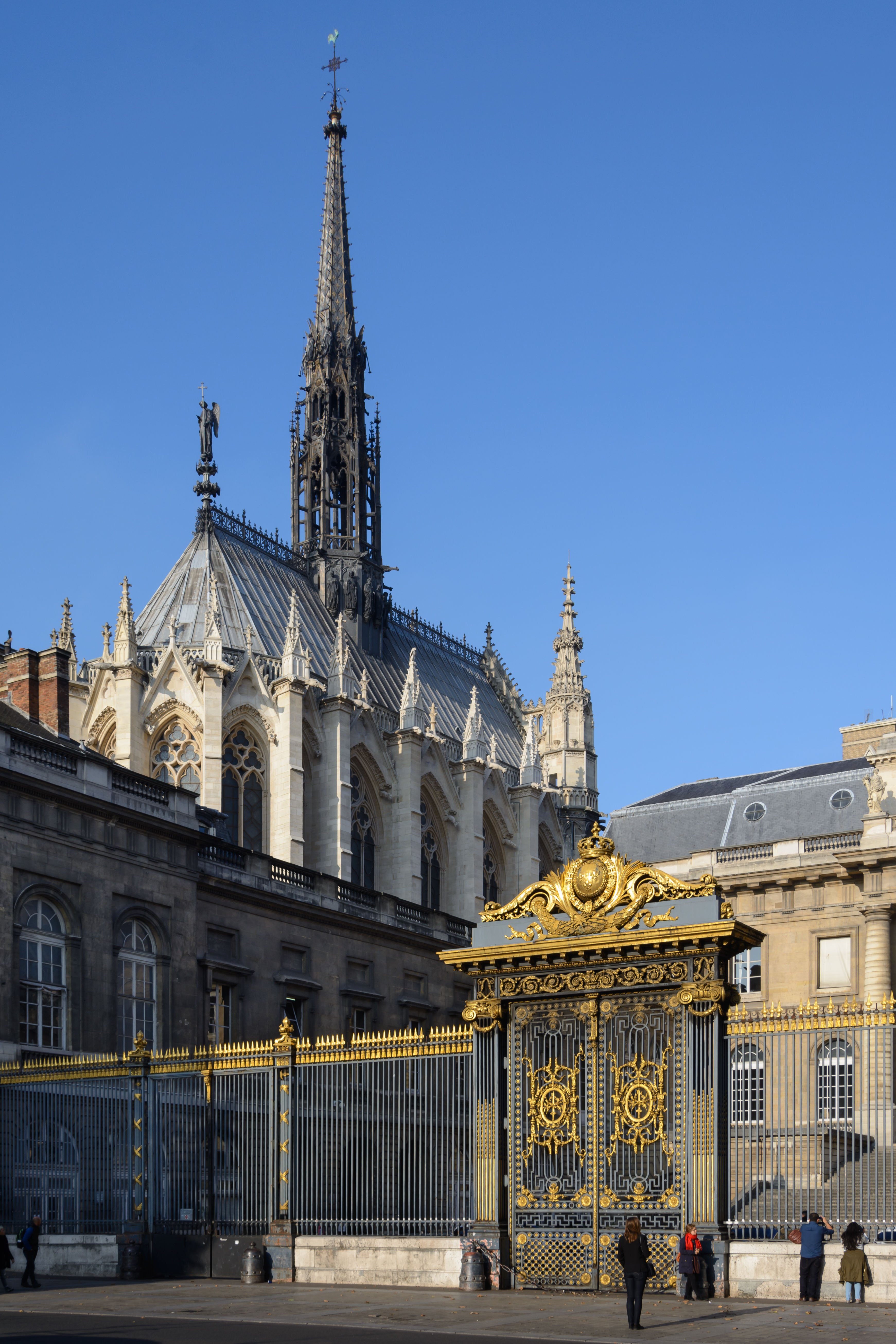
Die im 13. Jahrhundert erbaute gotische Sainte-Chapelle

Nach dem Untergang des Römischen Reiches entstanden zunächst vor allem Sakralbauten, während die in Paris weilenden fränkischen Teilkönige sich den ehemaligen Palast der römischen Statthalter auf der Île de la Cité zu eigen machten, der im Laufe der Jahrhunderte mehrmals vergrößert und umgebaut wurde und heute als Palais de la Cité bekannt ist.
Die ältesten erhaltenen Teile des Palais de la Cité sind die in der ersten Hälfte des 13. Jahrhunderts unter Ludwig IX. dem Heiligen von Pierre de Montreuil errichtete Palastkapelle Sainte-Chapelle und die unteren Partien des sogenannten Bonbec-Turmes an der Nordfassade. Die danebenliegenden beiden Tortürme Tour d’Argent (Silberturm) und Tour de César (auch Tour de Montgomery genannte) sowie der nach seiner Uhr Tour de l’Horloge genannte, im 19. Jahrhundert stark veränderte Eckturm entstanden etwas später unter Philippe IV. dem Schönen. Hinter der massiven Doppelturmanlage verbirgt sich die nach dem früheren Palastverwalter (Concierge) benannte Conciergerie, die bereits um 1400 als Gefängnis genutzt wurde und während der Revolution als „Wartesaal für die Guillotine“ diente.
Bereits bald nach 1358 war der Palais de la Cité als Königsresidenz aufgegeben worden, und zwar zu Gunsten des heute verschwundenen Hôtel Saint-Pol, der im Osten von Paris entstandenen Burg von Vincennes und der schon 1190 unter Philippe-Auguste entstandenen Wehranlage des früheren Louvre, deren mächtiger runder Bergfried seinerzeit das rechte Ufer beherrschte.
Das Stadtschloss Louvre, wie wir es heute kennen, ist das Ergebnis von zahlreichen Baukampagnen unter vielen Königen und umfasst Teile aus dem Mittelalter, der Renaissance, der Barockzeit, dem Zweiten Kaiserreich sowie das bedeutende, seit 1981 auf Wunsch des Staatspräsidenten François Mitterrand von dem Architekten Ieoh Ming Pei geschaffene „unterirdische Reich“ des Louvre, das in erster Linie der Schaffung fehlender Infrastrukturen für das hier angesiedelte Museum dient.

##### Frühe Neuzeit
Aus der zweiten Hälfte des 15. Jahrhunderts und dem 16. Jahrhundert stammen mehrere interessante, hierzulande hôtels particuliers genannte Stadtpaläste des Marais-Viertels, wie beispielsweise das Hôtel de Sens, das zwischen 1475 und 1507 im Auftrag von Tristan von Salazar, Erzbischof von Sens, entstand, das ab 1548 für den Gerichtspräsidenten Jacques de Ligneris errichtete Hôtel Carnavalet, das um 1585 für Diane de France entworfene und jetzt Louis Métezeau zugeschriebene Hôtel d’Angoulême (heutige Bibliothèque historique de la ville de Paris) sowie der Hôtel de Sully genannte Stadtpalast des Finanzinspektors Mesme Gallet, den Roland de Neufbourg 1630 nach den Plänen von Jean I. Androuet du Cerceau vollendete. Er ist heute Sitz des Denkmalpflegevereins (Centre des monuments nationaux).

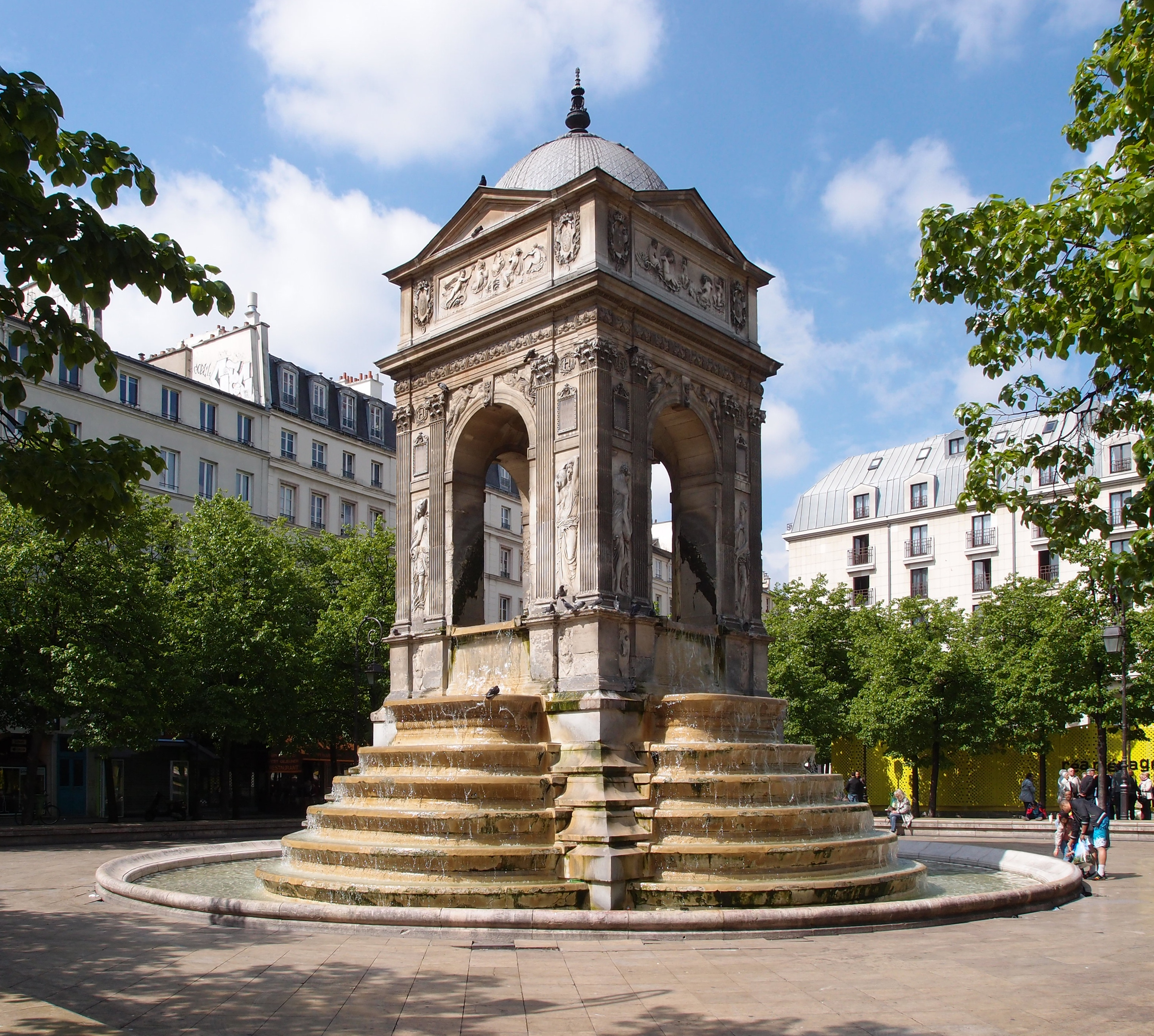
Die Fontaine des Innocents

Auf dem linken Ufer ließ unterdessen Jacques d’Amboise, Abt von Cluny zwischen 1485 und 1510, neben den Ruinen der römischen Thermen das Hôtel de Cluny vollkommen neu erbauen, das den Äbten von Cluny seit 1330 als Stadtresidenz diente. Das dort untergebrachte Musée national du Moyen Âge (Museum des Mittelalters) besitzt den einzigartigen Millefleurs Wandbehang mit Szenen zum Thema der La Dame à la licorne („Die Dame mit dem Einhorn“). Mit dem Brunnen Fontaine des Innocents schufen Pierre Lescot und Jean Goujon 1547 bis 1549 ein Werk, das heute zu den wichtigsten verbleibenden Zeugnissen der frühen Renaissance in Paris gezählt wird. Allerdings wurde die Anordnung der drei originalen Brunnenseiten, die ursprünglich eine Tribüne bildeten, in der zweiten Hälfte des 19. Jahrhunderts vollkommen verändert und eine vierte Seite von Pajou und Houdon hinzugefügt.
Das ursprüngliche Pariser Hôtel de Ville (Rathaus) war zwischen 1551 und 1628 auf Anregung von König Franz I. nach Plänen des italienischen Architekten Domenico da Cortona, genannt Il Boccador(o), im Stil der Renaissanceschlösser des Loiretals entstanden. Es brannte 1871 während des Aufstandes der Kommune ab. Das heutige Rathaus ist eine Kopie des Vorgängerbaus. Das Gebäude im Stil des Klassizismus mit 146 Statuen auf der Fassade wurde in den Jahren 1874 bis 1882 nach Plänen der Architekten Théodore Ballu (1817–1885) und Édouard Deperthes (1833–1898) errichtet. Es befindet sich im 4. Arrondissement an der ehemaligen Place de Grève, der heutigen Place de l’Hôtel-de-Ville.

##### 17. Jahrhundert

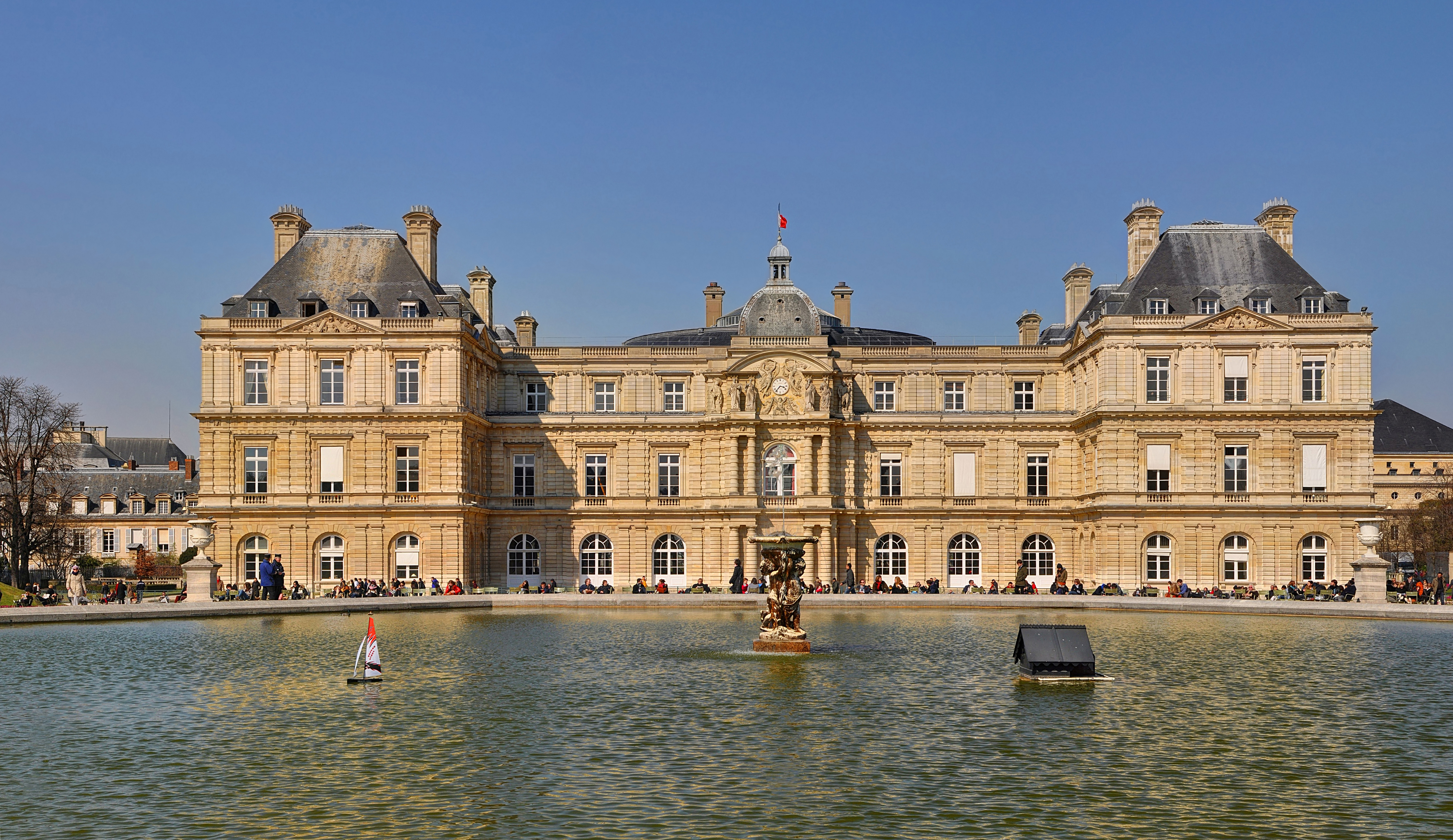
Die Gartenfassade des Palais du Luxembourg

Dem Palais du Luxembourg, im Jahre 1615 von Maria von Medici als Landschloss weit außerhalb der damaligen Stadtgrenzen bei dem Architekten Salomon de Brosse in Auftrag gegeben, liegen wenigstens teilweise Pläne des Palazzo Pitti in Florenz zugrunde, in dem die Königinmutter und Regentin ihre Kindheit verlebt hatte. Die Gartenseite erfuhr im 19. Jahrhundert erhebliche Veränderungen. Hier tagt seit 1852 der französische Senat, der den zu dem Palais gehörenden, früher königlichen, heute staatlichen Schlosspark Jardin du Luxembourg der Öffentlichkeit zur Verfügung stellt.
Der Palais Royal, nördlich vom Louvre, wurde in den Jahren 1627 bis 1629 von Jacques Lemercier für den ersten Minister Ludwigs XIII., Kardinal Richelieu, gebaut, kam nach dessen Tod an die Krone und nahm seinen heutigen Namen an. Dort wuchs Ludwig XIV. auf. Heute beherbergt der Palais den Staatsrat (Conseil d’État), den Verfassungsrat (Conseil constitutionnel), das Kultusministerium, aber auch die Comédie-Française. An den Hof, in dem Daniel Buren ein interessantes begehbares Kunstwerk schuf, schließt sich ein schöner Garten an.
Weitere wichtige Bauten des 17. Jahrhunderts sind die Barockkirche des Val-de-Grâce-Klosters, das Collège des Quatre-Nations, heute Sitz des Institut de France, das Hôtel des Invalides und das Observatoire.

##### 18. Jahrhundert

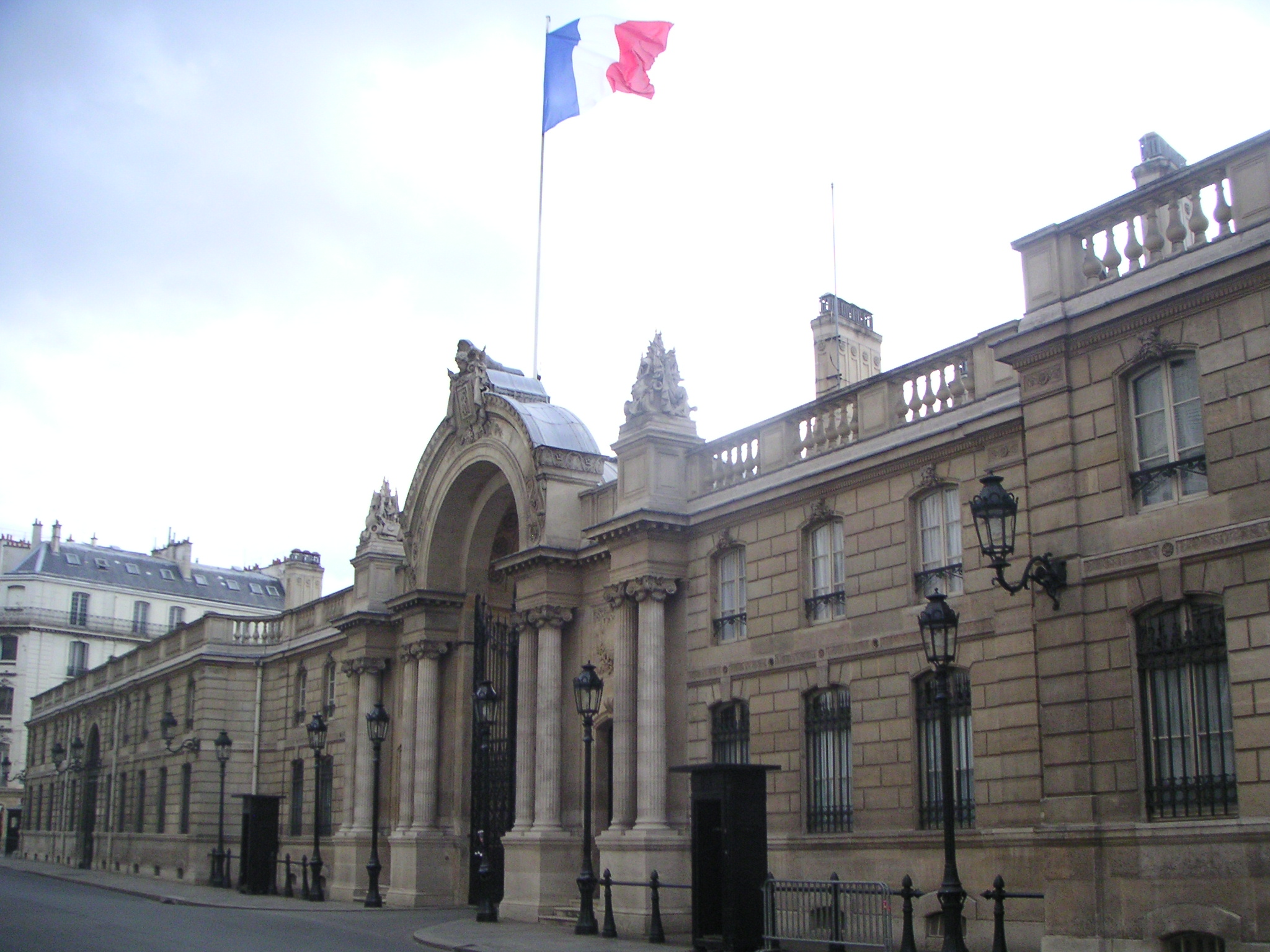
Der Élysée-Palast

Der Élysée-Palast ursprünglich nach seinem Auftraggeber Hôtel d’Évreux und später nach der nahegelegenen Avenue des Champs-Élysées benannt, ist der Amtssitz des französischen Staatspräsidenten. Erbaut wurde er in den Jahren von 1718 bis 1722 nach den Plänen des Architekten Armand-Claude Mollet, der das umliegende Grundstück kurz zuvor an den Grafen von Évreux, Henri-Louis de la Tour d’Auvergne, verkauft hatte und von diesem nun mit dem Bau einer Residenz beauftragt wurde. Nach dem Tod des Grafen im Jahre 1753 erwarb Jeanne-Antoinette Poisson, besser bekannt als Marquise de Pompadour, den Palast und ließ ihn durch ihren Architekten im Inneren stilvoll herrichten. Der Garten wurde auf ihre Vorstellungen hin vergrößert und um Säulengänge und Lauben sowie ein Labyrinth erweitert. Der Palast liegt nördlich der Seine in einer der weltweit wichtigsten Einkaufsstraßen Rue du Faubourg Saint-Honoré, nur einige Schritte von den Champs-Élysées und wenige Gehminuten von dem Concordenplatz entfernt.
Der Palais Bourbon entstand ebenfalls im 18. Jahrhundert, wurde aber später mit einer klassizistischen Fassade versehen. Er liegt am südlichen Ufer der Seine und gab dem 7. Arrondissement seinem Namen. In ihm tagt die Französische Nationalversammlung. Die Kirche Sainte Marie Madeleine liegt dem Palast auf dem nördlichen Ufer in einer Sichtachse gegenüber.

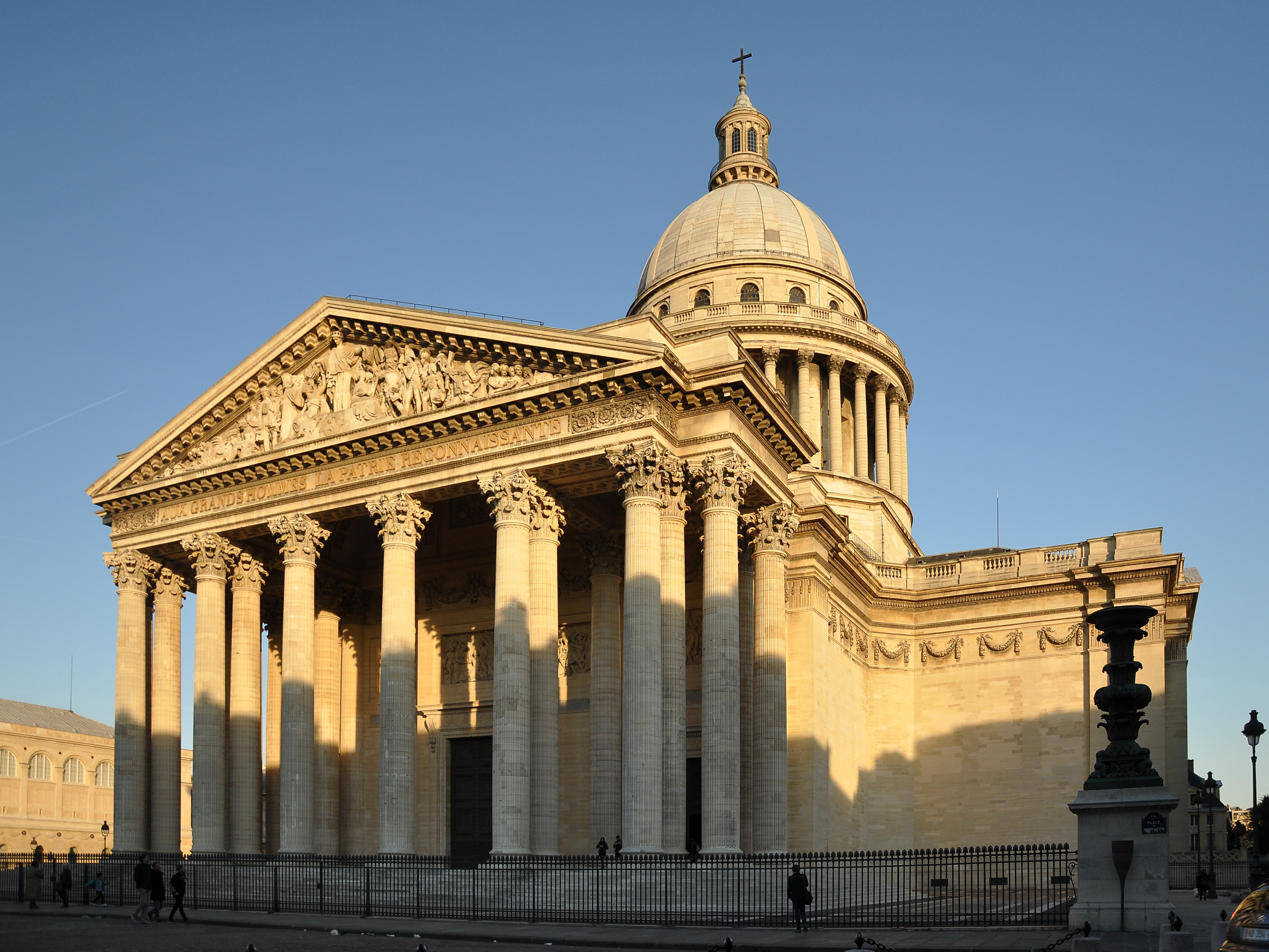
Das Panthéon

Unter Ludwig XV. entstanden die grandiosen Bauten von Ange-Jacques Gabriel, welche die Nordseite der Place de la Concorde bilden; die La Monnaie oder Hôtel des Monnaies genannte Münzprägewerkstatt, zwischen 1771 und 1777 von Jacques Denis Antoine geschaffen, und die École militaire (Militärschule), ebenfalls ein Werk von Ange-Jacques Gabriel. Der weitaus imposanteste, von weit her sichtbare Bau aus dieser Zeit ist jedoch das Panthéon, ein Kuppelbau, der sowohl in die sakralen als auch in die profanen Bauten der Stadt eingereiht werden kann, da er mehrmals seine Bestimmung gewechselt hat.
Das Panthéon wurde zwischen 1764 und 1790 von Jacques-Germain Soufflot und seinen Schülern als Klosterkirche für die damals hier befindliche Benediktinerabtei errichtet, deren Refektorium sowie ein Turm in dem nahegelegenen Lycée Henri IV erhalten sind, einer der ältesten und bekanntesten Schulen Frankreichs. Nach der Französischen Revolution 1789 wurde die Kirche zur nationalen Ruhmeshalle erklärt. Nach mehreren Umwidmungen im 19. Jahrhundert ist sie seit 1885 erneut Ruhmeshalle Frankreichs. Entsprechend illuster ist die Liste der hier beigesetzten Personen: Voltaire, Victor Hugo, Émile Zola, Jean-Jacques Rousseau, Pierre und Marie Curie. 1849 gelang dem Physiker Léon Foucault mit dem nach ihm benannten Pendel hier der empirische Nachweis der Erdrotation. Das Pendel befindet sich heute in der Kapelle der ehemaligen Abtei St-Martin-des-Champs, die Teil des Musée des arts et métiers geworden ist.

##### 19. Jahrhundert

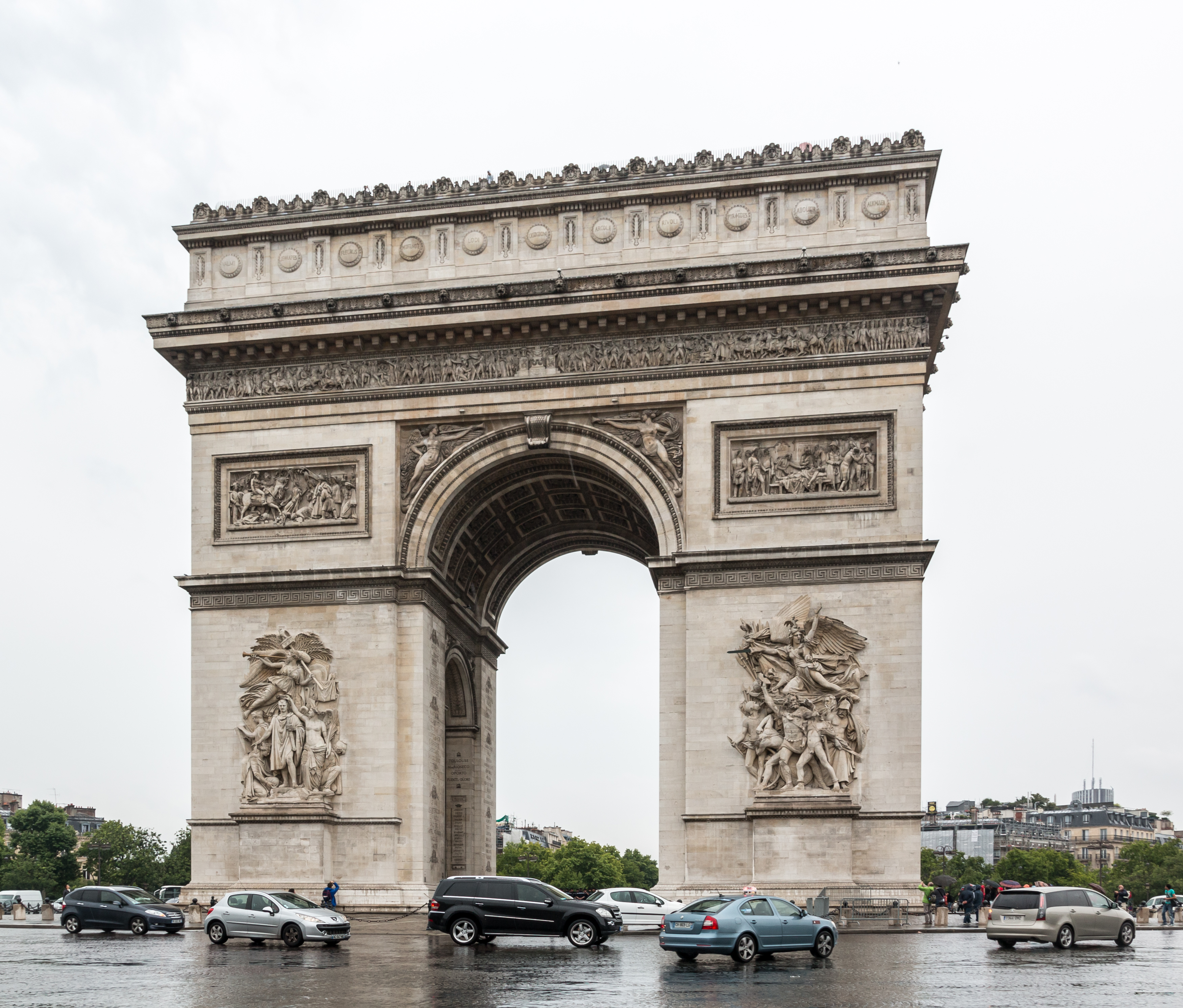
Der Arc de Triomphe

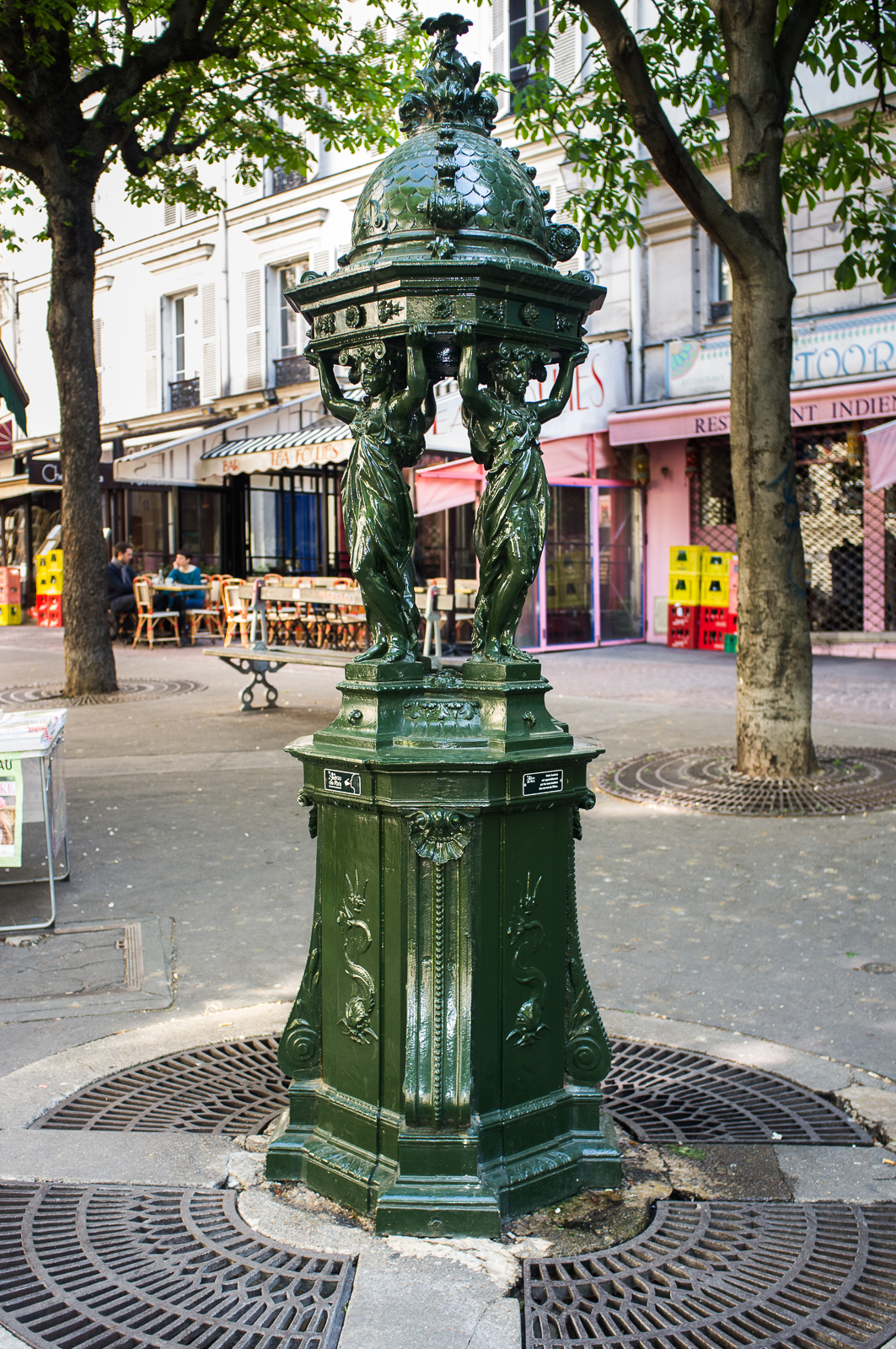
Ein Wallace-Brunnen im 9. Arrondissement

Das schönste, wenngleich nicht das repräsentativste Bauwerk des 1. Kaiserreiches schufen zwischen 1806 und 1808 Charles Percier und Fontaine mit dem in der sogenannten Cour Napoléon des Louvre errichteten Arc de Triomphe du Carrousel.
Noch während des Baus des Arc de Triomphe du Carrousel gab Napoléon I. 1806 den großen Triumphbogen an der Place de l’Étoile in Auftrag, der erst 1836 unter Louis-Philippe vollendet wurde. Als Inspiration diente der allerdings deutlich kleinere Titusbogen in Rom. Der Triumphbogen steht im Zentrum des Platzes, der seit 1970 Place Charles de Gaulle – Étoile heißt, am westlichen Ende der Avenue des Champs-Élysées und ist Teil der Axe historique (historische Achse), einer Reihe von Monumenten und großen Straßen, die weiter westlich in das Défense-Viertel weisen.
Im gleichen Jahr wurde der Bau eines Ruhmestempels zu Ehren der napoleonischen Grande Armée geplant. Dieses erst 1842 fertiggestellte Gebäude kennen wir heute als Madeleine-Kirche. Ebenfalls im 1. Kaiserreich wurde der Auftrag für die Errichtung der Börse vergeben. 1808 von Alexandre-Théodore Brongniart begonnen, wurde sie nach dessen Tod 1827 von Éloi Labarre vollendet.
Ab der Mitte des 19. Jahrhunderts verwandelte die bis dahin größtenteils noch vom Mittelalter geprägte Stadt sich in eine prestigevolle, beispielhafte und moderne Metropole, welche die Bewunderung von Tausenden von ausländischen Weltausstellungsbesuchern hervorrief. Der umwälzenden Stadtsanierung, die nach dem Willen Napoleons III. von dem ihm treu ergebenen Baron Haussmann durchgeführt wurde, verdankt Paris seine breiten Straßen, mehrere Brücken, zahlreiche Plätze und Parks sowie die Anlage der beiden Stadtwälder und nicht zuletzt die Säumung der neuen Straßen mit den für Paris so typischen Häusern im sogenannten „Haussmann-Stil“. Durch Charles Marville sind Fotografien aus der damaligen Umbruchszeit erhalten geblieben, die die alten Straßenzüge und Gebäude kurz vor der Neugestaltung dokumentieren. Krönung dieser schaffensfrohen Epoche wurde das als Palais Garnier bezeichnete Opernhaus der Pariser Oper, das 1875 von Charles Garnier fertiggestellt wurde.
Für den Neubau des Universitätsgebäudes der Sorbonne wurde 1885 die größte Pariser Baustelle des 19. Jahrhunderts eröffnet, wenn man von der Konstruktion des Eiffelturmes, dem Werk eines Ingenieurs, absieht. Erst 1901 wurden die Arbeiten abgeschlossen. Die Sorbonne, eine der ältesten Universitäten nördlich der Alpen, war schon im 13. Jahrhundert im Quartier Latin gegründet worden. Hier studierten und lehrten einige der bedeutendsten Philosophen des Mittelalters.

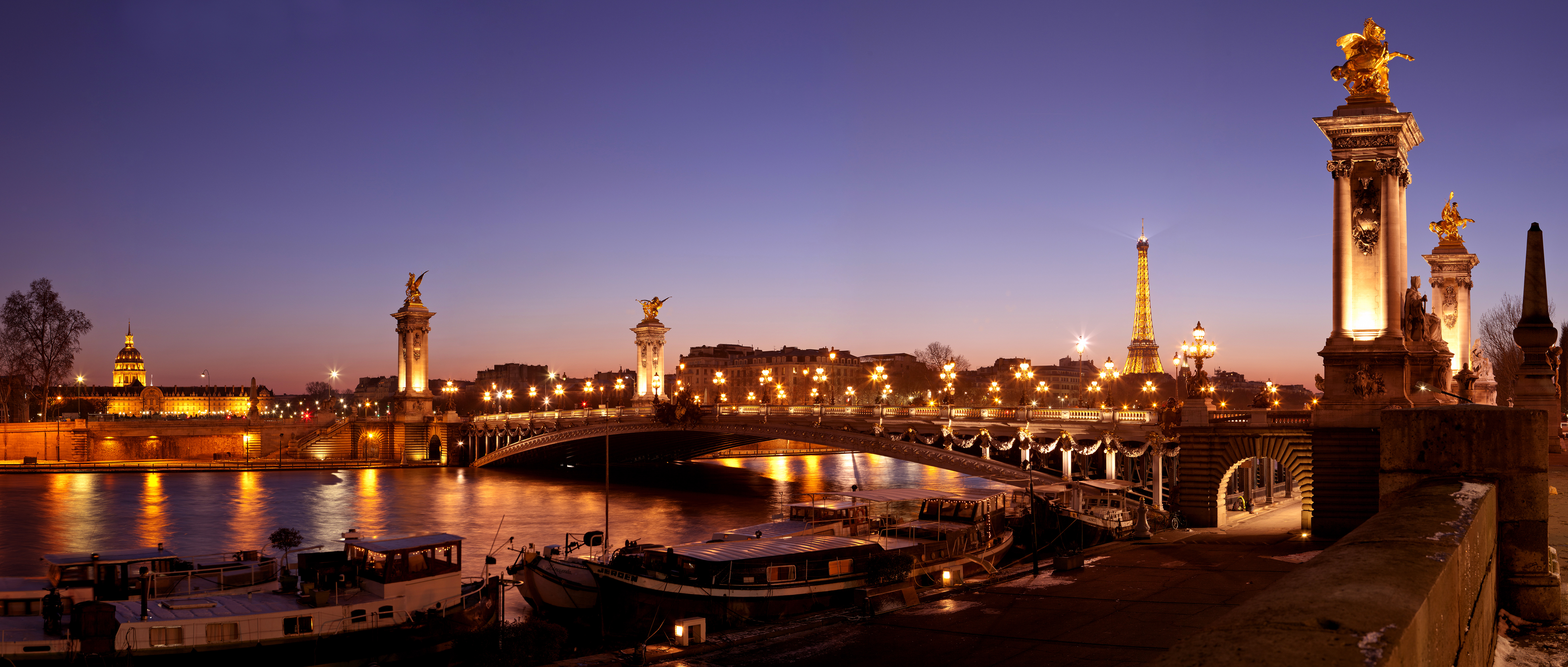
Die Brücke Pont Alexandre III mit dem Eiffelturm rechts

Das Wahrzeichen der Stadt ist der 300,51 Meter hohe Eiffelturm (Tour Eiffel, 324,8 Meter mit Antenne), eine Konstruktion aus dem Jahre 1889, die für die Weltausstellung nur temporär errichtet werden sollte. Der Stahlfachwerkturm ist nach seinem Erbauer Alexandre Gustave Eiffel benannt. Er ist eine der größten Touristenattraktionen mit mehr als sechs Millionen Besuchern jährlich. Im Jahr 2002 wurde der 200-millionste Besucher gezählt.
Über das ganze Stadtgebiet von Paris verteilt, hauptsächlich an den meistbenutzten Fußgängerwegen, befinden sich die Wallace-Brunnen. Die öffentlichen Trinkwasserspender in Form kleiner gusseiserner Skulpturen sind nach dem Engländer Richard Wallace benannt, der ihre Errichtung finanzierte. Ihrer herausragenden Ästhetik wegen gelten sie weltweit als ein Wahrzeichen der Stadt.

##### 20. Jahrhundert
Nicht unumstritten war der Bau der Tour Montparnasse im Süden der Stadt. Der 210 m hohe Büroturm ist das höchste Gebäude in Paris und wurde nach vierjähriger Bauzeit 1973 eröffnet.
In der zweiten Hälfte des 20. Jahrhunderts entwickelte Paris unter anderem dank der sogenannten grands projets (Große Projekte) der französischen Staatspräsidenten eine rege Bautätigkeit.

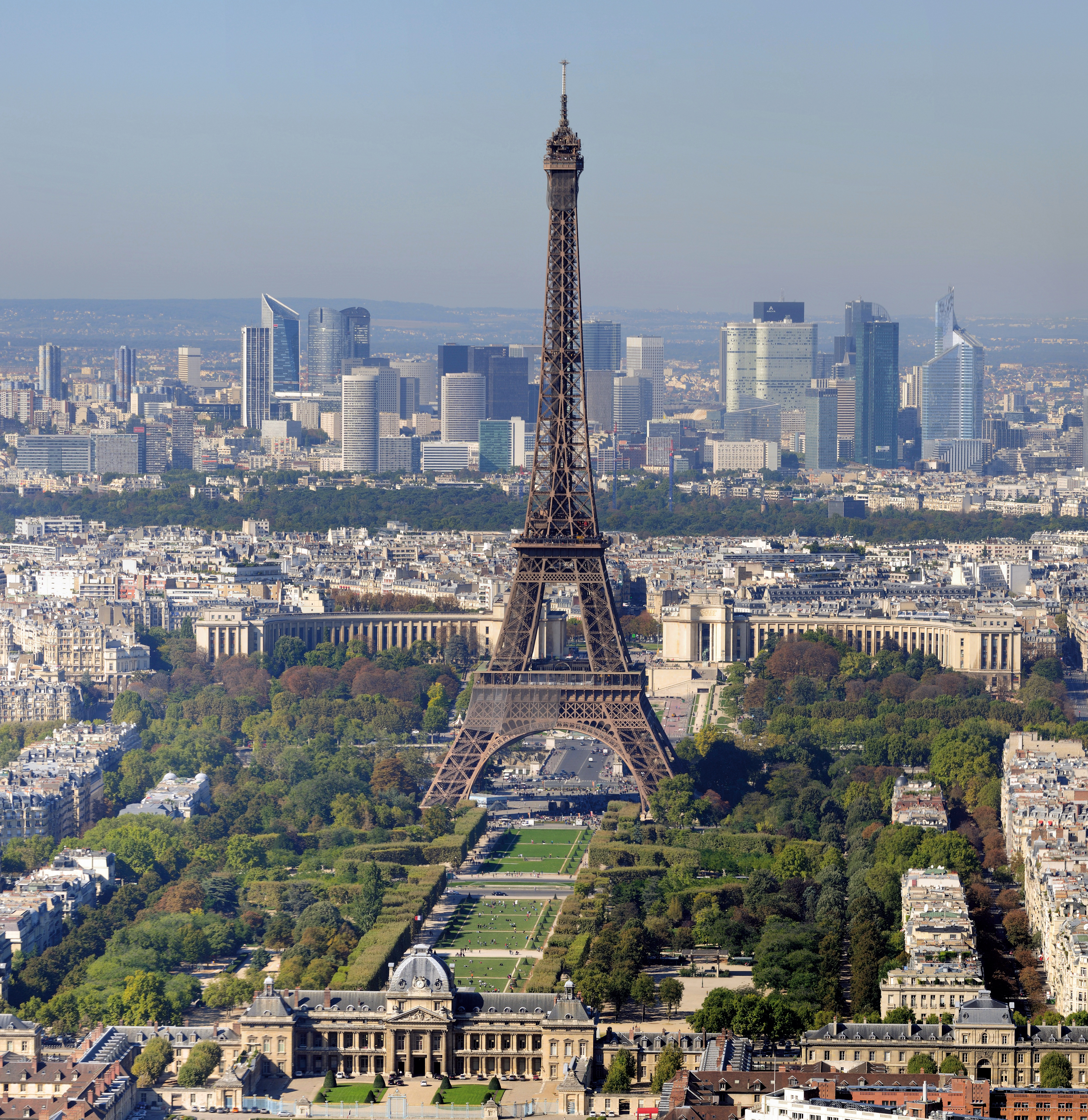
Der Eiffelturm hinter dem Marsfeld, mit dem Geschäftsviertel La Défense im Hintergrund

Georges Pompidou (Staatspräsident von 1969 bis 1974) war 1970 Initiator des neuen Kunst- und Kulturzentrums Centre Georges-Pompidou. Als Preisträger eines internationalen Wettbewerbes wurden Renzo Piano und Richard Rogers mit der Errichtung der spektakulären Metallkonstruktion beauftragt, die zwischen 1972 und 1977 entstand.
Der konservativere Valéry Giscard d’Estaing (Staatspräsident von 1974 bis 1981) begnügte sich mit der Rehabilitation bereits bestehender Bauten, wie dem Umbau des stillgelegten Orsay-Bahnhofes zu einem Museum und der Einrichtung der Cité des sciences et de l’industrie in der Rohbauruine der Schlachthöfe in La Villette.
Allerdings veranlasste Giscard d’Estaing 1980 auch die Gründung des Institut du monde arabe (Institut der arabischen Welt), ebenfalls ein Kunst- und Kulturzentrum mit angeschlossenem Museum, Bibliothek und Theater. Der Bau wurde jedoch erst zwischen 1983 und 1987 unter seinem Nachfolger François Mitterrand von der französischen Architektengruppe Jean Nouvel, Pierre Soria und Architecture Studio verwirklicht.
François Mitterrand (Staatspräsident von 1981 bis 1995) kündigte seinerseits schon in seiner ersten Pressekonferenz nach seinem Amtsantritt den Umbau des Louvre zu einem „würdigen Museum Frankreichs“ an. Der Auftrag zu diesem Großprojekt ging ohne Ausschreibung an den renommierten amerikanischen Architekten chinesischer Herkunft Ieoh Ming Pei.
Die Notwendigkeit, ein neues Finanzministerium zu bauen, ergab sich unter anderem aus der Tatsache, dass die Kabinette der beiden Minister aufgrund des geplanten Umbaus des Louvre aus dem dortigen Nordflügel weichen mussten. Das neue Ministère des Finances (1984–1989), ein Gemeinschaftswerk von Paul Chemetov und Borja Huidobro, entstand auf einem Gelände im Osten der Stadt, wo zur gleichen Zeit der neue Parc de Bercy angelegt wurde und die Stadt Paris von Pierre Parat und Michel Andrault die Mehrzweck-Sporthalle Palais Omnisports de Paris-Bercy errichten ließ.
Persönliches Prestigeobjekt Mitterrands während seiner ersten Amtszeit wurde die neue Opéra Bastille (1983–1989) am gleichnamigen Platz, auf dem am 14. Juli 1789 mit dem Sturm auf die Bastille die Französische Revolution ausgebrochen war und Mitterrand 1981 seinen Wahlsieg gefeiert hatte. Symbolträchtig war auch die Wahl des Einweihungstages dieser nach Plänen des Architekten Carlos Ott in einer eigenwilligen Form aus Glas und Aluminium entstandenen neuen Oper: die erste Aufführung fand am 13. Juli 1989, dem Vorabend des 200. Jahrestags des Sturms auf die Bastille, statt.
Die Grande Arche von Johan Otto von Spreckelsen, ein torförmig durchbrochener Kubus von gewaltigen Ausmaßen, steht im Défense-Viertel außerhalb von Paris. Er wurde 1989 eingeweiht.
Bereits einige Monate zuvor hatte Mitterrand ein weiteres Projekt ins Leben gerufen, um die alte Nationalbibliothek zu entlasten. Die neue Bibliothèque nationale de France (Nationalbibliothek, 1990–1996) wurde vom Architekten Dominique Perrault entworfen. Die vier Ecken des Gebäudes weisen je einen 79 Meter hohen Turm mit einer durchgehenden Glasfront auf. Die Türme sind L-förmig und symbolisieren ein aufgeschlagenes Buch. Jacques Chirac führte die Tradition der „Bauten der Präsidenten“ fort. Am 20. Juni 2006 weihte er das neue Musée du quai Branly von Jean Nouvel ein. Daneben entstanden in der letzten Hälfte des 20. Jahrhunderts zahlreiche sehenswerte kleinere Bauten, wie beispielsweise die Fondation Cartier (1994, Jean Nouvel) und das American Center (1994, Frank Gehry), jetzt Kinomuseum.
Paris ist auch bekannt für seine vornehmen und eleganten Hotels, die unter anderem an der Rue de Rivoli gegenüber dem Tuilerien-Garten, in der rue Castiglione und an der Place Vendôme angesiedelt sind. Hier findet man das Hôtel Le Meurice, das „Westin“ (früher „Intercontinental“ mit seinem repräsentativen Patio), das Hôtel „Lotti“ und das berühmte „Ritz“.

Panoramabild von Paris vom Panthéon aus gesehen

Panoramabild von Paris vom Montmartre aus gesehen

##### 21. Jahrhundert
2006 eröffnete das Musée du quai Branly. 2014 wurden das Museum Fondation Louis Vuitton im Bois de Boulogne und das geschichtsträchtige Grandhotel Hotel The Peninsula Paris nahe dem Triumphbogen eröffnet. 2015 wurde das Hexagone Balard, ein Gebäudeensemble, in dem das französische Verteidigungsministerium seinen neuen Sitz hat, eröffnet. Es bietet 9300 Arbeitsplätze. Ebenfalls 2015 eröffnete die neue Pariser Philharmonie im Parc de la Villette. Der Neubau des Forum des Halles eröffnete im Jahr 2016. 2017 eröffnete der Neue Justizpalast im Nordwesten der Stadt. Der Wolkenkratzer mit 160 Meter Höhe stellt eine bedeutende neue Landmarke dar. Im Jahr 2021 wurden die 180 m und 122 m hohen Tours Duo im 13. Bezirk im Südwesten der Stadt nach vier Jahren Bauzeit eröffnet. Laufende Großprojekte sind der Umbau und die Aufstockung der Tour Montparnasse, die Erweiterung der Gare du Nord, die Erweiterung und Renovierung des Louvre und die Errichtung der 180 m hohen Tour Triangle im 15. Bezirk (Baubeginn: 2021; geplante Fertigstellung: 2026).

#### Kirchen

##### Mittelalter

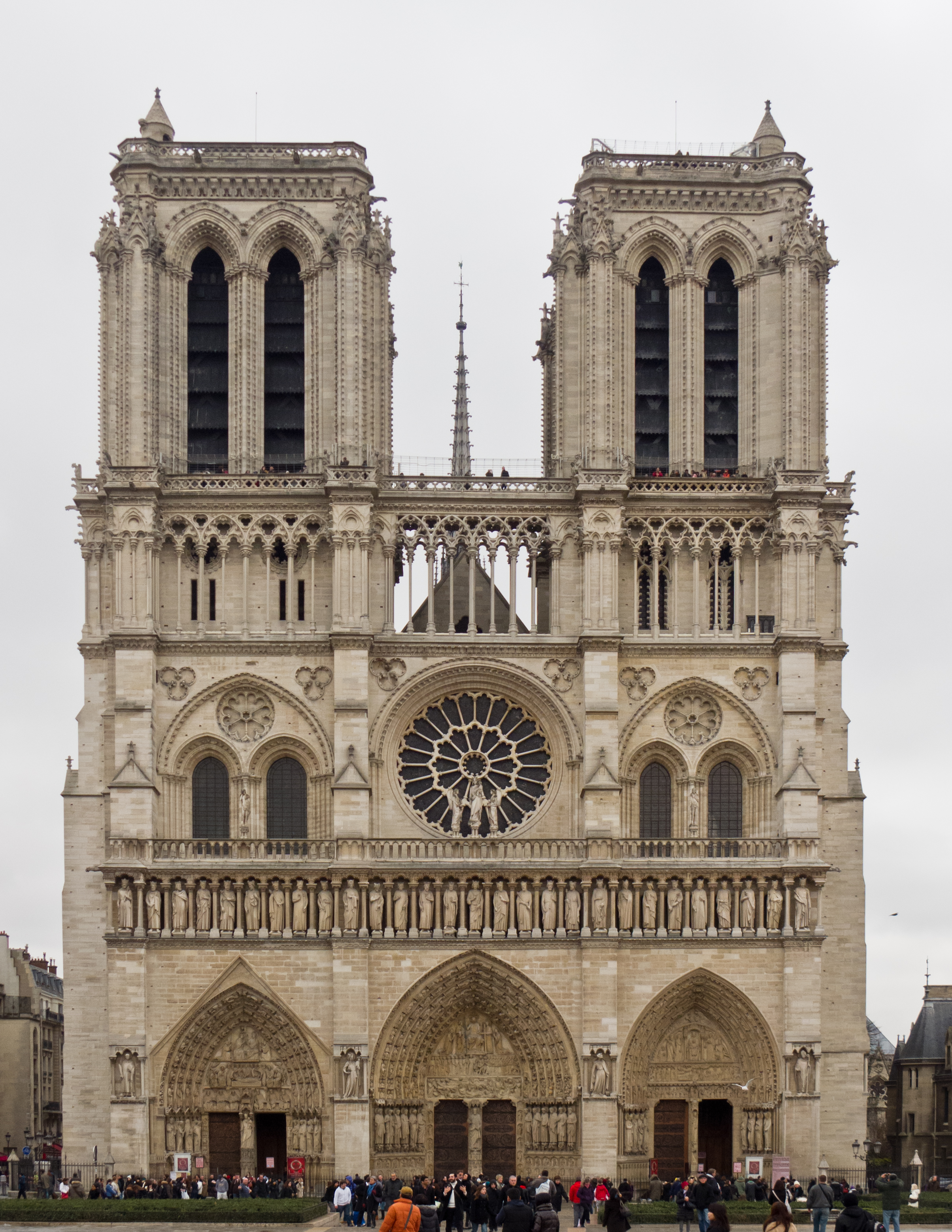
Notre Dame de Paris

Die frühere Abteikirche Saint-Germain-des-Prés am Boulevard Saint-Germain (6. Arrdt.) erinnert daran, dass der fränkische König Childebert I. aus dem Geschlecht der Merowinger, ein Sohn von Chlodwig I., hier im Jahr 557 eine später sehr bedeutende Abtei gründete. Der Portalturm der heutigen Kirche und die unteren Bereiche der Kirchenschiffe stammen aus dem 11. Jahrhundert, den Chor weihte im Jahr 1163 Papst Alexander II. Das Bauwerk erfuhr bis zum 17. Jahrhundert verschiedene Änderungen. Die Wandmalereien im Kirchenschiff schuf im 19. Jahrhundert Hippolyte Flandrin.
Die Kathedrale Notre Dame de Paris auf der Île de la Cité (4. Arrdt.) ist eine der frühesten gotischen Kathedralen Frankreichs. Sie ist Maria, der Mutter Jesu, geweiht (notre dame = Unsere Liebe Frau). Der Bau wurde im Jahr 1163 unter Bischof Maurice de Sully begonnen und erst 1345 fertiggestellt. Die Ausmaße des Kirchenschiffes betragen 130 mal 48 Meter bei einer Höhe von 35 Metern. Es bietet, Empore eingeschlossen, Raum für 9000 Personen. Die beiden Türme sind 69 Meter hoch, der Dachreiter erreicht 90 Meter.

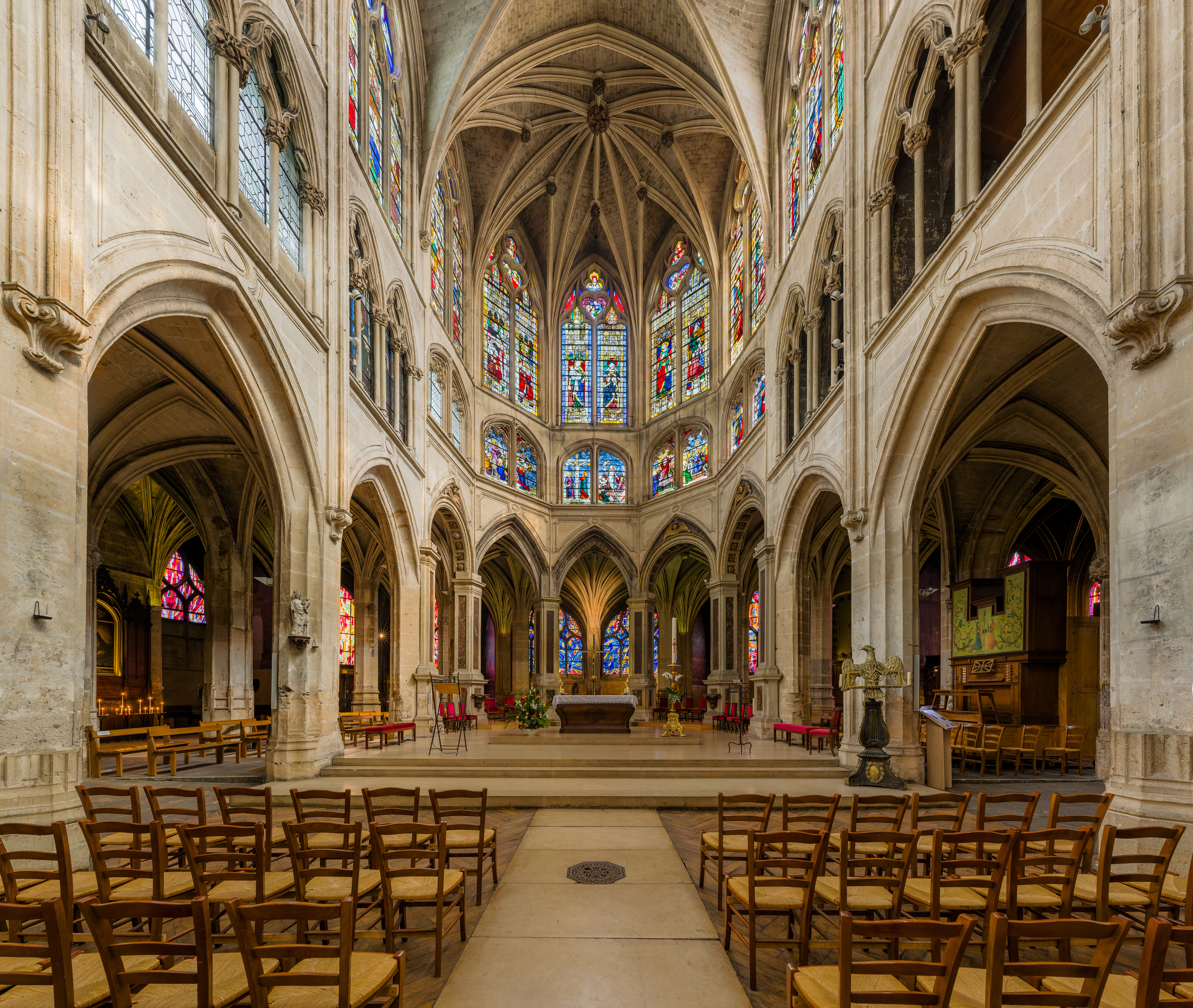
Innenansicht der Pfarrkirche Saint-Séverin

Die Pfarrkirche Saint-Germain-l’Auxerrois, die dem Ostportal des Louvre (1. Arrdt.) gegenüberliegt, stammt in ihren Grundzügen noch aus der Zeit der Romanik. Sie besitzt allerdings sowohl ein gotisches Strebwerk als auch ein hochgotisches Portal. Die Anbauten an dieser Kirche stammen aus dem Barock. Diese Kirche ist dem heiligen Germanus von Auxerre geweiht (Saint Germain l’Auxerrois).
Die Pfarrkirche Saint-Sulpice südlich vom Boulevard Saint-Germain (6. Arrdt.) ist dem heiligen Sulpicius II. von Bourges geweiht. Sie ersetzte einen romanischen Vorgängerbau aus dem Anfang des 13. Jahrhunderts. Die Arbeiten an der heute existierenden Kirche begannen im Jahre 1649, wurden aufgrund politischer und finanzieller Schwierigkeiten aber erst im 18. Jahrhundert abgeschlossen. Die klassizistische Fassade entwarf Giovanni Servandoni im Jahr 1732. Die Kirche ist berühmt für ihre Cavaillé-Coll-Orgel, eine der größten Orgeln Frankreichs.
Die Palastkapelle Sainte-Chapelle im Palais de la Cité (1. Arrdt.) unweit der Kathedrale ließ Ludwig der Heilige in den 1240er-Jahren erbauen, um sehr kostbare Reliquien aufzunehmen: die Dornenkrone Christi und Teile des „Wahren Kreuzes“. Diese für den gotischen style rayonnant des 13. Jahrhunderts beispielhafte Kapelle gehört zu den schönsten Baudenkmälern der Gotik. Der größte Teil ihrer Wände wird von kostbaren Buntglasfenstern eingenommen, wodurch der hohe Raum von unirdisch wirkendem Licht durchflutet wird.

##### Neuzeit
Mit dem Bau der Pfarrkirche Saint-Eustache wurde im 16. Jahrhundert begonnen. Die Kirche wurde um 1640 fertiggestellt. Sie befindet sich im 1. Arrondissement und war die Kirche der Händler des benachbarten Marktes (heute mit dem Forum des Halles bebaut). Der spätgotische Sakralbau weist bereits Züge der aufkommenden Renaissance auf.
Der Dôme des Invalides (Invalidendom, eigentlich Invalidenkuppel) wurde zwischen 1670 und 1691 von Jules Hardouin-Mansart auf dem linken Seineufer erbaut (7. Arrdt.). Diese prächtige Kuppelkirche ist, so wie die benachbarte Soldatenkirche Saint-Louis des Invalides Teil des Hôtel des Invalides und zählt zu den schönsten Bauten des klassizistischen Barocks in Frankreich. Ihr Inneres wurde im 19. Jahrhundert zu einem Grabmal für den französischen Kaiser Napoléon I. umgestaltet. Dessen Leichnam ruht hier seit 1861 nach seiner Überführung aus Sankt Helena 1840, so wie verschiedene andere bedeutende Persönlichkeiten.

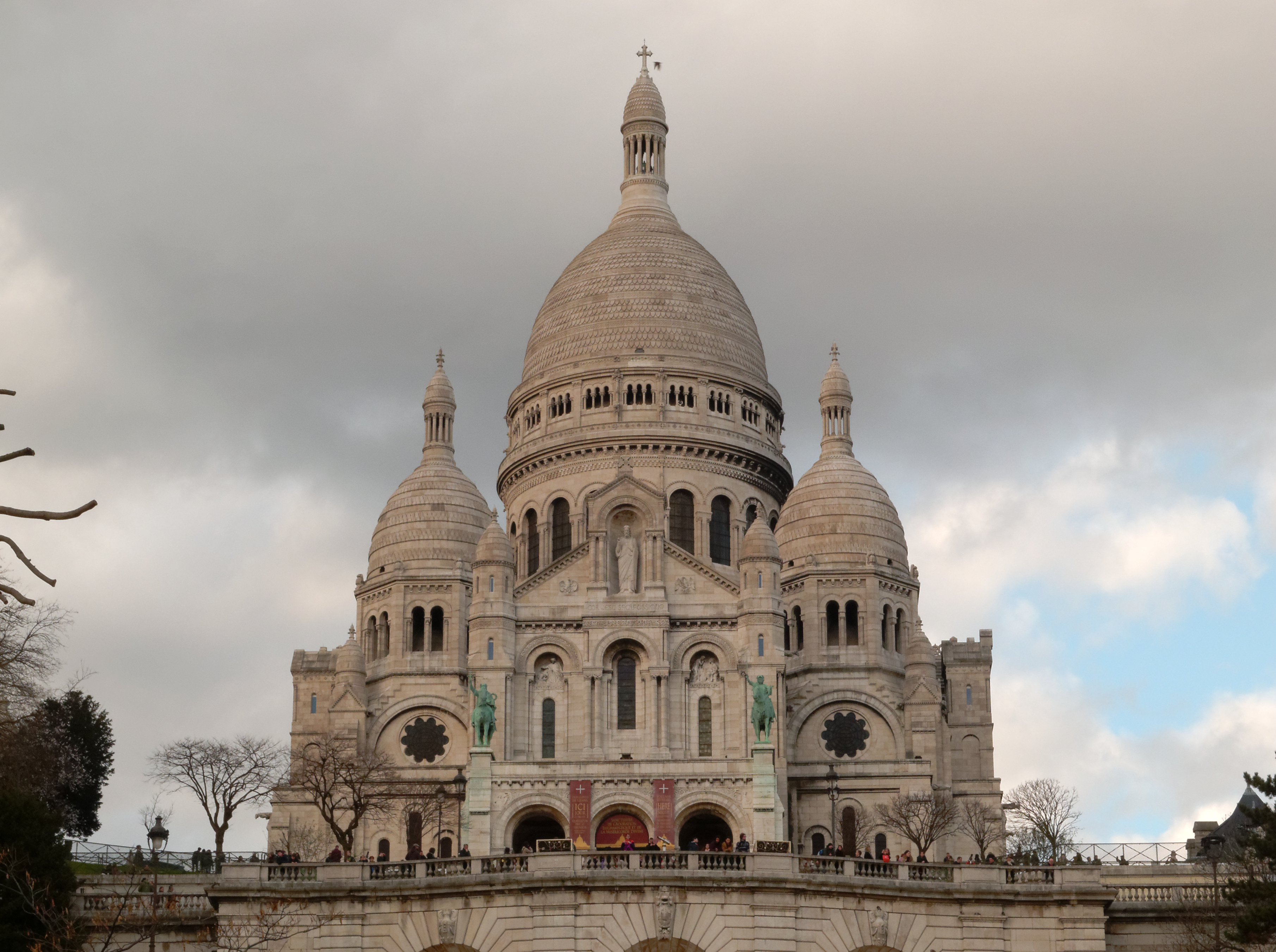
Die Basilique du Sacré-Cœur auf der Butte Montmartre

Der Bau der Kirche La Madeleine nördlich der Place de la Concorde (8. Arrdt.) begann 1764 nach dem Entwurf des Architekten Pierre Contant d’Ivry und wurde im Dezember 1791 aufgrund der Französischen Revolution eingestellt. Die Arbeiten wurden von dem Architekten Jean-Jacques-Marie Huvé (1783–1852) wieder aufgenommen und im Jahre 1842 abgeschlossen, die Weihe zur Pfarrkirche erfolgte am 9. Oktober 1845. Die Innenausstattung entstammt vorwiegend den Jahren 1830–1840. Als besonders sehenswert gilt die Statue der Maria Magdalena von Carlo Marochetti. Die Orgel des bedeutenden französischen Orgelbauers Aristide Cavaillé-Coll (1811–1899) gilt als eine der klangvollsten der Stadt.
Die Basilique du Sacré-Cœur (Basilika vom Heiligen Herzen) ist eine römisch-katholische Wallfahrtskirche auf dem Hügel von Montmartre und bildet den höchstgelegenen Punkt der Stadt nach dem Eiffelturm. Der Bau der Kirche im „Zuckerbäckerstil“ wurde 1875 von dem Architekten Paul Abadie begonnen, der sich in einem Wettbewerb gegen 78 Mitbewerber durchgesetzt hatte und dessen Entwurf deutlich durch den römisch-byzantinischen Stil alter Kirchen wie der Hagia Sophia und des Markusdoms in Venedig inspiriert wurde. Abadie verstarb bereits 1884. Ihm folgten bis zur Fertigstellung 1914 sechs Architekten in der Bauleitung nach.

### Grünflächen
Die Pariser Straßen sind mit rund 89.000 Bäumen gesäumt. Das städtische Gartenbauamt Direction des Parcs, Jardins et Espaces Verts de Paris unterhält innerhalb der Stadtgrenzen 2.437 Hektar Grünflächen, zu denen außer den beiden großen Stadtwäldern Bois de Vincennes (995 Hektar) und Bois de Boulogne (846 Hektar) auch die 14 innerstädtischen Friedhöfe (92 Hektar) zählen, die Gartenbauschule École Du Breuil (22 Hektar), das Gartenbauzentrum Jardin des Serres d’Auteuil (8,5 Hektar), in dem Blumen und Sträucher gezüchtet werden, und der neue Centre horticole de la Ville de Paris (Blumenproduktion) in Rungis, Fresnes und Achères (insgesamt 477 Hektar).
Als Erholungsgebiet abzuziehen sind die bepflanzten Böschungen der Ringautobahn Boulevard périphérique (51 Hektar). Auf die Grünanlagen von städtischen Sportanlagen, Schulen, Kindergärten und Krippen entfallen 36 Hektar. Die restliche Fläche (386 Hektar) wird von öffentlichen Promenaden, Parks, Gärten, den squares genannten begrünten Plätzen und von Blumenrabatten eingenommen. Die Stadt Paris besitzt darüber hinaus jenseits ihrer Grenzen sechs weitere Friedhöfe, den Wald Bois de Beauregard bei La Celle-Saint-Cloud.
Außer den städtischen Anlagen stehen den Bewohnern und Besuchern von Paris sieben vom Staat unterhaltene Gärten und Parks mit insgesamt 118 Hektar Fläche zur Verfügung.

#### Promenaden, Parks und Gärten

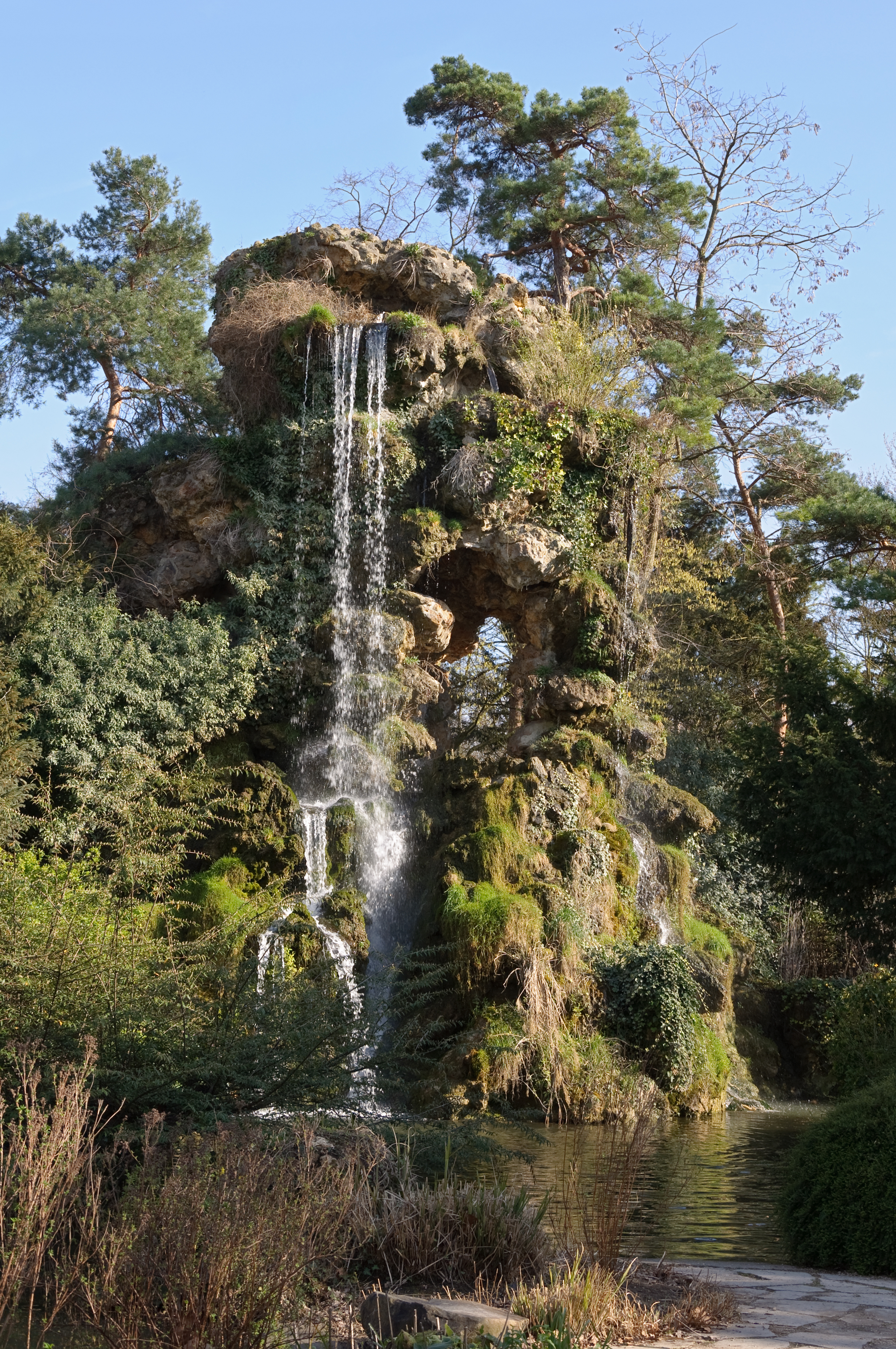
Künstliche Kaskade im Parc de Bagatelle

Der mit auffällig vielen Statuen geschmückte Tuileriengarten erstreckt sich am rechten Seineufer vom Louvre bis zur Place de la Concorde. Er erinnert an das frühere Schloss der Katharina von Medici, das nach ihr noch viele Herrscher bewohnen sollten, bis es 1871 während der Pariser Kommune zerstört wurde. In dem westlichen Bereich des Gartens befinden sich das ehemalige Ballhaus Jeu de Paume, in dem heute die Galerie nationale du Jeu de Paume untergebracht ist, und die zum Museum umfunktionierte frühere Orangerie.
Einer der beliebtesten städtischen Parks ist der im Jahre 1612 angelegte Jardin du Luxembourg im quartier Latin, der zum Palais du Luxembourg gehört. Der Garten umfasst streng geometrisch angelegte Partien, aber auch freier gestaltete Zonen. Im Jardin du Luxembourg befindet sich außerdem eine zwei Meter hohe Kopie der New Yorker Freiheitsstatue. An den Gittern des Parks sind regelmäßig Foto-Ausstellungen zu sehen.
Der Stadtwald Bois de Boulogne, an der westlichen Stadtgrenze bei Boulogne-Billancourt gelegen, ist mit einer Fläche von rund 8,5 Quadratkilometern das größte innerstädtische Erholungsgebiet. Dort befand sich von jeher eine große Waldfläche, der Bois de Rouvray. Bereits der Frankenkönig Dagobert I. kam im 7. Jahrhundert hierher, um zu jagen. 1848 übernahm der Staat den Wald und übertrug ihn 1852 der Stadt Paris. Im Zuge der Umgestaltung von Paris unter Napoleon III. durch Haussmann wurde der Wald unter der Leitung des Gartenarchitekten Jakob Ignaz Hittorff zu einem bewaldeten Park umgebaut. Es entstanden Wege und künstliche Wasserflächen. Fehlplanungen bewirkten, dass die künstlichen Seen nicht gefüllt werden konnten. Einige der Seen lagen am Hang. Hittorff wurde von Haussmann entlassen und durch den Ingenieur Jean-Charles Alphand und den Landschaftsgärtner Jean-Pierre Barillet-Deschamps ersetzt. Die beiden lösten das Wasserproblem durch die Schaffung künstlicher Wasserfälle (Kaskaden).
Der Bois de Vincennes ist der zweite, im Stil englischer Landschaftsgärten angelegte Pariser Stadtwald. Er war von jeher königliches Jagdrevier. In früheren Zeiten stand ein Jagdschloss in dem Wald, das später durch eine Festung ersetzt wurde, die wir heute als Schloss Vincennes kennen. 1860 überließ Napoleon III. den Wald der Stadt Paris mit dem Auftrag, ihn ähnlich wie den Bois de Boulogne neu zu gestalten. Der Landschaftsarchitekt Jean-Charles Alphand ließ das Gelände aufforsten und mit künstlichen Hügeln und drei Seen versehen. Für die Olympischen Sommerspiele von 1900 wurden Sportanlagen gebaut und die Wege für diesen Zweck ausgebaut.
Der 1986 von dem Architekten Bernard Tschumi entworfene neue Stadtpark Parc de la Villette zählt mit 25 Hektar zu den größten Pariser Grünflächen. Er entstand auf dem Gelände des 1974 geschlossenen Schlachthofes von La Villette und wird von dem Canal de l’Ourcq durchquert. Bereits 1984 wurde das Zénith eröffnet, an dessen Gestaltung sich die später errichteten Gebäude orientierten. Sämtliche Elemente des Parks sind in futuristischem Stil gebaut. Der Park beherbergt, neben anderem, die Cité des sciences et de l’industrie (ein Technikmuseum, ähnlich dem schweizerischen Technorama), das kugelförmige IMAX-Kino Géode, die Cité de la musique, das Zénith und das Unterseeboot l’Argonaute.
Die bereits bestehenden Rauchverbote sollen 2019 auf 52 Parks ausgeweitet werden. Auf den 500 Spielplätzen gilt das Verbot bereits seit 2015.

#### Friedhöfe
Zu den Grünanlagen zählen in Paris auch die Friedhöfe. Zu Beginn des 19. Jahrhunderts wurden außerhalb der damaligen Grenzen der Hauptstadt drei und in Paris ein neuer Friedhof angelegt: der Cimetière de Montmartre im Norden, der Cimetière du Père-Lachaise im Osten, der Cimetière du Montparnasse im Süden sowie der Cimetière de Passy. Diese Friedhöfe sind aufgrund ihrer Stille und der Gräber vieler berühmter Persönlichkeiten beliebtes Ziel der Spaziergänger und Touristen.

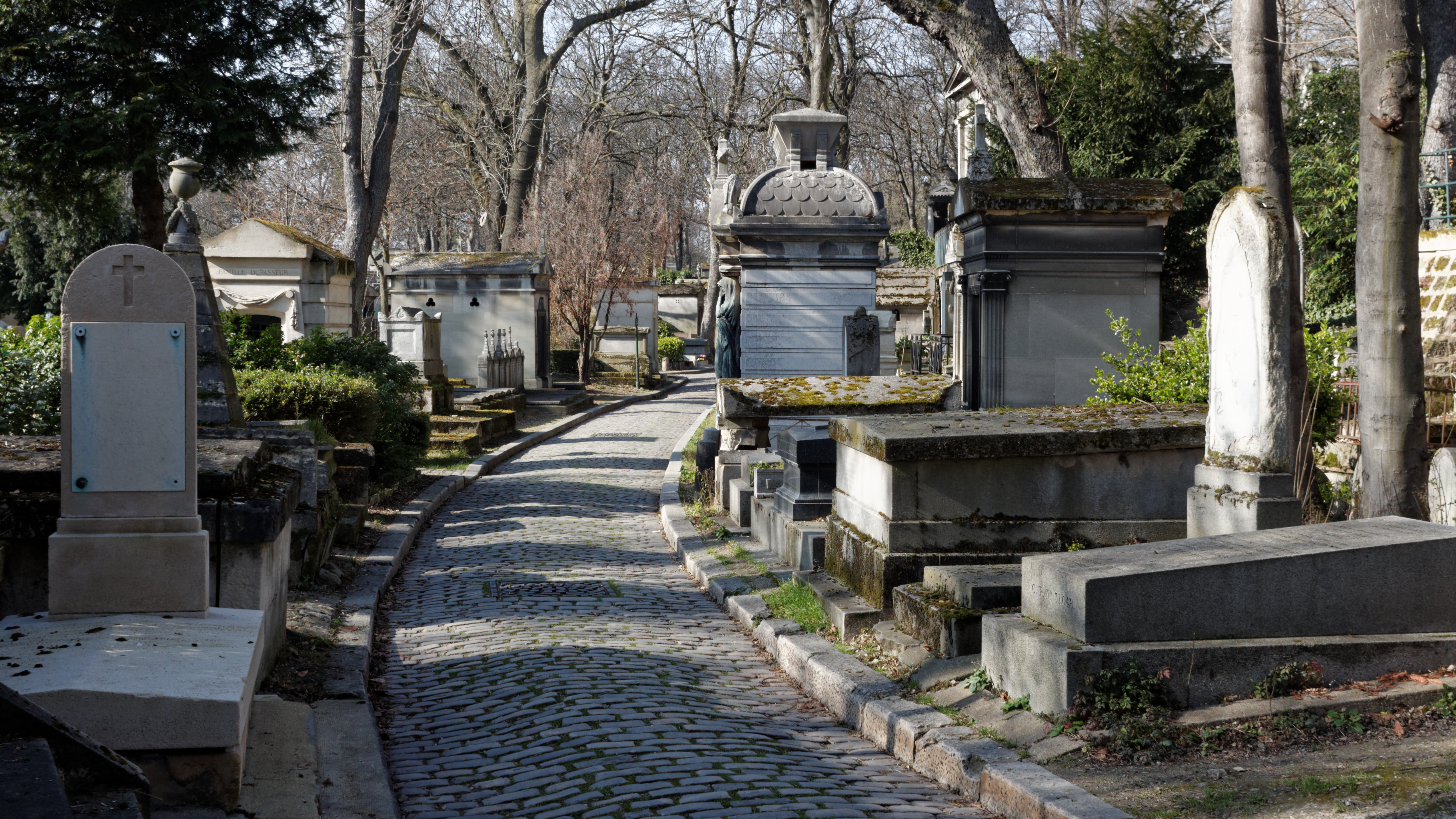
Grabsteine im Friedhof Père-Lachaise

Der Père-Lachaise ist der größte Friedhof von Paris und einer der berühmtesten Friedhöfe der Welt. Er ist nach François d’Aix de Lachaise benannt, auf dessen Gärten der Friedhof errichtet wurde. Das Konzept des Père-Lachaise wurde 1808 dem neoklassischen Architekten Alexandre-Théodore Brongniart anvertraut, der zu dieser Zeit Generaloberinspekteur der zweiten Sektion für Öffentliche Arbeiten im Département Seine und der Stadt Paris war. Brongniart entwarf die großen Achsen sowie Grabmonumente, von denen aber nur das für die Familie Greffulhe im neogotischen Stil verwirklicht wurde.
Durch das starke Bevölkerungswachstum im 19. Jahrhundert wurde der Platz auf den Friedhöfen in Paris (intra muros) knapp und es wurden mehrere Großfriedhöfe für die Pariser Bevölkerung in den Vorstädten (extra muros) angelegt, welche auch heute noch in Benutzung sind. Die wichtigsten von ihnen sind: Cimetière parisien de Bagneux, Cimetière parisien de Pantin, Cimetière parisien de Saint-Ouen, Cimetière parisien de Thiais und Cimetière parisien d'Ivry. Der größte Friedhof ist der Cimetière parisien de Pantin mit über 200.000 Gräbern, in denen bis heute weit über eine Million Menschen beigesetzt wurden.

### Film
Paris kann auf eine lange und erfolgreiche Filmgeschichte zurückblicken. Pariser Unternehmer und Gesellschaften wie die Gebrüder Lumière, Pathé Frères oder Gaumont waren es, die den Film hinaus in die Welt trugen. So erfanden die Gebrüder Lumière im Jahre 1895 den Cinématographen, ein Gerät, das sowohl Filme aufnehmen als auch abspielen konnte. Sie führten ihn am 22. März jenes Jahres erstmals vor. Die Aufführung in der Pariser Société d’encouragement pour l’industrie nationale gilt als eine der ersten Filmvorführungen der Welt. In der Folge bereisten die Lumières die größten Städte Europas, um ihre Erfindung zu verbreiten – mit Erfolg. In den folgenden Jahren machte sich rasch Konkurrenz in Paris breit. Die Pathé Frères stiegen bald zu einem der größten Filmproduzenten Europas auf und exportierten ihre Stummfilme weltweit. In den großen Städten Europas wurden Außenstellen und Kinos gegründet.
Aber auch Paris selbst war in vielen Filmen Drehort und Filmkulisse. Abgesehen von den zahlreichen Aufnahmen der Stummfilmzeit, oft dokumentarischer Natur, war die Stadt sowohl in inländischen als auch in ausländischen Spielfilmproduktionen zu sehen.

### Sport

#### Sportveranstaltungen
Paris ist regelmäßiger Austragungsort bedeutender Großveranstaltungen. Hierzu zählen unter anderem die Zieletappe der Tour de France im Straßenradsport, der Marathon de Paris, das Grand-Slam-Turnier French Open (offiziell Tournoi de Roland Garros) im Tennis, das Meeting Areva (vormals Meeting Gaz de France) in der Leichtathletik, die Trophée Eric Bompard (früher Trophée Lalique) im Eiskunstlauf und das Sechs-Nationen-Turnier (Tournoi des Six Nations) im Rugby.
Im Pferdesport ist der Prix de l’Arc de Triomphe, ein Galopprennen über 2400 Meter für über dreijährige Rennpferde, neben dem Epsom Derby und dem Kentucky Derby eines der prestigeträchtigsten internationalen Pferderennen seiner Kategorie. Das Rennen wird seit dem 3. Oktober 1920 alljährlich am ersten Sonntag im Oktober ausgetragen. Eingeführt wurde es während einer Feier zum Ende des Ersten Weltkrieges. Der Springsport in Paris ist mit mehreren großen internationalen Turnieren vertreten.
Paris war Gastgeber der Olympischen Sommerspiele von 1900 und 1924. Darüber hinaus bewarb sich Paris für die Olympischen Sommerspiele von 1956, 1992, 2008 und 2012. Am 13. September 2017 wurden auf der Vollversammlung des Internationalen Olympischen Komitees in Lima die Olympischen Sommerspiele 2024 an Paris vergeben.

#### Sportstätten

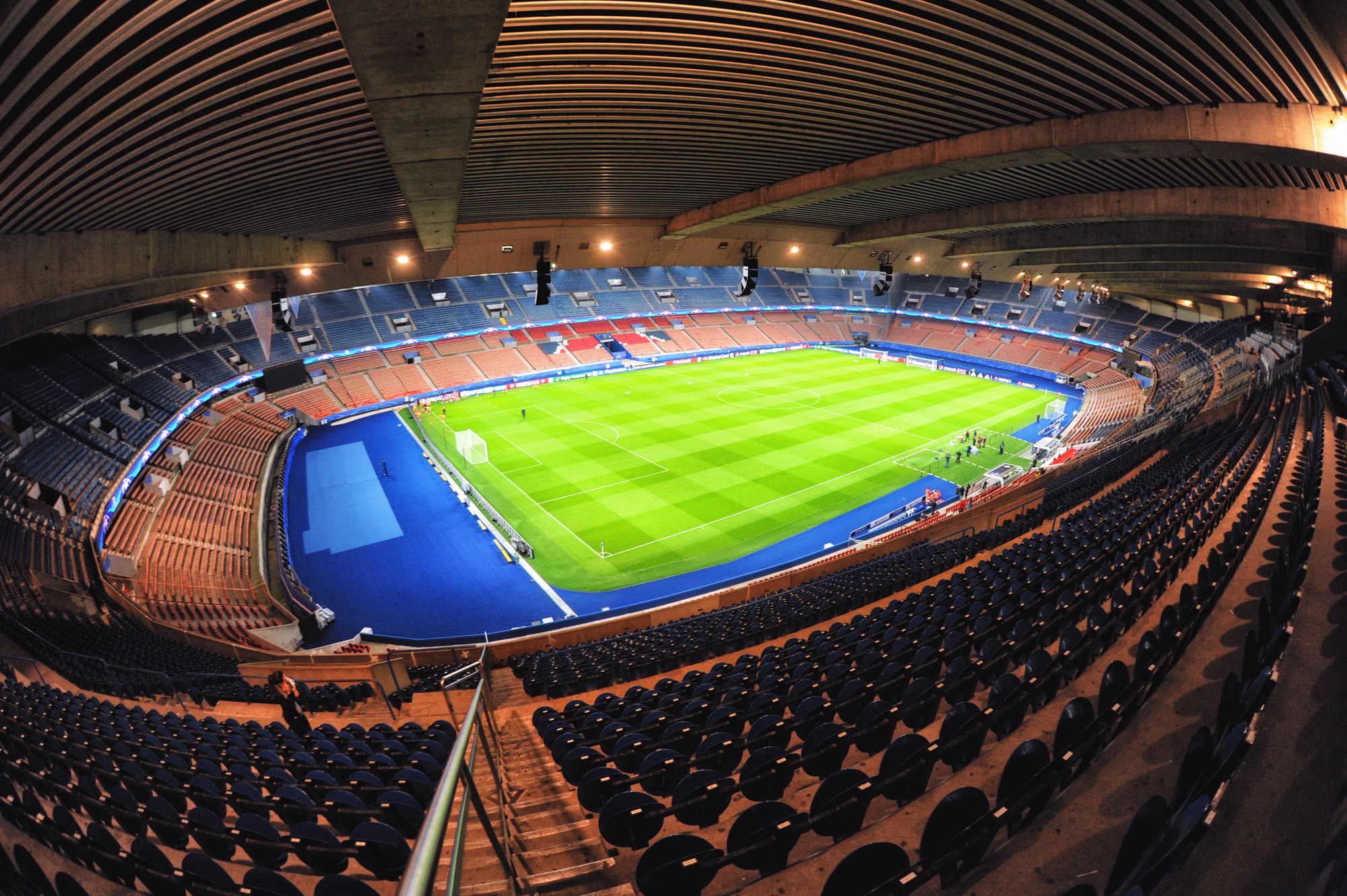
Das Prinzenparkstadion

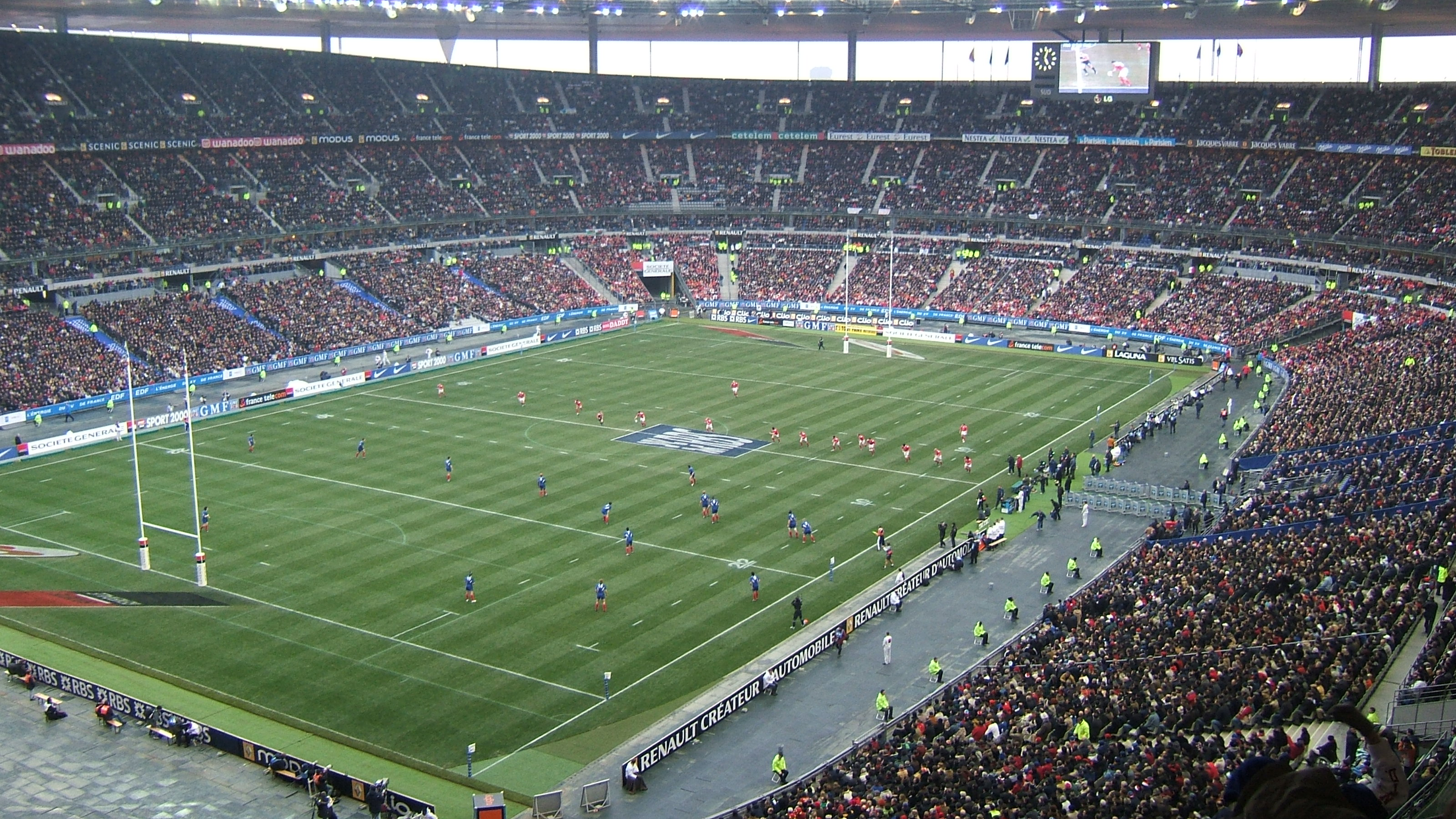
Rugby im Stade de France

In der Hauptstadtregion gibt es zahlreiche Sportstätten von nationalem und internationalem Rang, darunter allein fünf moderne Stadien für durchschnittlich 42.000 Zuschauer.
Das Stade de France („Frankreich-Stadion“) liegt in Saint-Denis, einem Vorort nördlich von Paris. Das multifunktionale und bis zu 80.000 Zuschauer fassende Nationalstadion von Frankreich wurde für die Fußball-Weltmeisterschaft 1998 erbaut und ging als Endspielort des ersten französischen Weltmeistertitels in die Geschichte ein. Sowohl die französische Fußballnationalmannschaft als auch die französische Rugby-Union-Nationalmannschaft tragen ihre Heimspiele im Stade de France aus, das zudem Austragungsort der jährlichen Finalpartien der Rugbyliga Top 14 ist. Im Stade de France fanden unter anderem die jeweiligen Finalspiele der Fußball-Weltmeisterschaft 1998, der Rugby-Union-Weltmeisterschaft 2007, der Fußball-Europameisterschaft 2016, der Rugby-Union-Weltmeisterschaft 2023 sowie die Leichtathletik-Weltmeisterschaften 2003 statt. Es war auch Olympiastadion für die Olympischen Sommerspiele 2024.
Das Prinzenparkstadion (Parc des Princes) ist eine traditionelle Wettkampfstätte im Pariser Stadtkern, die überwiegend vom Fußballverein Paris Saint-Germain genutzt wird und für rund 49.000 Zuschauer konzipiert wurde. Es war das Endspielstadion der ersten Fußball-Europameisterschaft 1960 und der ersten Austragung des Europapokals der Landesmeister 1956. Seit dem Bau des neuen Nationalstadions hat das Prinzenparkstadion an Bedeutung verloren, gehört aber weiterhin zu den modernsten Stadien Europas. Die UEFA (Union des Associations Européennes de Football) verlieh der Sportstätte vier Sterne.
Unmittelbar neben dem Prinzenparkstadion wurde 2013 das moderne Jean-Bouin-Stadion (Stade Jean-Bouin) errichtet. Es bietet mehr als 20.000 Zuschauern Platz und dient dem renommierten Rugbyverein Stade Français Paris als Heimspielstätte. Darüber hinaus war es das Endspielstadion der Frauen-Rugby-Union-Weltmeisterschaft 2014. In Nanterre, einem Vorort westlich von Paris, steht seit 2017 zudem die teilweise überdachte U Arena. Das unmittelbar hinter dem Grande Arche erbaute Multifunktionsgebäude nimmt rund 40.000 Zuschauer auf und dient vor allem dem traditionsreichen Rugbyverein Racing 92 als Heimspielstätte. Beide Bauwerke sind regelmäßig Austragungsorte verschiedener anderer Mannschaftssportarten.
Weitere nennenswerte Einrichtungen sind das 20.000 Zuschauer aufnehmende Sébastien-Charléty-Stadion (Stade Sébastien Charléty) im Pariser Stadtkern oder das Pariser Olympiastadion (Stade Olympique Yves-du-Manoir) in Colombes, einem Vorort nordwestlich von Paris, für etwa 10.000 Zuschauer. Es war unter anderem Austragungsort der Olympischen Sommerspiele 1924. Beide Stadien sind insbesondere Austragungsorte von Leichtathletikveranstaltungen und Partien kleinerer Fußball- oder Rugbyvereine.
Die Longchamp-Pferderennbahn (Hippodrome de Longchamp) ist die wichtigste Pferderennsportanlage in Paris. Das heutige Hippodrom wurde 1857 auf den Mauern der bei der Französischen Revolution zerstörten Abtei Longchamp errichtet. Neben Pferderennen wie dem Prix de l’Arc de Triomphe finden hier auch Springturniere und andere Sportveranstaltungen statt.

### Regelmäßige Veranstaltungen

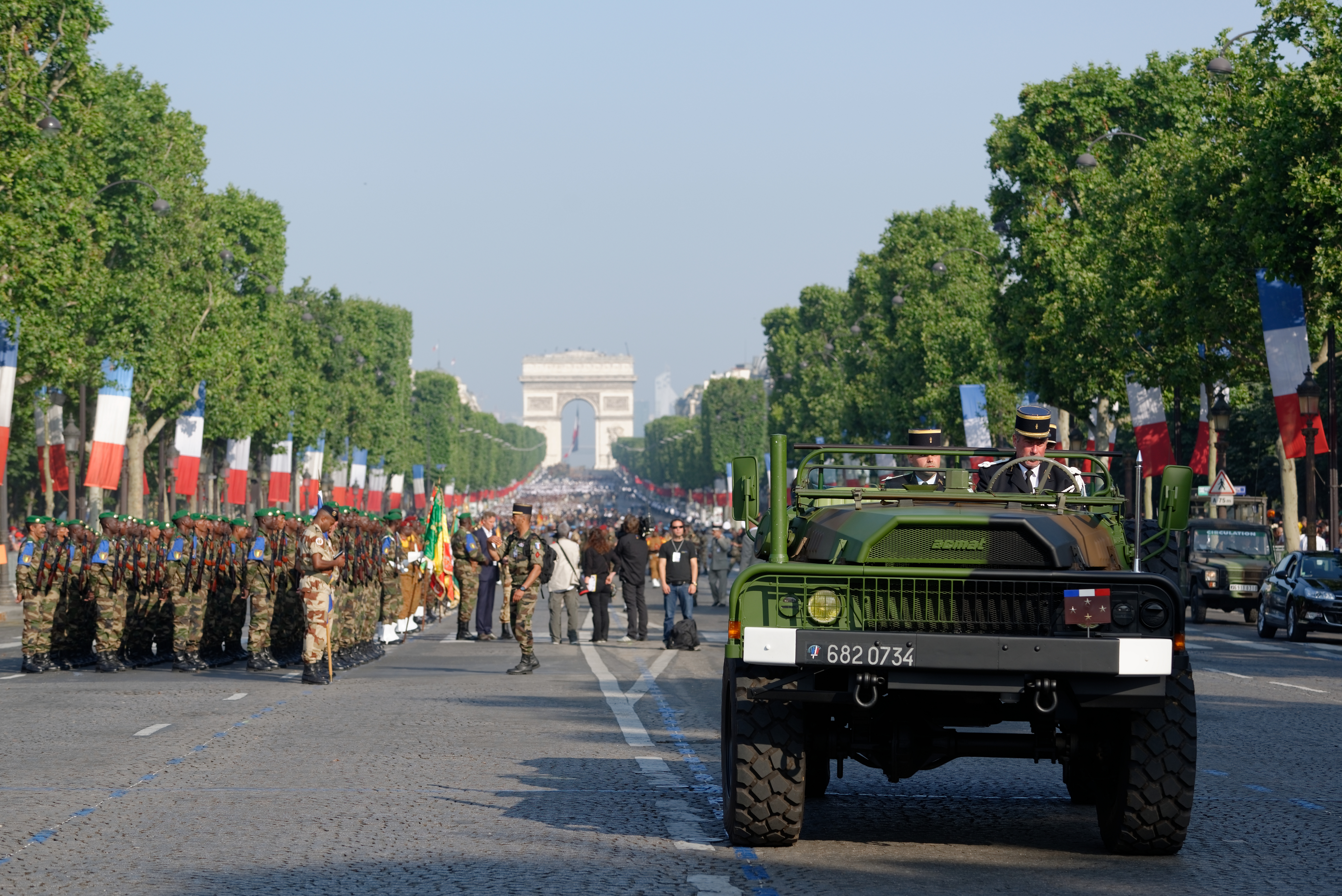
Soldaten bei der Militärparade am 14. Juli auf den Champs-Élysées

Im Januar findet in Paris die internationale Modenschau Prêt-à-porter in Porte de Versailles und das Festival Présences (Festival zeitgenössischer Musik) mit zahlreichen Gratiskonzerten in der Maison de Radio France statt.
Der Februar, Monat des Valentinstages, steht dank einer Initiative des Pariser Fremdenverkehrsamtes, an der sich geschulte Fremdenführer, Museen wie das Musée de la Vie Romantique (9. Arrondissement) sowie das Hôtel Scheffer-Renan und Gaststättengewerbe beteiligen, unter dem Motto „Paris Romantique“.
Im März startet im Parc floral de Paris beim Schloss Vincennes der Pariser Halbmarathon. Auch die Pariser Buchmesse ist im März. In Saint-Denis im Norden von Paris wird das Blues- und Jazzfestival Banlieues Bleues veranstaltet und im Juli das Festival Paris Cinéma.

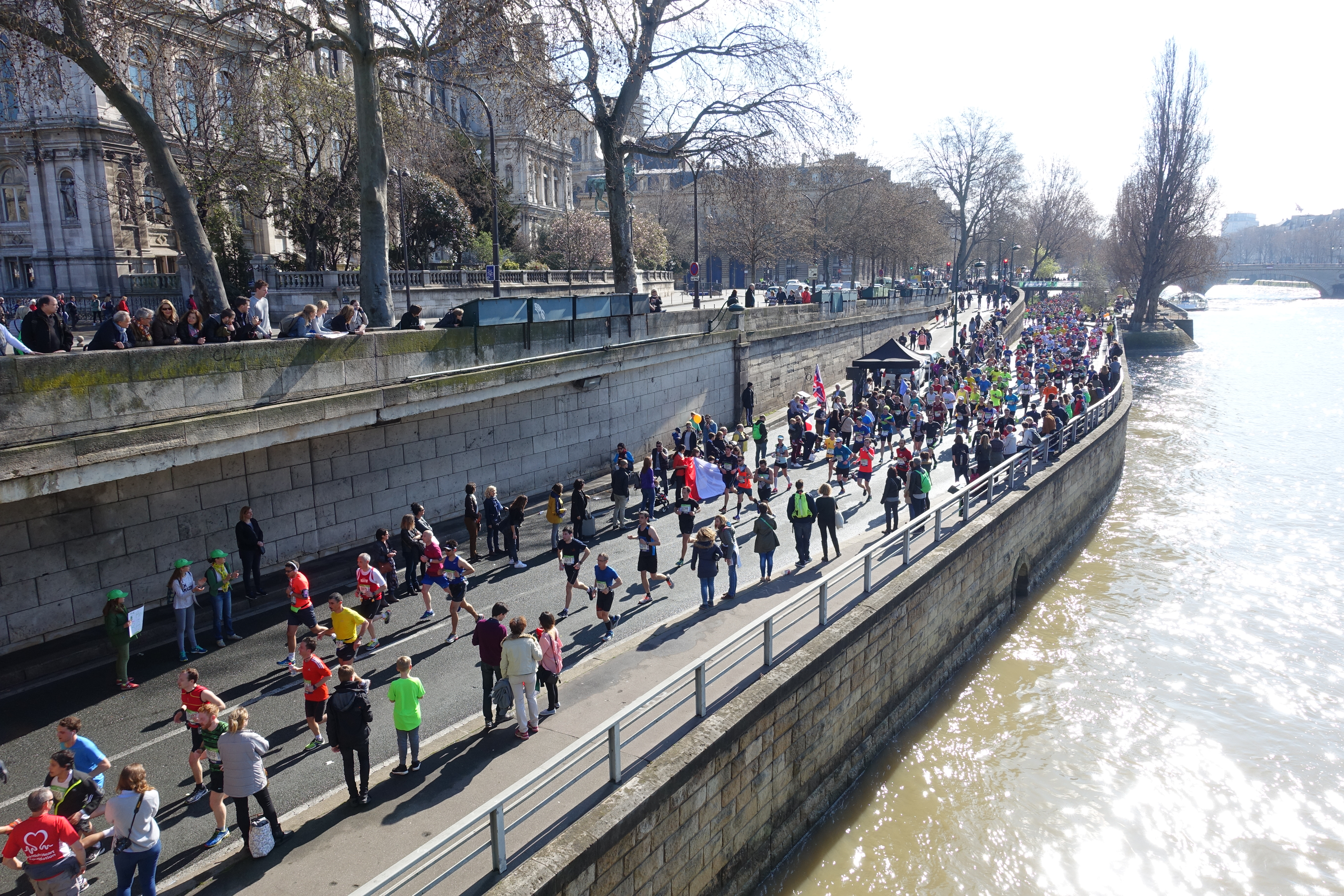
Der jährliche Parismarathon führt auch die Seine entlang

Im April gehen über 30.000 Teilnehmer des Marathon de Paris auf der Avenue des Champs-Élysées an den Start. Gegen Ende April und Anfang Mai bietet Paris ein Schauspiel ganz besonderer Art: die von Ella Fitzgerald in dem Lied „April in Paris“ besungene Kastanienblüte.
Im Mai wird das renommierteste Pferderennen in Frankreich, das Grand Steeple-Chase de Paris im Hippodrome d’Auteuil und Ende Mai/Anfang Juni die French Open, das zweite Tennisturnier der Grand-Slam-Serie, im Roland-Garros-Stadion, ausgetragen. Von Anfang Mai bis in den Monat Juli werden seit einhundert Jahren alljährlich anlässlich eines Rosenzüchterwettbewerbes im Parc de Bagatelle die erlesensten Kreationen prämiert.
Am Sommeranfang, dem 21. Juni, wird die Fête de la Musique veranstaltet, die von Jack Lang initiiert wurde und nun in ganz Frankreich gefeiert wird: es gibt überall kostenlose Konzerte bekannter und weniger bekannter Bands. Ende Juni findet die Gay-Pride-Parade auf dem Place de la République und der Bastille sowie weiteren Veranstaltungsorten statt.
Die Festivitäten am 14. Juli, dem Nationalfeiertag, finden mit der Militärparade, die auf der Avenue des Champs-Élysées vom Arc de Triomphe beginnt und am Place de la Concorde endet, ihren Höhepunkt.
Während der französischen Sommerferien, in der ein großer Teil der Pariser Bevölkerung die Stadt verlässt, um in die Ferien zu fahren, findet seit dem Jahr 2002 die Veranstaltung Paris-Plages (deutsch: Strände in Paris) vom Quai du Louvre bis zur Pont de Sully, am Port de la Gare und am Bassin de la Villette statt. Damit soll den Daheimgebliebenen auf einigen Kilometern des für den Verkehr gesperrten Seineufers ein Stück Strandleben geboten werden. Diese Veranstaltung dauert meistens vier bis fünf Wochen von Mitte Juli bis Mitte August.

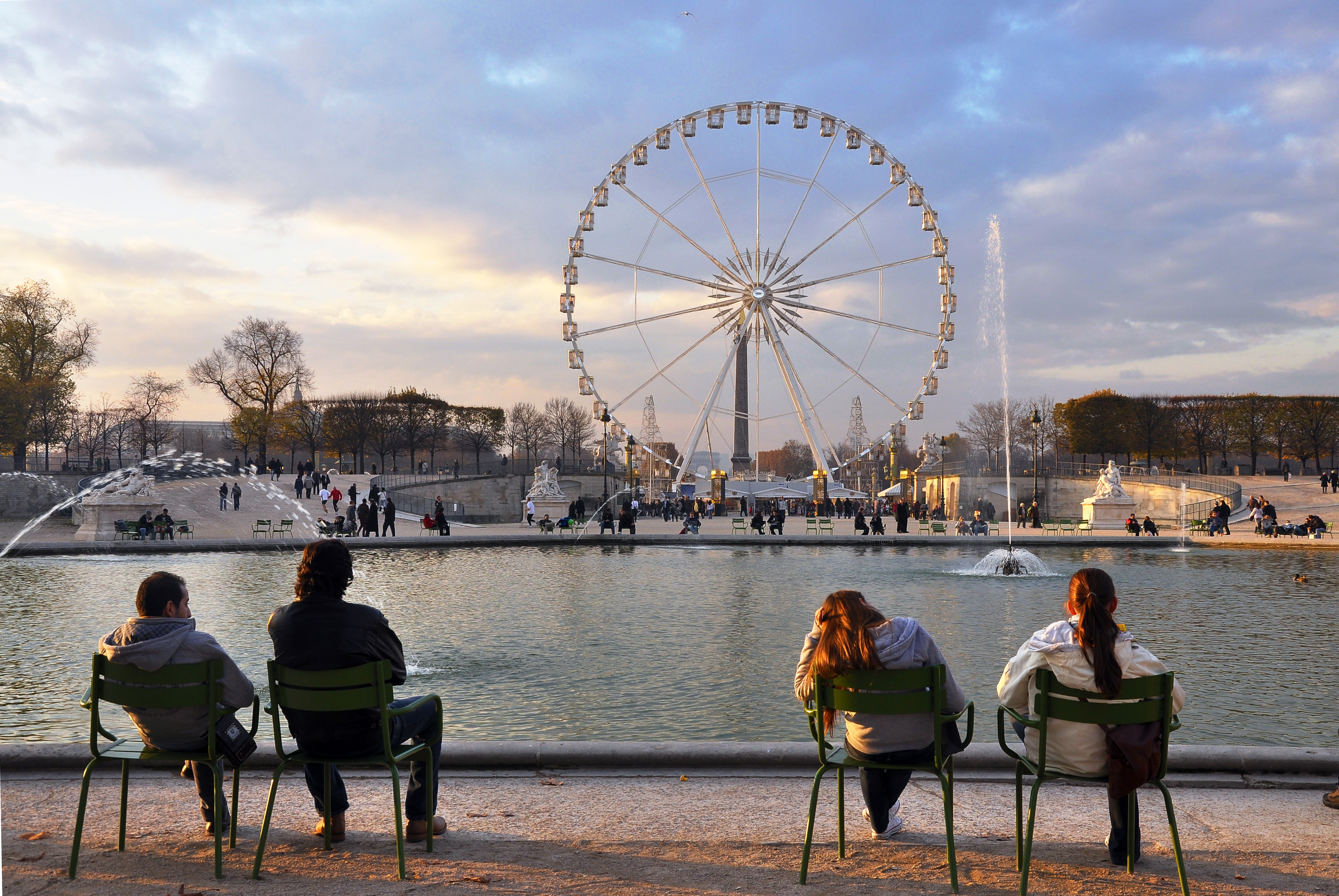
Riesenrad auf der Place de la Concorde

Im September öffnen an einem Wochenende zu den sogenannten „Journées du Patrimoine“ (Tage des Kulturerbes) sonst schwer zugängliche Pariser Paläste und Hôtels particuliers/private Stadtpaläste ihre Tore. Eine einmalige Gelegenheit, den Residenzen hoher Würdenträger einen Besuch abzustatten, wie beispielsweise dem Élysée-Palast oder dem Hôtel Matignon. In diesem Monat veranstaltet die Stadt Paris im Rahmen der Fête des Jardins de Paris in den Pariser Parks und Gärten kostenlose Konzerte, Ausstellungen sowie Theater- und Kinovorführungen. Die Theatersaison wird mit dem Festival d’Automne à Paris (Herbstfestival) eröffnet.
Im Oktober finden im ersten Herbstmonat auf dem Weinberg des Montmartrehügel zum Auftakt der Weinlese eine farbenfrohe Parade, zahlreiche Partys und Weinproben statt. Es gibt an einem Wochenende seit 2002 die Nuit Blanche („Lange Nacht der Kunst“) und alle zwei Jahre findet der Pariser Autosalon statt.
Anfang November empfiehlt sich der Besuch auf einem der nach Allerheiligen blumenüberladenen Friedhöfe.
Von Mitte Dezember bis Mitte Januar sind die Champs-Élysées besonders sehenswert, da zu dieser Zeit die Kronen aller Bäume mit Lichterketten geschmückt sind.
Das ganze Jahr hindurch steigt, vorbehaltlich günstigen Wetters, alle 15 Minuten der Eutelsat-Fesselballon vom Parc André-Citroën auf. Aus 150 Metern Höhe bietet seine Gondel jeweils 30 Passagieren einen umfassenden Rundblick über den Westen der Stadt.

### Gastronomie

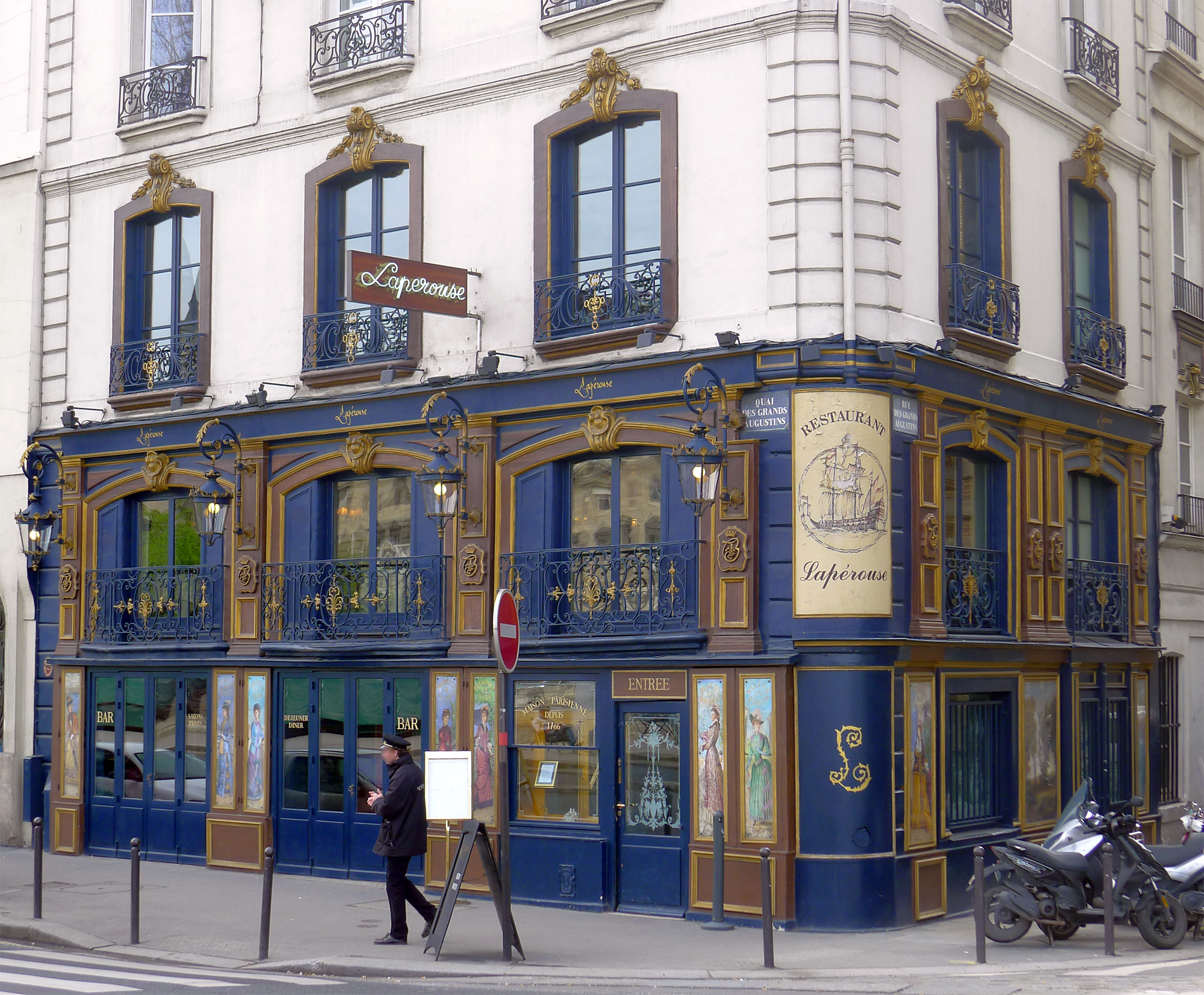
Restaurant Lapérouse im 6. Arrondissement

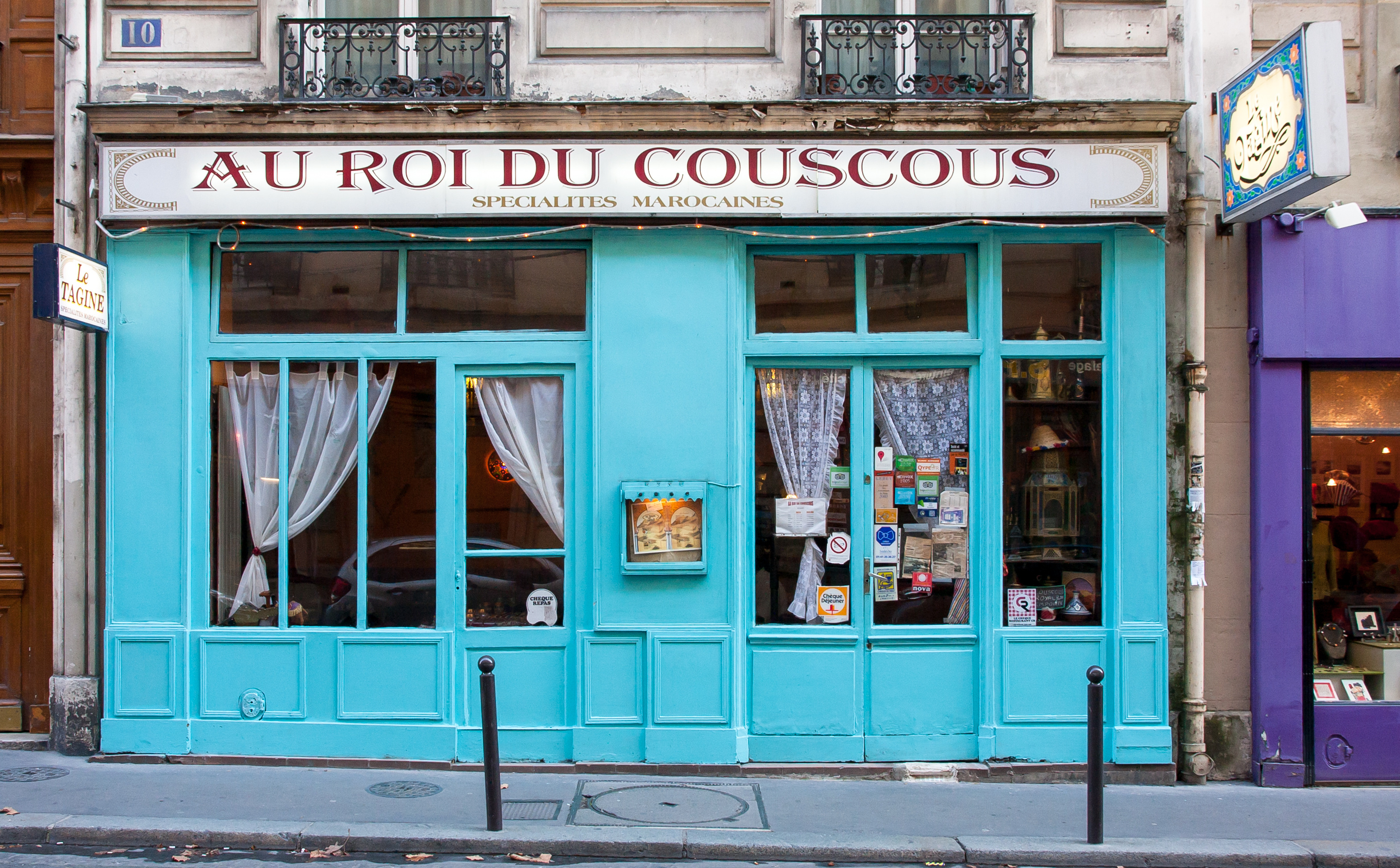
Ein marokkanisches Restaurant im 14. Arrondissement

Die zeitlich ersten Restaurants weltweit im heutigen Sinn entstanden mit der Französischen Revolution in Paris, in der auch das alte Zunftrecht aufgehoben wurde, nach dem beispielsweise Suppenküchen und Pastetenbäcker streng getrennt waren. Namensgeber des Restaurants war der Wirt einer Suppenküche in Paris, Boulanger, der laut Eigenwerbung „göttliche Restaurants“, besonders stärkende bouillons, anbot. 1765 erstritt er sich die Genehmigung, trotz der Zunftregeln neben Suppen auch Hammelfüße mit Sauce zu servieren. Von da an nannte er sich „Restaurateur“ und seine bouillon wurde zum Namensgeber der Restaurants, die verschiedene Speisen anboten.

„Restaurateure sind diejenigen, welche die echten Brühen, genannt Restaurants, herstellen und außerdem alle möglichen Crèmes, Suppen mit Reis und Nudeln, Eier, Makkaroni, Hähnchen, Konfitüren, Kompott und andere gesunde und appetitliche Gerichte anbieten … Der Preis jedes Gerichts ist fest, und sie werden zu jeder Zeit am Tag serviert. Damen dürfen dort verkehren und sich Speisen zubereiten lassen.“

Vor der Revolution gab es in Paris noch weniger als hundert Restaurants, aber schon um 1800 waren es etwa 500 bis 600. Es wurde Sitte, dass sich zugezogene Abgeordnete, die oft wenig repräsentativ wohnten, und wohlhabend gewordene Bürger zu geschäftlichen Besprechungen und privaten Verabredungen im Restaurant trafen. Die Pariser Restaurants wurden mehrheitlich von Köchen und deren Brigaden betrieben, denen nach der Flucht ihrer adligen Arbeitgeber ins Ausland nichts anderes übrig blieb, als sich selbständig zu machen. Dabei brachten sie einen aufwändigen Kochstil mit, der Bürgerlichen bis dahin nicht zugänglich war. So verband sich die Haute Cuisine im Restaurant mit den informellen, die adlige Etikette geringschätzenden, bürgerlichen Umgangsformen. Heute gibt es in Paris Tausende von Restaurants, die dem Gast Speisen der französischen Küche wie auch internationale Gerichte anbieten.

### Einzelhandel
Paris hat viele Kaufhäuser, Einkaufszentren und Märkte. Einige davon sind wegen ihres Prestiges, ihrer Tradition und ihrer Architektur weltbekannt. So gilt das Luxuskaufhaus Le Bon Marché auf der Rive gauche als das erste moderne Warenhaus der Welt. Ebenfalls weltbekannt sind die Galeries Lafayette, deren Pariser Stammhaus sich durch seine Jugendstilarchitektur auszeichnet. Die große Zentralhalle mit ihrer Glaskuppel ist ein Baumonument und Denkmal. Nur wenige Meter entfernt steht am Boulevard Haussmann im 9. Arrondissement das Kaufhaus Printemps, dessen zentrale Halle gleichfalls über eine Jugendstil-Glaskuppel verfügt.

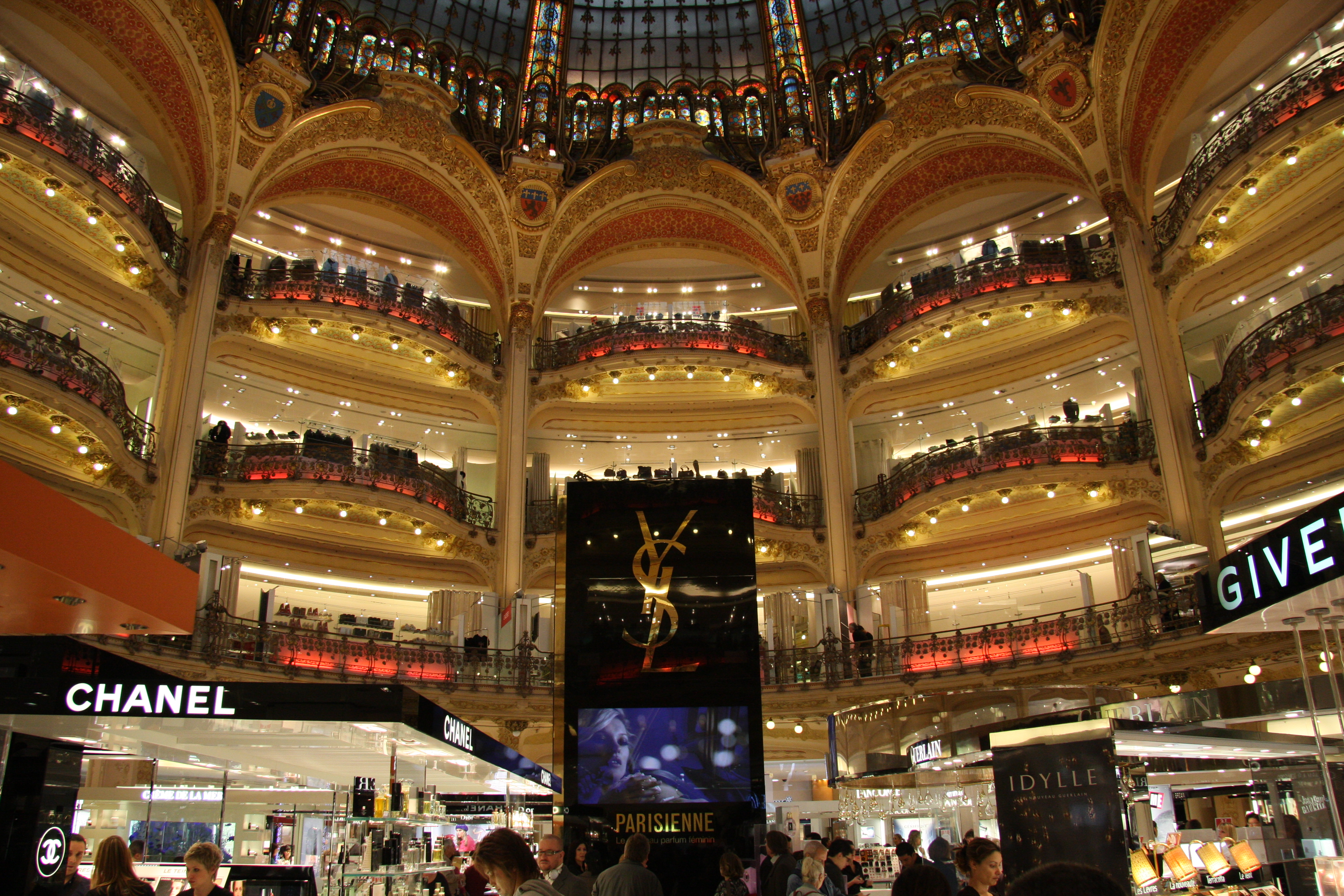
Große Halle in den Galeries Lafayette

In der Nähe der Opéra Bastille liegt der Flohmarkt Marché d’Aligre. Das Angebot reicht von Kleidung, Obst, Keramik und Bildern bis zu Lebensmitteln und Blumen. Der Markt ist morgens, täglich außer montags geöffnet. Überwiegend Kleidung aus allen Bereichen, aber auch moderne Kunstgegenstände hat der Puces de la Porte de Montreuil nahe der Metrostation Porte de Montreuil im Angebot. Kleidung und Haushaltswaren kann man auf dem Marché aux puces de la Porte de Vanves nahe der Metrostation Porte de Vanves erwerben. Der Puces de Saint-Ouen-Clignancourt besteht aus einer Anzahl mehrerer Märkte, die miteinander verbunden sind. Einige der dortigen Händler haben sich auf hochwertige Kunstgegenstände spezialisiert, aber es werden auch preiswerte Artikel angeboten.
Das Le Louvre des antiquaires nahe dem Palais Royal und dem Louvre gehört zu den größten und bekanntesten Antiquitätengeschäften in Paris. In rund 250 Räumen und auf drei Etagen werden zahlreiche Waren aus der ganzen Welt angeboten. Neben Möbeln, Gemälden und Teppichen werden Kristall, Waffen, Spielzeug, Uhren und Schmuck zum Kauf angeboten. Antiquarische und gebrauchte Bücher werden an den vielen Buchhändlerständen (bouquinistes) an der Seine verkauft.
In Paris gibt es zahlreiche Mode-Boutiquen, die auch Prêt-à-porter bekannter Modehäuser verkaufen. Haute Couture ist bei Chanel in der Rue Cambon, bei Dior in der Avenue Montaigne und bei Christian Lacroix in der Rue du Faubourg Saint-Honoré sowie in der Avenue Montaigne erhältlich. Laufstegmoden bekommt man bei Gianni Versace in der Rue des Saints-Pères, bei Jean Paul Gaultier in der Nähe der Metrostation Bourse und bei Cerruti 1881 nahe der Metrostation Madeleine. Elegante Kleidung einkaufen kann man auch in Saint-Germain, im Le Marais oder in der Galerie Vivienne (nahe Les Halles).

### Sehenswürdigkeiten in der Umgebung

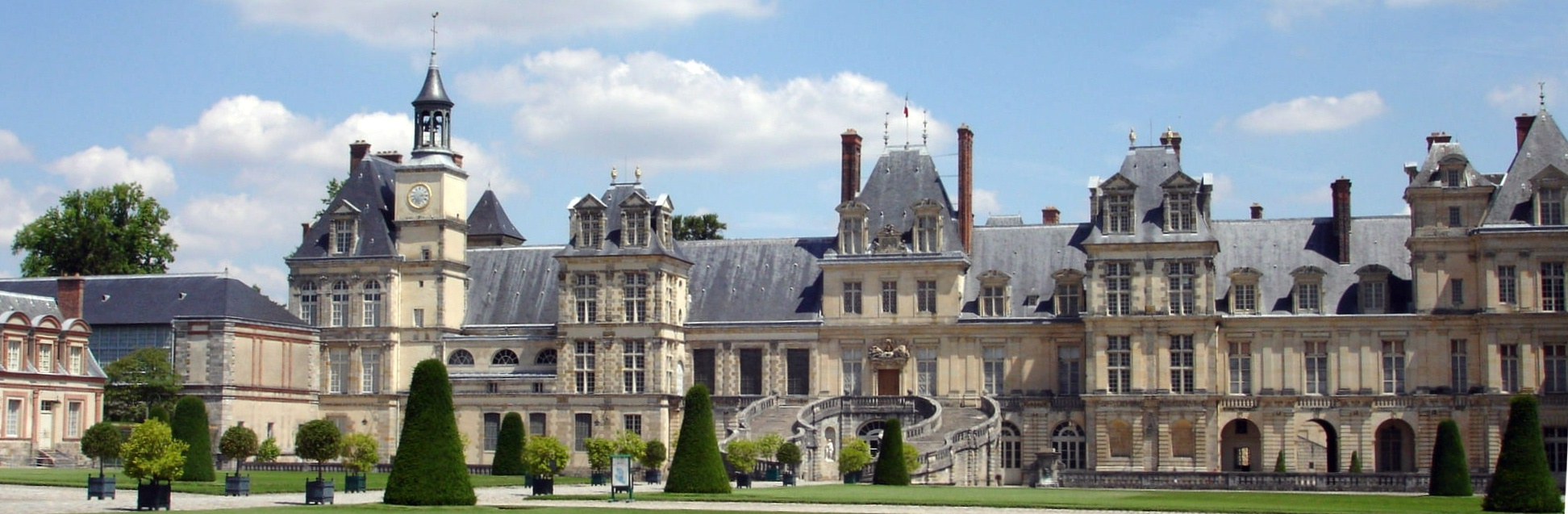
Das Schloss Fontainebleau südöstlich von Paris

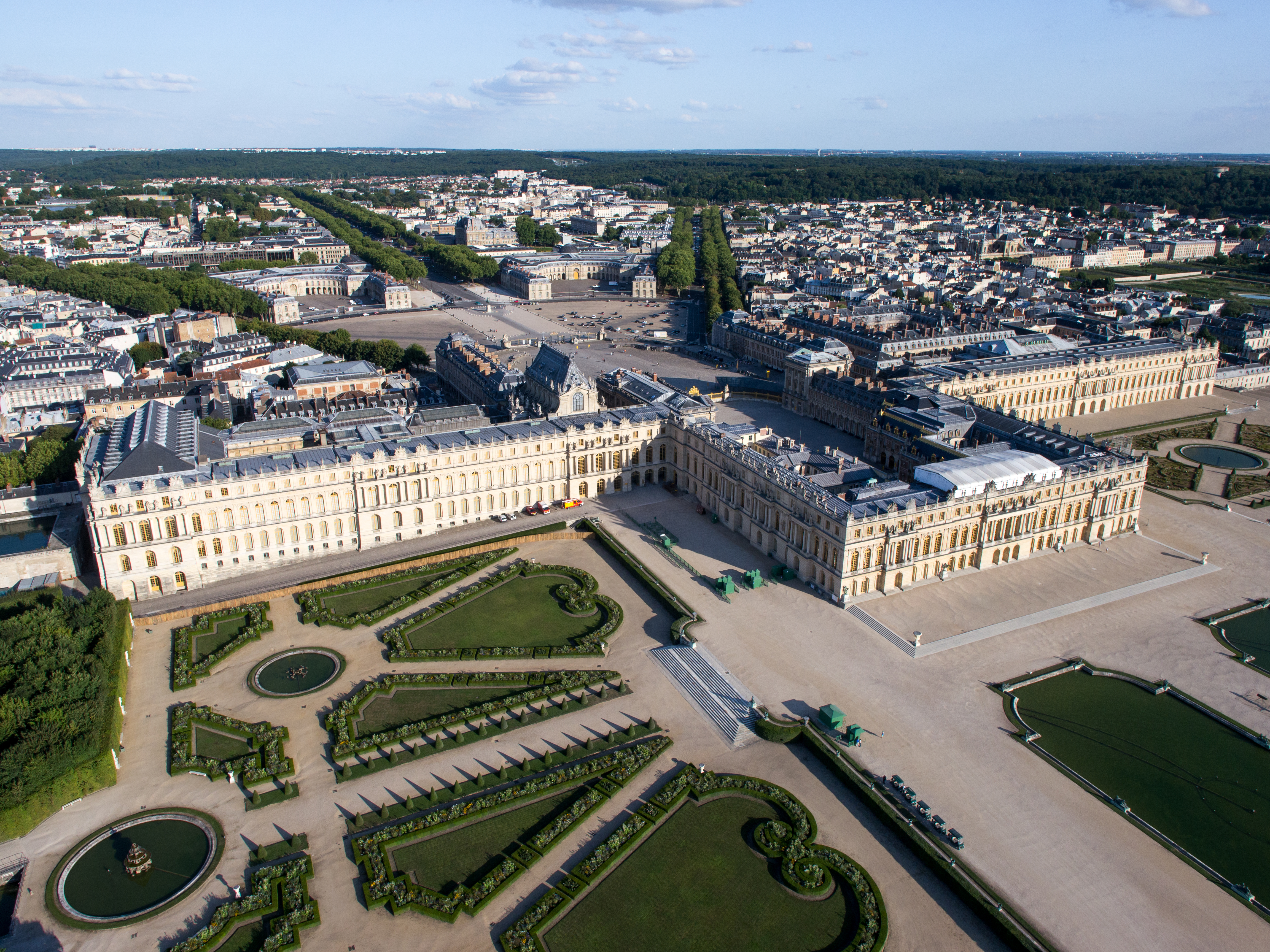
Das Schloss Versailles westlich von Paris

In La Défense, einem seit Ende der 1950er-Jahre in den westlichen Vororten Courbevoie, Nanterre und Puteaux entstandenen Büro- und Geschäftsviertel, in dem Wolkenkratzer dominieren, befindet sich als westliche Fortführung der berühmten Pariser Achse die sogenannte Grande Arche. Der 110 Meter hohe Kubus ist ein Entwurf des Architekten Johan Otto von Spreckelsen, der von Paul Andreu ausgeführt wurde. Er bildet den westlichen Ausgangspunkt der axe historique, die zusammen mit dem Arc de Triomphe und dem Arc de Triomphe du Carrousel beim Louvre eine Gerade bildet. Die Einweihung erfolgte mit dem Gipfeltreffen der Staatschefs der G7 am 14. Juli 1989 zur 200-Jahr-Feier der Französischen Revolution. Das Gebäude dient dem französischen Handels- und Verkehrsministerium als Sitz.
Das Schloss Fontainebleau in dem gleichnamigen Ort 65 Kilometer südlich von Paris wurde im 16. Jahrhundert unter Franz I. und Heinrich II. an der Stelle eines Jagdschlosses gebaut. Der Architekt war Philibert de l’Orme (1510–1570). Es ist vor allem für seine Renaissanceausstattung berühmt.
Das Schloss Versailles, welches zu den größten Schlossanlagen Europas zählt, liegt in der westlich von Paris gelegenen Stadt Versailles und war Vorbild vieler europäischer Königs- und Fürstenschlösser. Für die Vergrößerung des Jagdschlosses Ludwigs XIII. zog Ludwig XIV. im Jahre 1661 den Architekten Le Vau, den Hofmaler Le Brun und den Gartenarchitekten Le Nôtre heran. Den mittleren Flügel der insgesamt 750 m langen barock-klassizistischen Gartenfront nehmen die vielbewunderte Spiegelgalerie „Galerie des Glaces“ sowie die Ecksalons des Krieges und des Friedens ein. An diese schließen sich im Norden das Staatsgemach des Königs, im Süden das Gemach der Königin an. Beachtung verdienen weiter das zweite Schlafzimmer des Königs im Mittelpunkt des Schlosses, die Kapelle, die Oper, und die erst im 19. Jahrhundert ausgestattete Schlachtengalerie.
Die Basilika Saint-Denis ist eine ehemalige Abteikirche in der Stadt Saint-Denis nördlich von Paris und die Grabstätte der französischen Monarchen, welche seit dem Ende des 10. Jahrhunderts nahezu alle hier begraben liegen. Schon im 5. Jahrhundert stand hier über dem Grab des Dionysius von Paris ein Kloster, das im 7. Jahrhundert unter Dagobert I. zur Abtei erweitert wurde. In dem ab 1136 erneuerten Chor wurde 1142 das Kreuzrippengewölbe erfunden. Damit wurde die Basilika das erste gotische Gebäude der Welt. Die Kirche hat seit 1966 den Status einer Kathedrale.
Das Disneyland Resort Paris in der Planstadt Marne-la-Vallée, etwa 30 Kilometer östlich von Paris, ist ein 19,43 Quadratkilometer großer Freizeitkomplex mit zwei Themenparks – dem Disneyland Park und dem Walt Disney Studios Park – einem Golfplatz, Vergnügungs- und Einkaufszonen, zehn Hotels und einem Stellplatz für Wohnmobile.

## Wirtschaft und Infrastruktur
Laut einer Studie aus dem Jahr 2014 erwirtschafte der Großraum Paris ein Bruttoinlandsprodukt von 715 Milliarden US-Dollar (KKB). In der Rangliste der wirtschaftsstärksten Metropolregionen weltweit belegte er damit den 6. Platz.
In einer Rangliste der Städte nach ihrer Lebensqualität belegte Paris im Jahre 2024 den 34. Platz unter 241 untersuchten Städten weltweit.

### Wirtschaft

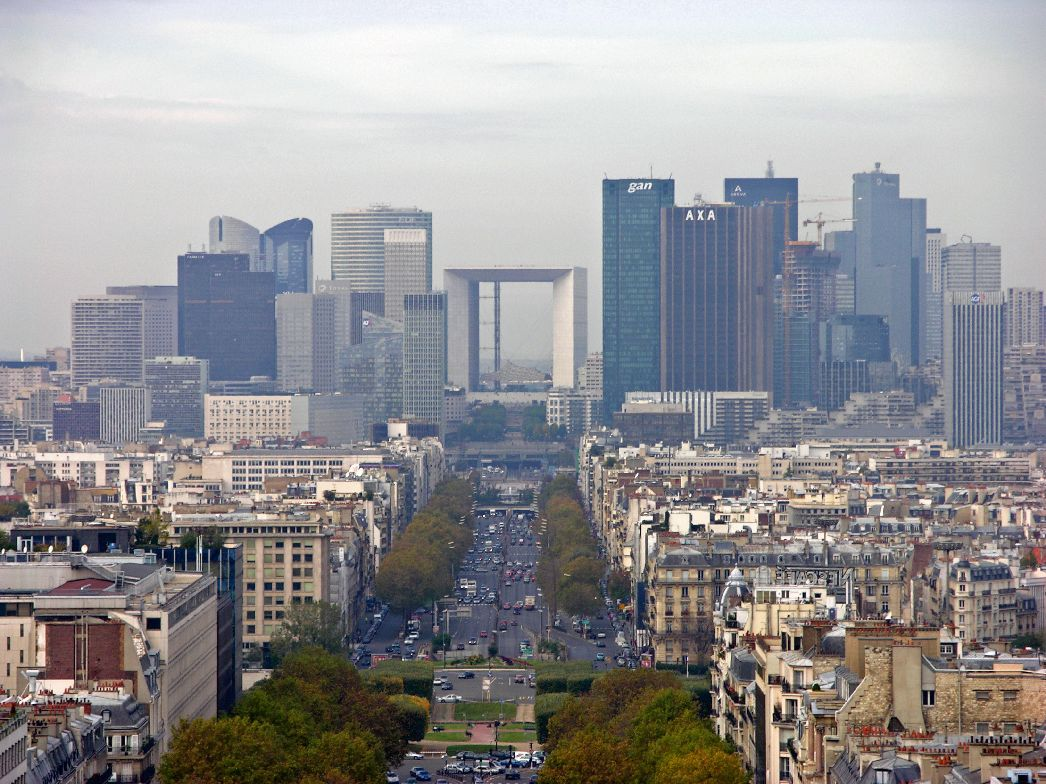
Blick vom Triumphbogen auf La Défense (2004)

Paris ist das bedeutendste Wirtschaftszentrum Frankreichs. In der Metropolregion Paris hat sich etwa ein Viertel der Produktionsbetriebe des Landes niedergelassen. Durch den riesigen Absatzmarkt, den die Stadt bietet, übt sie von jeher große Anziehungskraft auf Hersteller von Konsumgütern aus. Paris ist bekannt für die Produktion von Luxusgütern (Haute Couture und Schmuck). Zu den wichtigsten Erzeugnissen der Stadt zählen chemische Produkte, Elektrogeräte, Kraftfahrzeuge und Maschinen.

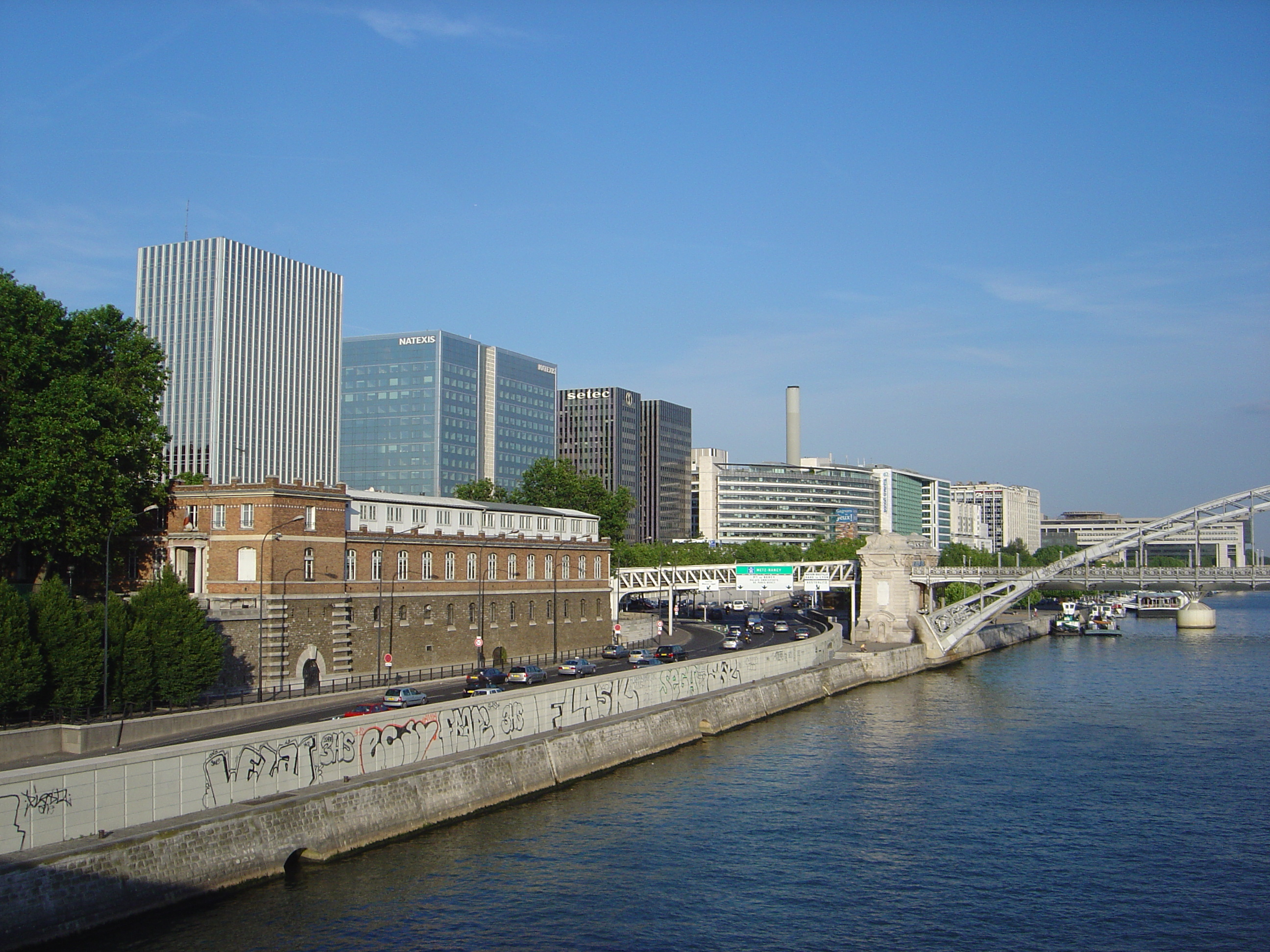
Blick von der Austerlitz-Brücke auf Paris

Fast alle großen Dienstleistungsunternehmen Frankreichs, insbesondere Banken und weitere Unternehmen des Finanzwesens, haben ihren Sitz in Paris. Unter anderem befindet sich hier auch die Pariser Börse. Seit den 1990er-Jahren werden vermehrt Anstrengungen unternommen, multinationale Konzerne anzusiedeln. Die Stadt ist heute eine der wichtigsten Handelsmetropolen in Europa.
Ein nicht zu unterschätzender Vorteil ist die Lage der Stadt inmitten einer der fruchtbarsten Agrarlandschaften in Europa. Die Landwirtschaft war deshalb schon in den früheren Jahrhunderten die bedeutendste Wirtschaftsgrundlage der Region und sicherte die Nahrungsmittelversorgung der Bevölkerung in der Stadt. Heute hat Paris den bedeutendsten Großmarkt der Welt für Lebensmittel, den Großmarkt Rungis.
Die Hauptstadtregion hat dank der starken Konzentration nationaler und internationaler Unternehmen einen Anteil von etwa einem Drittel am Bruttoinlandsprodukt (BIP) des Landes. Sie gehört zu den wohlhabendsten Regionen Europas. Ein Problem ist die Arbeitslosigkeit, die in etwa dem nationalen Durchschnitt entspricht. Seit Anfang der 1990er-Jahre verlor Paris rund eine viertel Million Arbeitsplätze. Ein Grund ist der Abbau von Arbeitsplätzen in der Industrie und die Verlagerung wirtschaftlicher Aktivitäten in benachbarte Gemeinden wie das Geschäftszentrum La Défense.

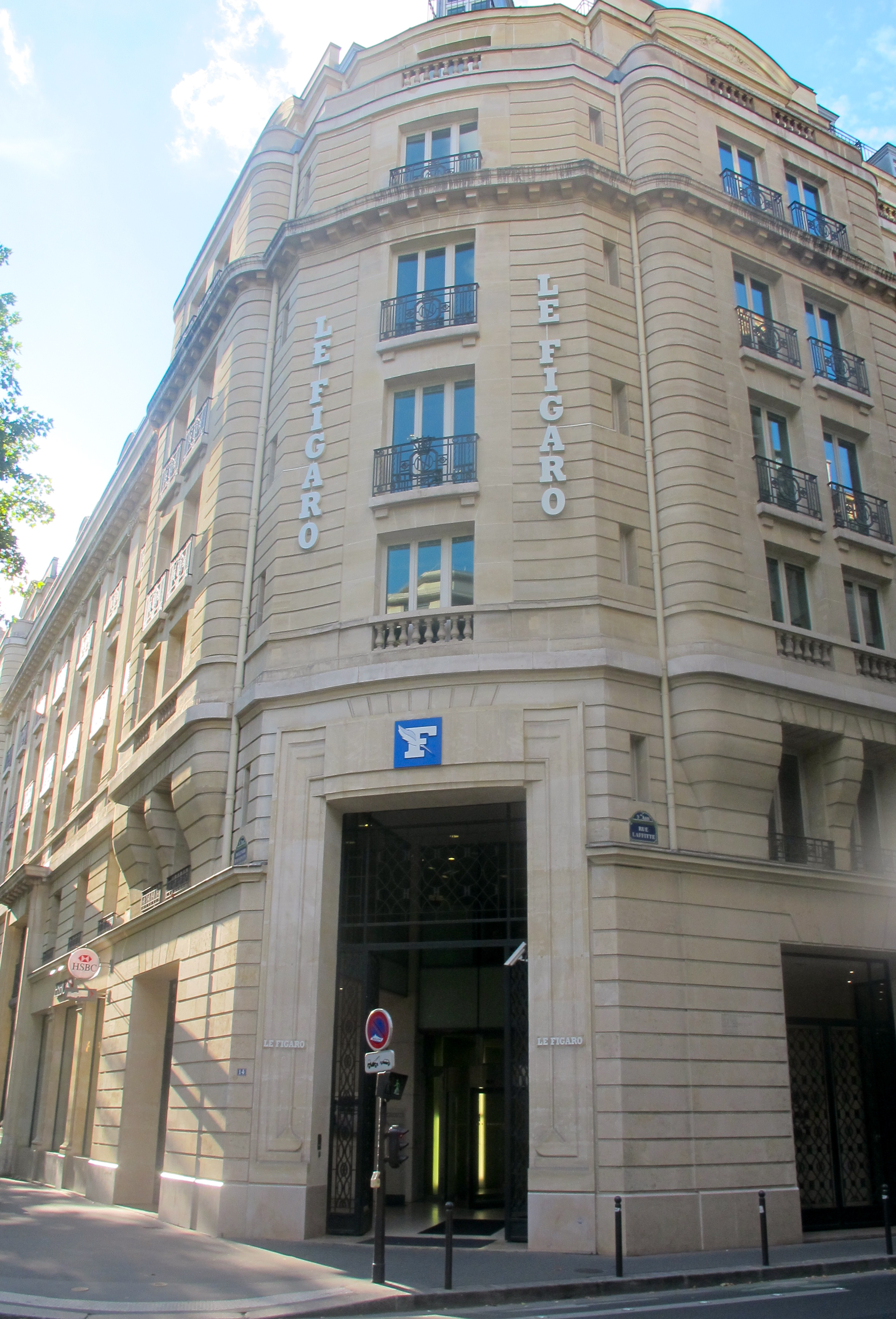
Hauptsitz der Tageszeitung Le Figaro

Die meisten französischen Fernseh- und Radiosender sowie die größten Medienkonzerne des Landes (Vivendi, Groupe Lagardère, TF1) haben ihren Sitz in Paris. Die Stadt ist Erscheinungsort international bedeutender Tageszeitungen (Le Figaro, Le Monde, Libération) und bedeutendstes internationales Zentrum des Verlagswesens.
Der Tourismus spielt eine besondere Rolle. Die Region Paris ist mit 42 Millionen Besuchern im Jahr das zahlenmäßig bedeutendste Ziel weltweit, davon besuchen 35 Millionen die Stadt Paris. Luxushotels berechneten 2011 durchschnittlich etwa den dreifachen Preis, der in Berlin gezahlt wird. Ausländische Touristen brachten 2016 Einnahmen in Höhe von 12,9 Milliarden US-Dollar.
In einer Rangliste der wichtigsten Finanzzentren weltweit belegte Paris im Jahr 2018 den 24. Platz.

### Verkehr
Paris ist Knotenpunkt des Eisenbahn- und Straßenverkehrsnetzes in Frankreich. Am Stadtrand befinden sich vier internationale Flughäfen.
Paris wird von den Pariser Kanälen durchzogen und hat den zweitgrößten Binnenhafen in Europa (nach dem Duisport).

#### Straßen-Fernverkehr

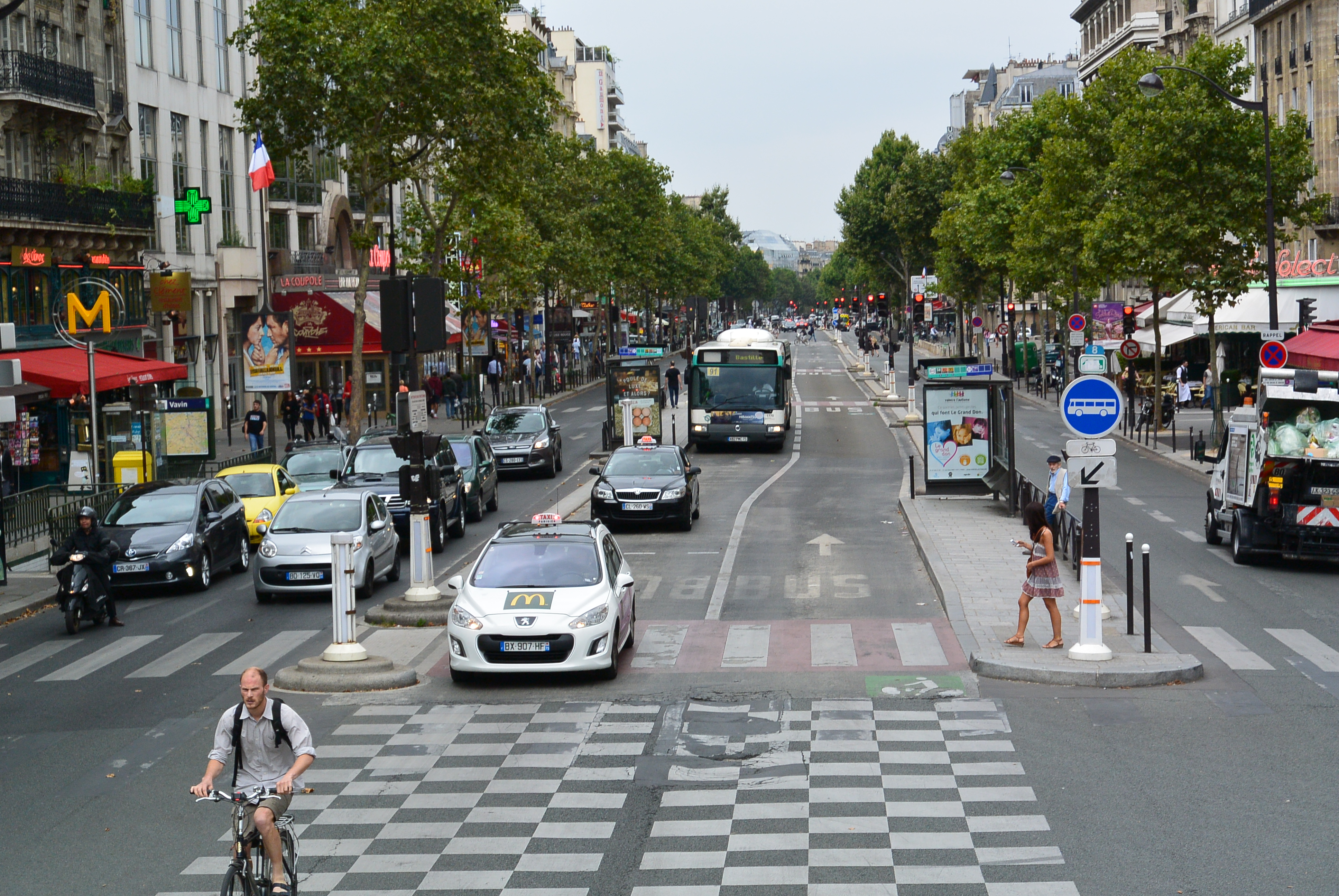
Straßenverkehr auf dem Boulevard du Montparnasse

Paris ist über ein Netz von Autobahnen und Schnellstraßen mit dem ganzen Land verbunden. Eine bedeutende Rolle spielt dabei der Boulevard périphérique (Le Périph’). Diese achtspurige Stadtautobahn leitet den Verkehr rund um Paris und in die Stadt hinein. Fast alle wichtigen französischen Autobahnen führen auf Paris zu und münden aus allen Richtungen in den Boulevard périphérique: Die A 1 aus Lille, die A 4 aus Reims, die A 5 aus Dijon, die A 6 aus Lyon, die A 77 aus Nevers, die A 10 aus Orléans, die A 13 aus Rouen und die A 16 aus Amiens.

#### Flughäfen

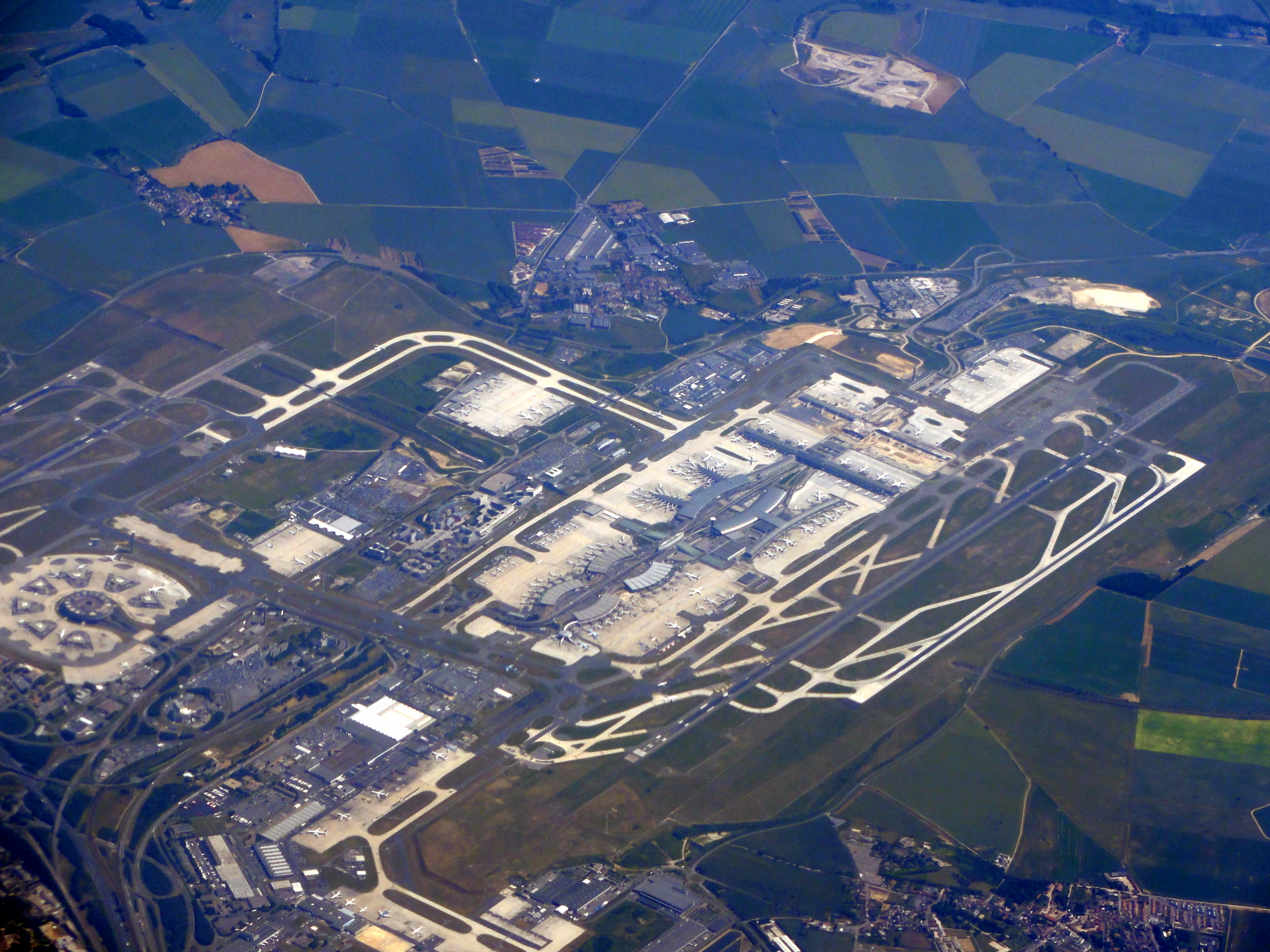
Der internationale Flughafen Paris-Charles-de-Gaulle

2017 wurden 69,5 Millionen Passagiere auf dem Roissy-Charles de Gaulle abgefertigt – dies war die zweithöchste Zahl aller Flughäfen in Europa. Mit 32,0 Millionen Passagieren nimmt Orly den dreizehnten Platz ein. Der dritte Flughafen Paris-Beauvais befindet sich außerhalb des eigentlichen Großraums und wird überwiegend von Billigfluggesellschaften angeflogen. Der vierte Flughafen Paris-Le Bourget wird nur für den Geschäftsflugverkehr genutzt. Er ist der größte seiner Art in Europa. Insgesamt fertigten die vier Pariser Flughäfen im Jahr 2017 etwa 106 Millionen Passagiere ab. Damit zählt Paris neben London und New York zu den großen Luftdrehkreuzen weltweit. Darüber hinaus befindet sich in einiger Entfernung zu Paris der Flughafen Paris-Vatry, der hauptsächlich von Billigfluggesellschaften angeflogen wird.

#### Eisenbahn
Die bedeutenden Eisenbahnstrecken in Frankreich beginnen in Paris. In die Richtungen Lille im Norden, Rennes und Bordeaux im Westen, Lyon und Marseille im Süden sowie Straßburg im Osten gibt es Hochgeschwindigkeitsstrecken, die vom TGV bedient werden. Die Strecke des Eurostar nach London, Köln und Amsterdam über Brüssel gilt als bedeutende europäische Verbindung.
ICE und TGV verkehren seit 2007 über Saarbrücken nach Frankfurt am Main sowie nach Stuttgart und München.
Die wichtigsten Personenbahnhöfe sind Gare d’Austerlitz, Gare de l’Est, Gare de Lyon, Gare Montparnasse, Gare du Nord und Gare Saint-Lazare. Dem Eisenbahngüterverkehr dienen unter anderem die Rangierbahnhöfe Le Bourget im gleichnamigen politisch selbständigen Vorort und Vaires, die durch die Große Ringbahn (Grande Ceinture) mit den von beziehungsweise nach Paris führenden Eisenbahnstrecken verbunden sind.

#### Nahverkehr

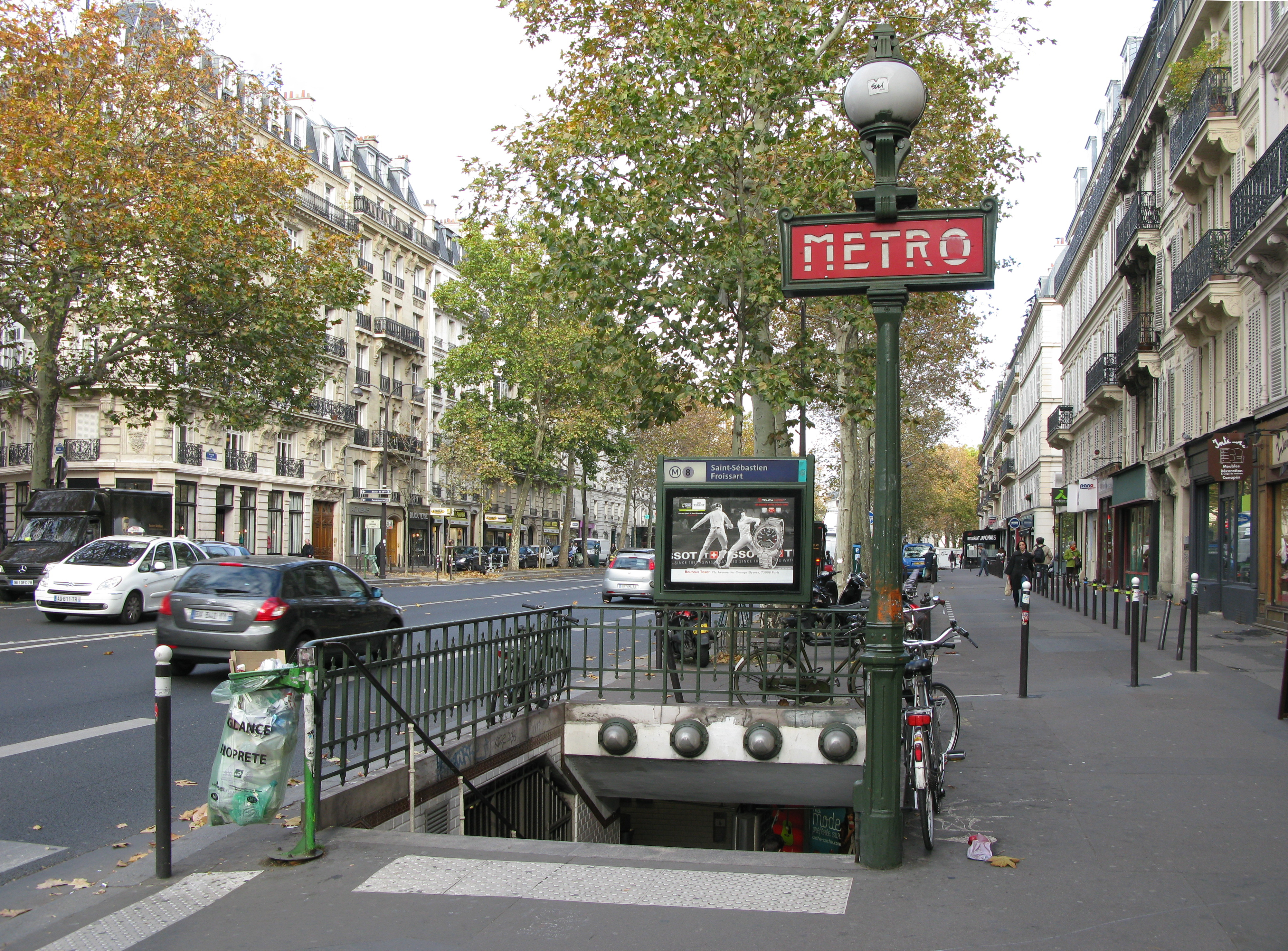
Eingang zur Station Saint-Sébastien – Froissart der Pariser Metro

Der Verkehr in Paris wird überwiegend über die U-Bahn abgewickelt. Die Métro Paris ist nach London (1863), Glasgow und Budapest (beide 1896) die viertälteste U-Bahn Europas. Die erste Métrolinie wurde am 19. Juli 1900 eröffnet. Das Pariser U-Bahn-Netz besteht aus 16 Linien (14 vollwertige und zwei Ergänzungslinien) und ist mit 245,6 Kilometern Gesamtlänge und 405 Haltepunkten in 321 Stationen eines der größten Netze der Welt. Die Métro wird täglich von rund 5 Millionen Menschen genutzt. Mit dem Grand Paris Express, der seit 2015 in Bau ist und vier neue Linien sowie die Verlängerung von zwei bestehenden Métrolinien vorsieht (mit 200 neuen Streckenkilometern und 71 Stationen), soll sich die Länge allein des Métronetzes bis 2030 verdoppeln.
Ergänzend zum Métro-Netz gibt es das Réseau Express Régional (RER), dessen Züge Paris mit den Vororten (Banlieues) verbinden. Zum RER-Netz gehören die Linien A bis E, die auf den zentralen Streckenabschnitten Zugfolgen von bis zu zwei Minuten erreichen.
Das jetzige RER hat seine Ursprünge in den von der staatlichen französischen Eisenbahngesellschaft SNCF oder ihren Vorgängern stillgelegten Vorortbahnen, von denen eine Linie (der heutige südliche Abschnitt des RER B) schon 1937 von der Pariser Métro übernommen wurde. Von 1862 an bestand auch ein Personenverkehrsangebot auf einer Ringbahn entlang der Thiersschen Stadtbefestigung, dem Chemin de Fer de Petite Ceinture (deutsch „kleine Gürtelbahn“), die auch für den Güterverkehr genutzt wurde. Der Personenverkehr auf der Petite centure wurde 1934 zugunsten von Omnibuslinien eingestellt. Mit RER-Zügen werden täglich 2,7 Millionen Fahrgäste vor allem in die Vororte transportiert – auf einem Streckennetz von 608 Kilometern mit 252 Haltepunkten (Stand 2024).
Seit September 2020 können Einwohner unter 18 Jahren den ÖPNV gratis nutzen.
Der weitere Großraum Paris wird von dem Nahverkehrssystem Transilien bedient. Dieses unterscheidet sich von den RER-Zügen unter anderem darin, dass die Transilien-Linien nicht die Stadt unterqueren, sondern in den großen Zentralbahnhöfen enden. Neben den fünf RER-Linien ergänzen weitere neun Transilien-Linien mit einem Streckennetz von 1.110 Kilometern mit 257 Bahnhöfen das Schienennetz der 12,4 Millionen Einwohner zählenden Hauptstadtregion Île-de-France. Das gesamte Nahverkehrsnetz erschließt sich dem Touristen durch das Ticket Paris Visite oder die günstigeren Tageskarten Mobilis.
Der Öffentliche Nahverkehr in der Hauptstadtregion Île-de-France zählte im Jahr 2023 4,2 Milliarden Fahrgäste, was rein rechnerisch über 11,4 Millionen Fahrgäste pro Tag entspricht, wobei die Fahrgastzahlen werktags noch höher als am Wochenende sind. Im Jahr 2024 stieg das Fahrgastaufkommen im Öffentlichen Personennahverkehr in der Île-de-France auf 4,417 Milliarden Fahrgäste, was rein rechnerisch über 12,1 Millionen Fahrgäste pro Tag entspricht. Das Netzwerk des öffentlichen Nahverkehrs in der Region Île-de-France steht weltweit auf Platz 2 hinsichtlich des Fahrgastaufkommens (nach Tokio), auf Platz 4 hinsichtlich der Netzlänge (2.186 Kilometer Schienennetz bei Métro, RER und Transilien zusammen) und auf Platz 2 hinsichtlich der Netzdichte (nach London).
Die Straßenbahn Île-de-France vervollständigt das Netz mit 14 Linien, die auf 186,6 Kilometern 278 Stationen bedienen. Am 21. November 1853 fuhren in Paris die ersten Pferdestraßenbahnen, es waren die ersten in Europa. Mit der Elektrifizierung des Straßenbahnnetzes begann man am 6. November 1881. Der Betrieb wurde am 14. August 1938 eingestellt. Nach 54 Jahren Unterbrechung verkehrt seit dem 6. Juli 1992 wieder eine Straßenbahn durch die Vororte, seit dem 16. Dezember 2006 verkehrt mit der neu gebauten Linie T3 die Straßenbahn auch wieder in Paris selbst. In den letzten Jahren wurden mehrere Neubaustrecken eröffnet und bestehende Strecken erweitert. Heute (Dezember 2014) befahren die insgesamt neun Linien ein 105 Kilometer langes Streckennetz mit 183 Stationen.
Die neue Linie T3 führt entlang der Boulevards des Maréchaux in zwei Abschnitten von der Seine-Brücke Pont du Garigliano im Südwesten bis zur Porte de Vincennes im Osten von Paris und von dort zur Porte de la Chapelle im Norden der Stadt. Die seit der Verlängerung im Dezember 2012 gut 22 Kilometer lange Strecke ist überwiegend als Rasengleis ausgeführt und für 270.000 Fahrgäste pro Tag ausgelegt. Zugleich mit dem Streckenbau wurden die Straßen entlang der Strecke architektonisch neu gestaltet, eine Auflage der Pariser Behörden. Dazu gehören auch zahlreiche neu gepflanzte Bäume, Freiluftkunstwerke und neu gestaltete Fahrrad- und Fußwege.
Paris ist auch von einem dichten Netz aus Buslinien durchzogen. Das Busnetz der Hauptstadtregion Île-de-France besteht aus 1500 Buslinien mit einem Streckennetz von etwa 25.000 Kilometern. Bis 2025 stieg die Anzahl der Buslinien in der Hauptstadtregion Île-de-France auf etwa 1900 an. Die Busse mit den dreistelligen Nummern fahren in die Vororte, die Busse mit zweistelligen Nummern verkehren nur innerhalb der Stadt. Die meisten Omnibusse fahren zwischen 6:30 Uhr und 20:30 Uhr, die wichtigsten Linien länger bis etwa 1 Uhr nachts. Die Nachtbusse Noctilien verkehren täglich die ganze Nacht.
Trolleybusse fuhren zum ersten Mal während der Weltausstellung in Paris zwischen April 1900 und November 1900, ein weiteres Mal zwischen 1912 und 1914 sowie nach einer Unterbrechung durch den Ersten Weltkrieg von April 1925 bis Juli 1935. Nach einer siebeneinhalbjährigen Pause wurde der Betrieb noch während des Zweiten Weltkrieges im Januar 1943 wieder aufgenommen und im April 1966 endgültig eingestellt.

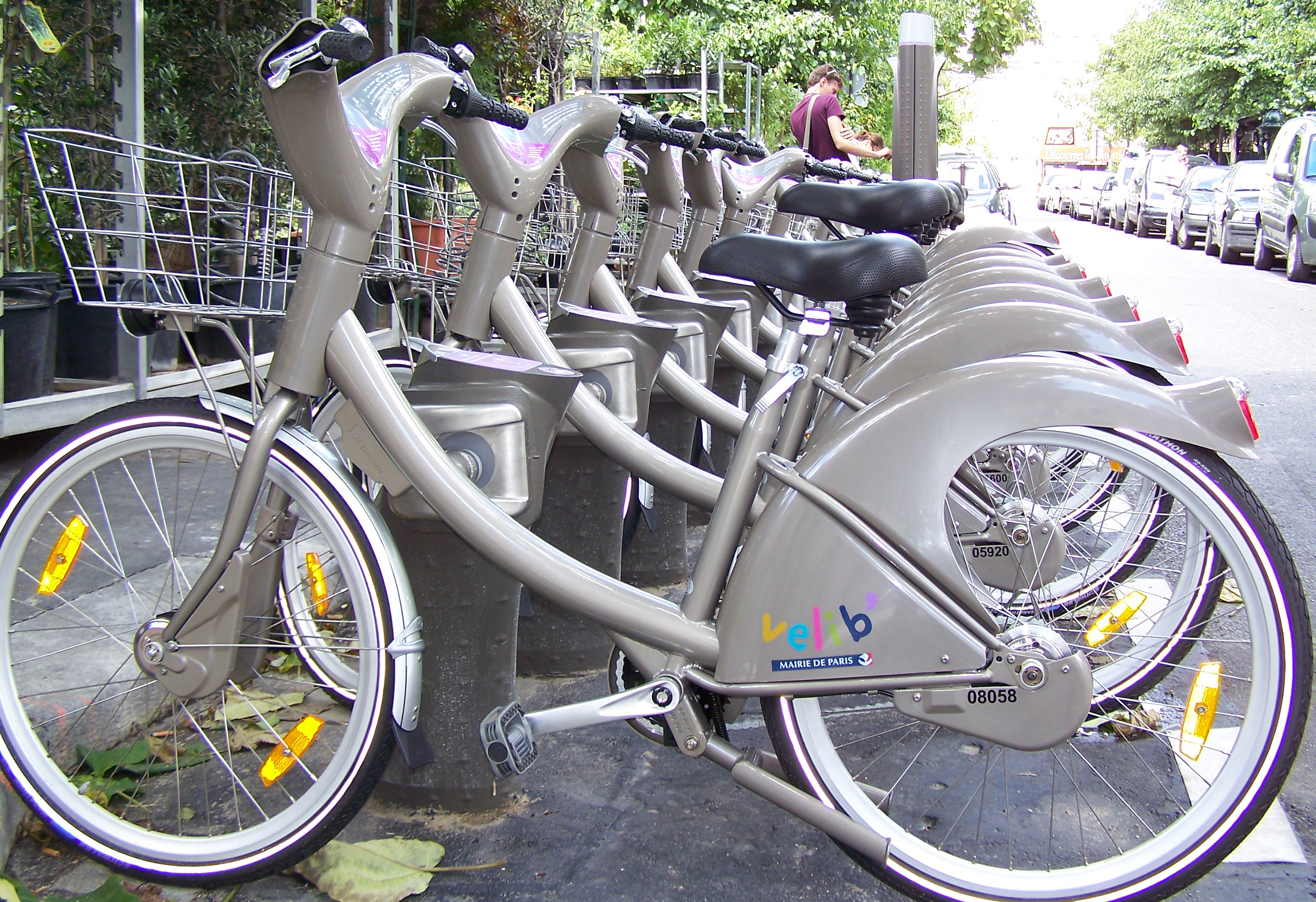
Fahrradvermietsystem Velib' in Paris

Seit 2007 gibt es ein flächendeckendes Netz von Fahrradmietstationen mit Velib'. 2010 umfasste das System über 20.000 Fahrräder an 1202 Stationen in Paris und einigen Gemeinden im Umland der französischen Hauptstadt und galt als das größte seiner Art weltweit. Seit der Einführung von Vélib spielt Radverkehr erstmals seit vielen Jahrzehnten eine signifikante Rolle im Pariser Stadtverkehr; diese wurde seither von einer Vielzahl von privaten, stationslosen Fahrradverleihsystemen ergänzt.
Seit 2016 gibt es einen Sharing-Service mit Elektromotorrollern, seit 2018 eine Vielzahl von konkurrierenden E-Tretroller-Verleihsystemen. Bei einer Bürgerbefragung am 2. April 2023 haben sich 89 Prozent der Stimmenden (bei einer Stimmbeteiligung von nur 7,46 %) gegen einen Weiterbetrieb der E-Tretroller-Verleihsysteme ausgesprochen. Die Lizenzen laufen im August 2023 aus.

#### Luftqualität

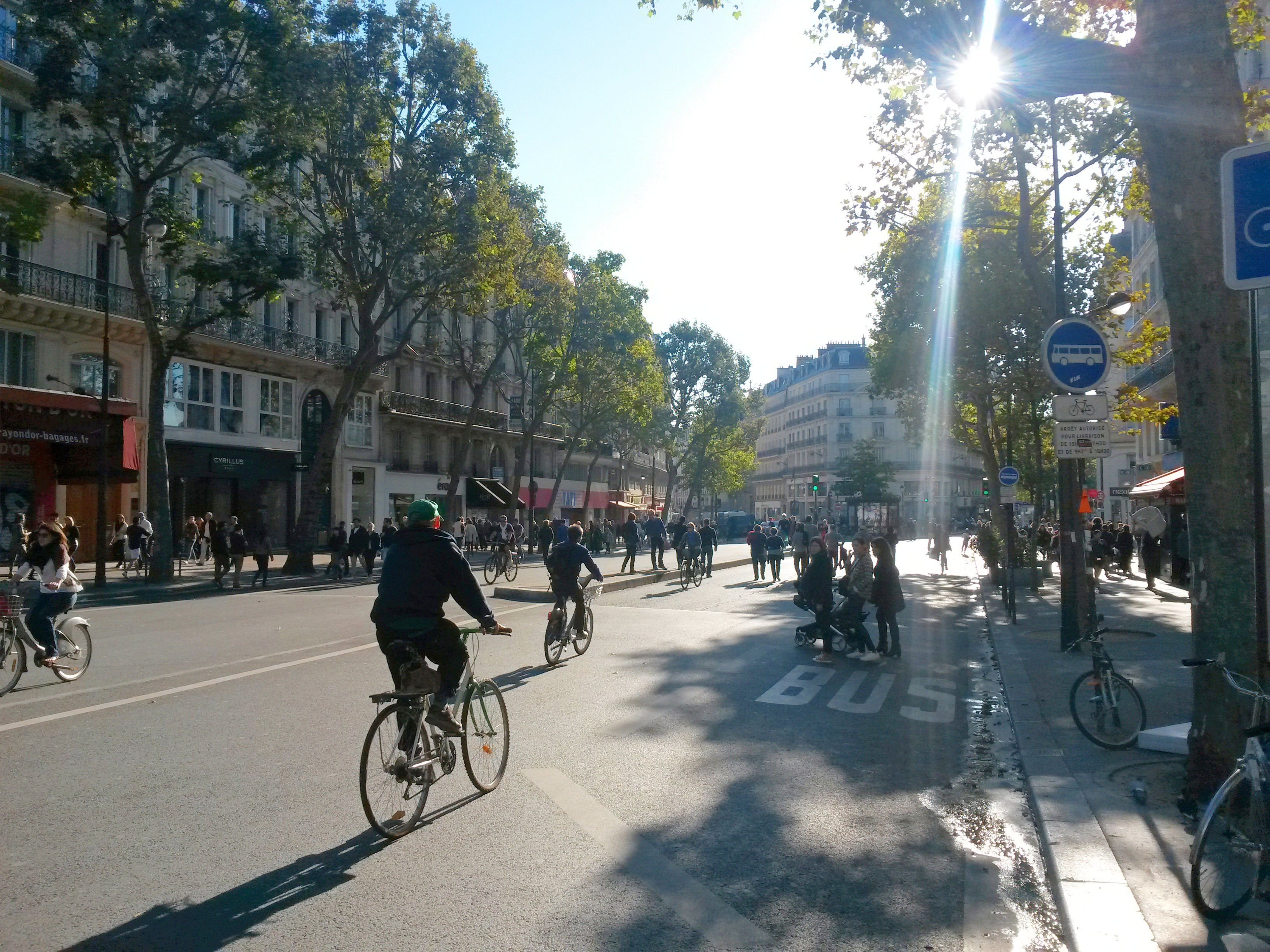
Fahrradfahrer auf der Rue du Temple am 27. September 2015, einem autofreien Tag

Paris weist eine hohe Luftverschmutzung auf, die neben der Industrie und Haushalten vom Verkehr stammt. Die durchschnittliche Konzentration an Feinstaub (PM10) beträgt 38 Mikrogramm pro Kubikmeter. Der Grenzwert von 80 Mikrogramm pro Kubikmeter wurde 2015 in manchen Stadtteilen häufig überschritten.
Die Stadtverwaltung erließ mehrere Maßnahmen, darunter sowohl zeitlich beschränkte als auch dauerhafte, um die Luftverschmutzung zu verringern und den Kraftverkehr zu reduzieren: Bereits im Jahr 2013 wurde die südliche Seineuferstraße im Bereich der Innenstadt für den Autoverkehr gesperrt und in eine Fußgängerzone umgewandelt, im September 2016 folgte die nördlichen Uferstraße. Im Oktober 2015 ordnete die Bürgermeisterin, Anne Hidalgo, einen autofreien Tag für einen kleinen Teil der Innenstadt an. Seit Mai 2016 werden die Champs-Elysées am jeweils ersten Sonntag des Monats für den Kraftverkehr gesperrt. 2016 wurden am Wochenende nach dem weltweiten autofreien Tag, dem 22. September, über 640 Kilometer für motorisierten Verkehr gesperrt.
Anfang Dezember 2016 bewegten wochenlange hohe PM10-Werte über 80 Mikrogramm pro Kubikmeter, die zu Einschränkungen in der Nutzung von privaten Personenkraftwagen in Paris und den Nachbargemeinden führten: über mehrere Tage wurde u. a. wechselweise das Fahren von Autos mit geraden bzw. ungeraden Kennzeichenzahlen verboten und die kostenfreie Nutzung öffentlicher Verkehrsmittel eingeführt.
Seit Sonntag, 15. Januar 2017, wurde eine Umweltzone in der Innenstadt, die Zone à circulation restreinte, eingerichtet, die auch für Fahrzeuge aus dem Ausland gilt. Ausgenommen ist die Stadtautobahn Boulevard périphérique. Die erforderliche Plakette ist nach Schadstoffklassen gestaffelt und erlaubt differenziertere Fahrverbote je nach Belastung. Hidalgo beabsichtigt die Zahl der Personenkraftwagen langfristig zu halbieren um damit vor allem die Luftqualität bezüglich Stickstoffdioxid und der Feinstaubwerte zu verbessern. Die Halbierung der Verkehrs soll durch die Verbannung des Durchgangsverkehrs erreicht werden, welcher rund die Hälfte des aktuellen Verkehrsaufkommens ausmacht. Per 30. August 2021 wurde auf den meisten Straßen Tempo 30 eingeführt. Seit dem 1. September 2022 müssen Zweiräder mit Verbrennungsmotor Parkgebühren zahlen, was bis dahin nicht der Fall war.

### Wissenschaft und Bildung

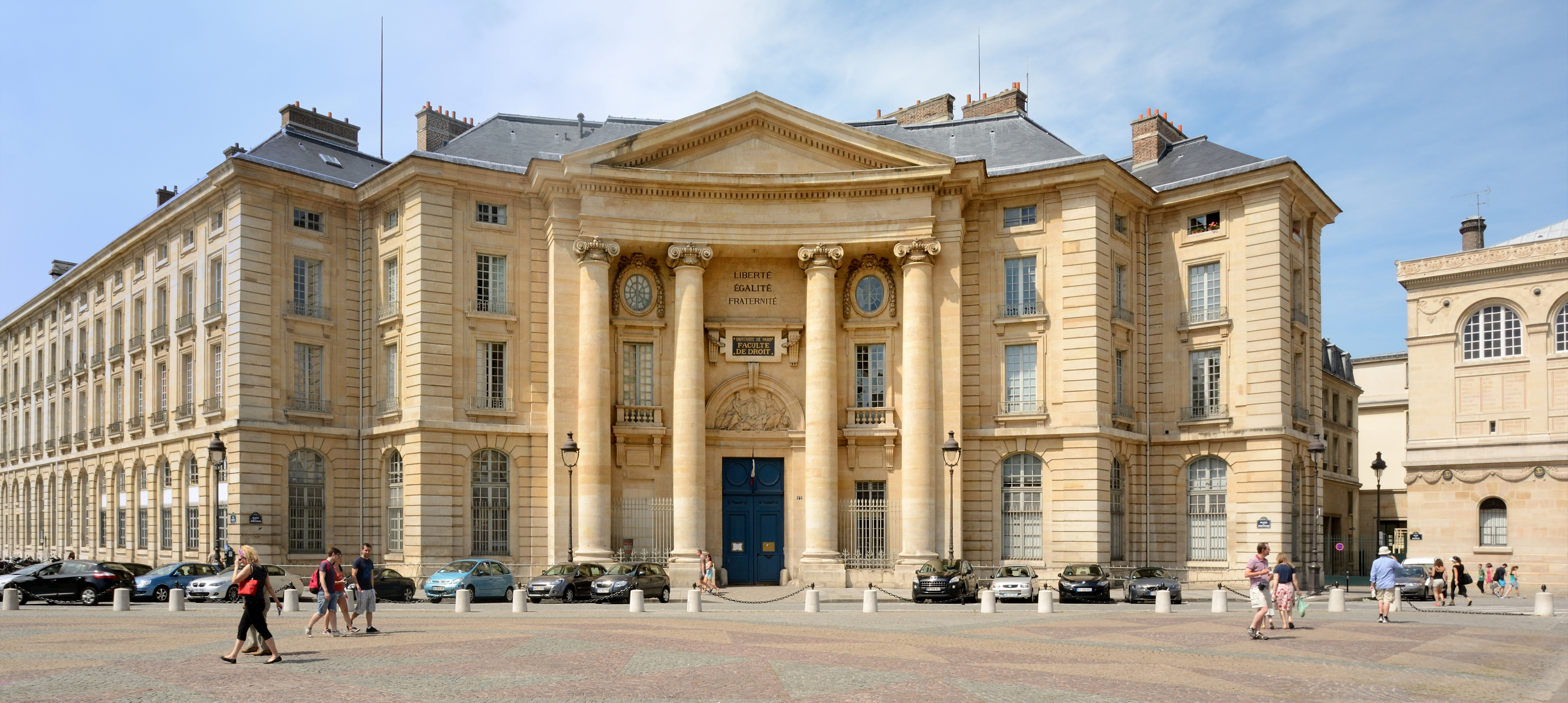
Eingang zur juristischen Fakultät der Sorbonne im Quartier Latin

Die Gegensätze zwischen Paris und dem Rest des Landes werden besonders im Bereich Bildung deutlich, da die angesehensten Bildungsstätten Frankreichs sich in Paris befinden.

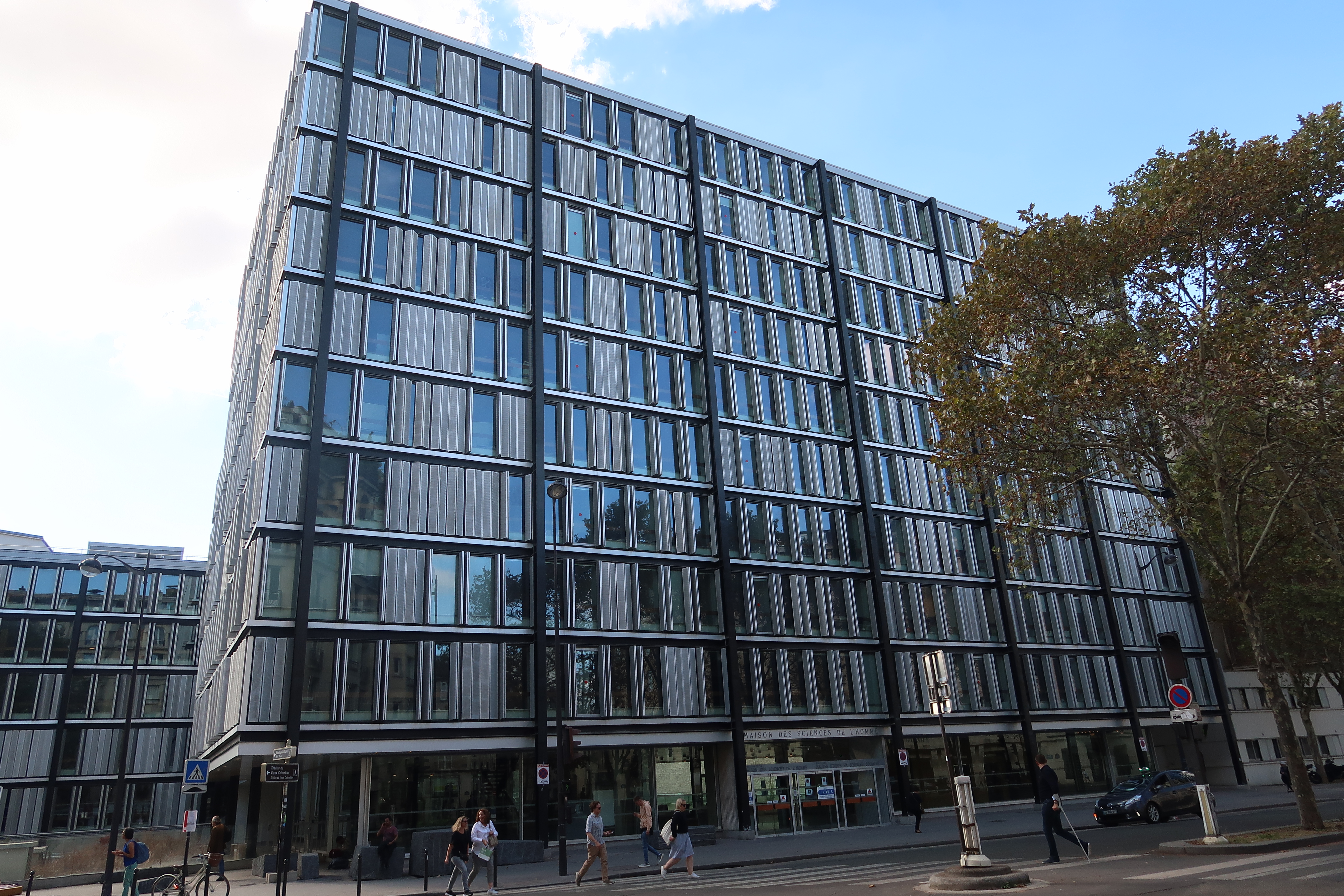
Hauptsitz der Elite-Hochschule École des hautes études en sciences sociales (EHESS) im Quartier Saint-Germain-des-Prés

Die besten Grandes écoles Frankreichs haben ihren Sitz in Paris, darunter die École polytechnique (eröffnet 1794), École des hautes études commerciales de Paris (HEC), Sciences Po Paris, die École normale supérieure (ENS) sowie die École des hautes études en sciences sociales (EHESS). Die Eliteverwaltungsschule École nationale d’administration (ENA) ist jedoch nach Straßburg ausgelagert worden. Édith Cresson setzte als Premierministerin 1992 gegen erhebliche Widerstände die Verlegung durch. Über zehn Jahre hinweg lief der Betrieb der ENA zugleich in Paris und in Straßburg ab, bevor 2005 der Umzug der gesamten Schule dorthin abgeschlossen wurde, das ehemalige ENA-Gebäude in Paris wird nun von Sciences Po Paris genutzt.
Weitere höhere Bildungseinrichtungen sind das im Jahre 1530 eröffnete Collège de France, das Institut catholique (1875) und die École du Louvre (1882). Die 1257 gegründete Sorbonne ist die älteste Universität in Frankreich und geht auf Gründungen um 1200 zurück. Die Gründung als Theologenschule wird auf Robert von Sorbon (1201–1274), den Hofkaplan Ludwigs des Heiligen, zurückgeführt; die Bestätigungsbulle Clemens’ IV. datiert von 1268. Ursprünglich ein Alumnat für arme Studenten der Theologie, gelangte die Sorbonne (welchen Namen die Anstalt erst seit dem 14. Jahrhundert erhielt) durch berühmte Lehrer, welche an ihr wirkten, sowie durch reiche Ausstattung gegenüber anderen ähnlichen Kollegien zu immer größerem Ansehen. Im Jahre 1968 wurde die Universität von Paris durch eine umfassende Reform in 13 unabhängige Teile aufgegliedert. Fünf von ihnen liegen außerhalb der Stadt. (Siehe: Liste der Universitäten in Frankreich)

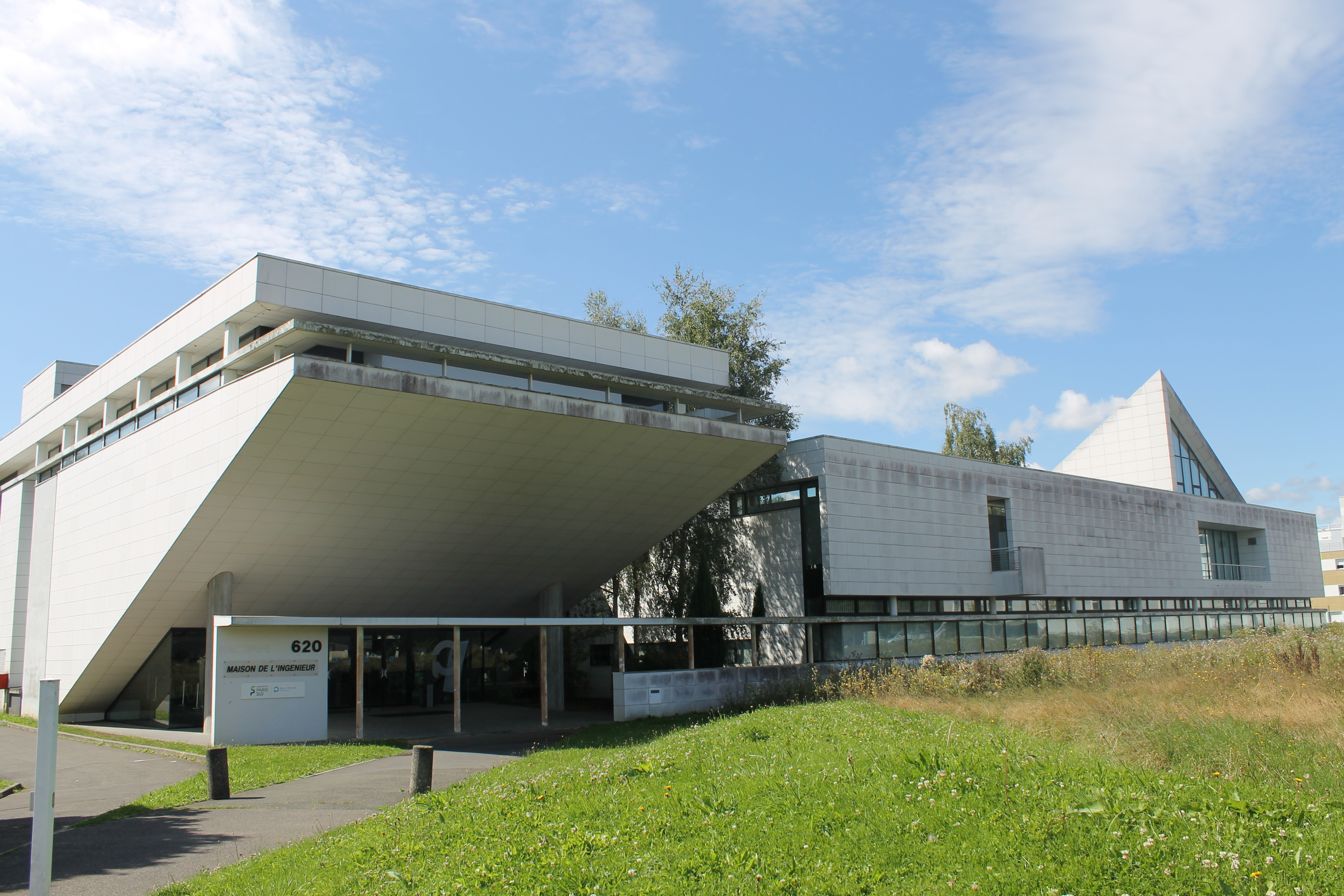
Das Ingenieurshaus der Universität Paris-Saclay

Die Académie française ist eine der ältesten Institutionen Frankreichs im Bereich des geistigen Lebens und zugleich die prestigereichste. Sie residiert seit 1801 im Collège des Quatre-Nations gegenüber dem Louvre; dort hat auch der auf Lebenszeit gewählte und wohlbeamtete Secrétaire perpétuel seine Dienstwohnung. Die Académie française ist hervorgegangen aus einem Pariser Literatenzirkel, der sich seit 1629 bei dem heute praktisch unbekannten Autor Valentin Conrart traf und 1634 durch den regierenden Minister Kardinal de Richelieu auf 34 Mitglieder aufgestockt und am 2. Januar 1635 durch Ludwig XIII. zu einer staatlichen Institution erhoben wurde. Die von Richelieu vorgesehenen Statuten und Regelungen wurden 1637 vom Obersten Pariser Gerichtshof, dem Parlement de Paris, registriert und damit rechtskräftig. Seit dem Jahre 1803 gehört die Akademie dem Institut de France an.
Bibliotheken in Paris
Von den zahlreichen Bibliotheken in Paris ist die Französische Nationalbibliothek (Bibliothèque nationale de France) die größte. Sie wurde 1368 von König Karl V. auf Basis seiner persönlichen Bibliothek im Louvre gegründet und umfasste zu Beginn 911 Manuskripte. Damals war es allerdings üblich, die Dokumente des Königs nach seinem Tod zu vernichten, so dass die eigentliche Bibliothekssammlung erst mit König Ludwig XI. aufgebaut wurde, der mit diesem Brauch brach. Am 14. Juli 1988 kündigte der französische Staatspräsident François Mitterrand den Neubau des Bibliotheksgebäudes an, der im Dezember 1990 begann. Die neue Bibliothek wurde nach Plänen des Architekten Dominique Perrault entworfen und am 20. Dezember 1996 der Öffentlichkeit übergeben. Die moderne Bibliothek enthält alle Publikationen, die in Frankreich verlegt werden, und umfasst mehr als zehn Millionen Bände.

## Persönlichkeiten

### Ehrenbürger
Nach der Ernennung des Malers, Grafikers und Bildhauers Pablo Picasso zum Ehrenbürger der Stadt Paris im Jahr 1971 wurden bis zum Jahr 2003 keine derartigen Ehrungen mehr vorgenommen. Seither wurden zu Ehrenbürgern ernannt: der US-amerikanische Journalist und schwarze Politaktivist Mumia Abu-Jamal (2003), die französisch-kolumbianische Kämpferin gegen Korruption und kolumbianische Präsidentschaftskandidatin Íngrid Betancourt (2003), die birmanische Politikerin und Friedensnobelpreisträgerin Aung San Suu Kyi (2004), die nigerianische Rechtsanwältin und Bürgerrechtlerin Hauwa Ibrahim (2006). Darüber hinaus ernannte der Stadtrat im Jahr 2008 den chinesischen Bürgerrechtler Hu Jia, den Dalai Lama, die bangladeschische Frauenrechtlerin Taslima Nasrin und Gilad Shalit zu Ehrenbürgern, im Jahr 2010 die iranische Menschenrechtsaktivistin Schirin Ebadi, im Jahr 2011 den iranischen Filmregisseur Jafar Panahi und den brasilianischen Umweltschutzaktivisten Raoni Metuktire.

### Söhne und Töchter der Stadt
→ In Paris geborene Persönlichkeiten
Paris war Geburtsort zahlreicher bekannter Persönlichkeiten. Dazu gehören unter anderen der französische Premierminister und Staatspräsident Jacques Chirac, der französische Staatspräsident Nicolas Sarkozy, der Komponist Georges Bizet, die Schriftstellerin, Philosophin und Feministin Simone de Beauvoir, die Filmregisseure Claude Chabrol, Jean-Luc Godard, Roman Polański und François Truffaut, der Pädagoge, Historiker und Sportfunktionär Pierre de Coubertin, der Chansonnier, Komponist und Schriftsteller Serge Gainsbourg, der Präfekt und Stadtplaner Georges-Eugène Haussmann, die Chemikerin und Nobelpreisträgerin Irène Joliot-Curie, die Malerin Adélaïde Labille-Guiard, der Maler Édouard Manet, die Schauspielerin Sophie Marceau, der Maler Claude Monet, die Chansonsängerin Édith Piaf, die Schriftstellerin George Sand sowie die Sängerin und Schauspielerin Caterina Valente.

### Persönlichkeiten, die vor Ort gewirkt haben
→ Bekannte Einwohner von Paris
Zu den Persönlichkeiten, die in Paris gewirkt haben, gehören unter anderem die US-amerikanisch-französische Tänzerin, Sängerin und Schauspielerin Josephine Baker, der Schriftsteller Honoré de Balzac, der polnische Komponist Frédéric Chopin, die Schauspielerin Marlene Dietrich, der Metallbauingenieur Gustave Eiffel, der deutsche Schriftsteller Heinrich Heine, der US-amerikanische Sänger und Lyriker Jim Morrison von der Rockgruppe The Doors, der deutschstämmige französische Komponist Jacques Offenbach und die irisch-englischen Literaten Oscar Wilde und James Joyce. Der spätere Nobelpreisträger Ernest Hemingway lebte von 1921 bis 1928 in Paris. Seine Erlebnisse sind vor allem in dem Buch Paris – Ein Fest fürs Leben veröffentlicht. Auch viele bedeutende bildende Künstler wirkten in Paris, etwa Marc Chagall und Pablo Picasso, der über 40 Jahre lang dort lebte.
Seit den 1950er-Jahren war Paris ein Anziehungspunkt für afroamerikanische Jazzmusiker, die sich dort wesentlich freier bewegen konnten als in den damals noch von der Rassensegregation beherrschten Vereinigten Staaten: Sidney Bechet zog es nach Frankreich, „weil es näher an Afrika liegt“. Bei den Jazzfestivals 1948 in Nizza und Paris triumphierte der junge Miles Davis, der an der Seine Juliette Gréco kennen und lieben lernte. Paris beflügelte nicht nur ihn, sondern auch Bud Powell, Idrees Sulieman oder Benny Waters. Dieser damaligen Szenerie US-amerikanischer Musiker in Paris ist der Spielfilm Round Midnight von Bertrand Tavernier gewidmet. Regisseure wie Louis Malle („Fahrstuhl zum Schafott“) und Roger Vadim experimentierten in den 1950er-Jahren mit spontan zur Leinwand improvisierten Jazz-Soundtracks. Ende der 1960er emigrierten Musiker wie Anthony Braxton, das Art Ensemble of Chicago oder Frank Wright an die Seine.

### Photographie-Bücher
- Eugène Atget (Herausgeber: John Szarkowski und Maria Morris Hambourg): The Work of Atget (4 vols.). The Museum of Modern Art, New York 1981–1985.
- Brassaï (Herausgeber: Sylvie Aubenas und Quentin Bajac): Flaneur durch das nächtliche Paris. Schirmer/Mosel, München 2013, ISBN 978-3-8296-0630-1.
- Lothar-Günther Buchheim: Mein Paris: eine Stadt vor dreißig Jahren. Piper & Co, München, Zürich 1977, ISBN 3-492-02294-4.
- Henri Cartier-Bresson: À propos de Paris. Schirmer/Mosel Verlag, München 2005, ISBN 978-3-88814-295-6.
- Virginie Chardin: Paris et la photographie: Cent histoires extraordinaires de 1839 à nos jours. Vorwort: Patrick Modiano. Parigramme, Paris 2003, ISBN 2-84096-256-X.
- Raymond Depardon: Paris Journal. Éditions Hazan, Paris 2004, ISBN 2-85025-948-9.
- Robert Doisneau (mit Blaise Cendrars): La banlieue de Paris (Neuausgabe des zuerst 1949 erschienenen Buches). Denoël, Paris 2023, ISBN 978-2-207-17873-7.
- Robert Frank (herausgegeben gemeinsam mit Ute Eskildsen): Paris. Steidl, 2008, ISBN 978-3-86521-524-6.
- Hans-Michael Koetzle: Eyes on Paris: Paris im Fotobuch – 1890 bis heute. Deichtorhallen Hamburg / Hirmer Verlag, München 2011, ISBN 978-3-7774-4131-3.
- Ed van der Elsken: Liebe in Saint Germain des Prés (Reprint der 1956 erschienenen Ausgabe). Schaden, Köln 1999, ISBN 3-932187-04-0.
- Johan van der Keuken: Paris mortel retouché (Reprint des Buches aus 1963 sowie des Entwurfs und diverser zusätzlicher Photographien). Van Zoetendaal Publishers, Amsterdam 2013, ISBN 978-90-72532-21-3.

Pariser Zentrum bei Nacht

## Dokumentarfilme
- Stan Neumann: Paris, roman d'une ville. Basierend auf Arbeiten von François Loyer. Les films d’ici, 1991 (52 min).[75]
- Le Grand Paris des Écrivains. Dreißig dokumentarische Kurzfilme aus den Jahren 2019–2022 zu Texten französischer Autorinnen und Autoren.[76]
- zdf.de (2022): Superbauten der Antike: Die Römer in Paris (43 min).